# Степи Украины

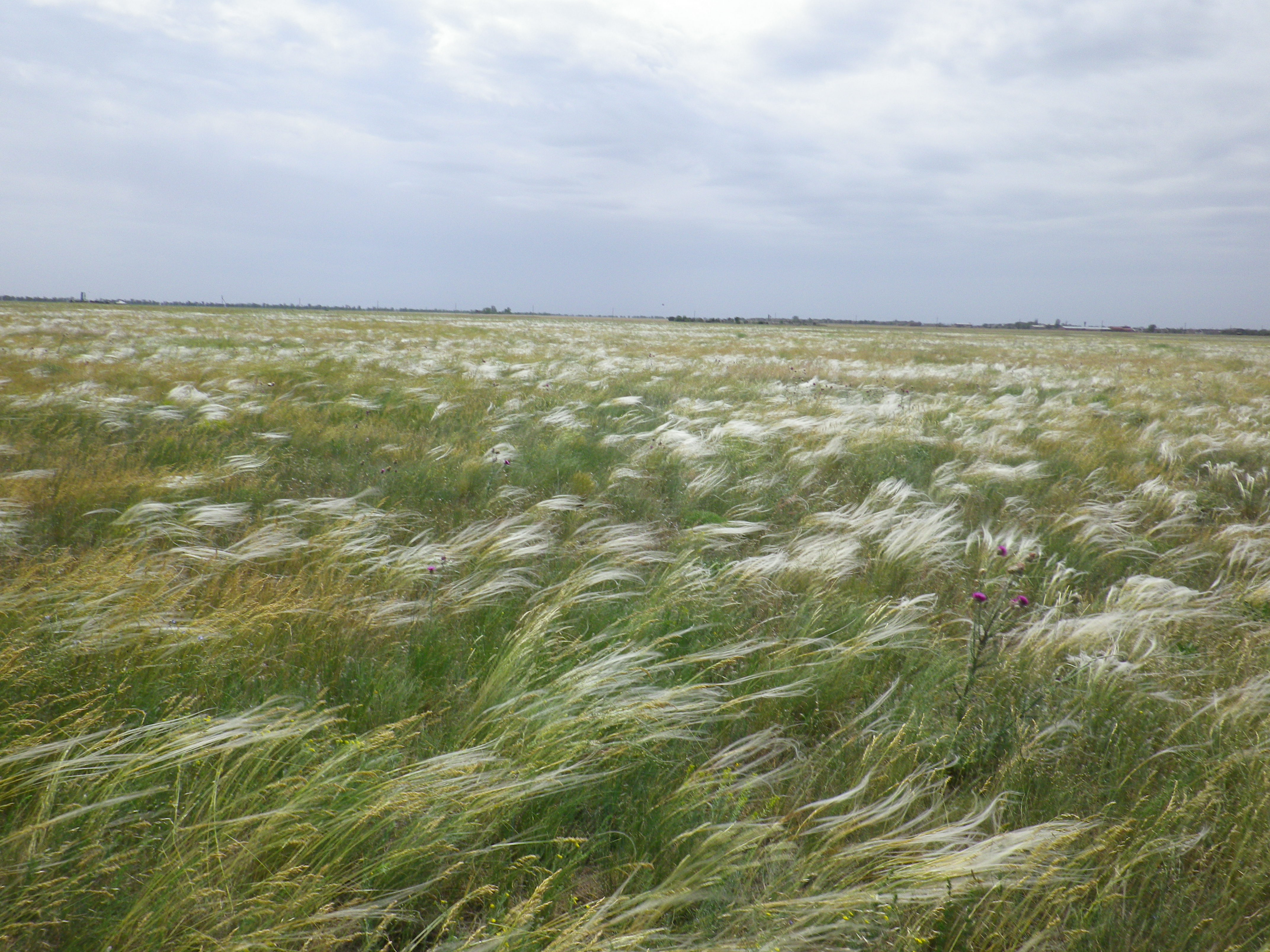
Ковыльная степь в заповеднике «Аскания-Нова»

Степи Украины, Украинская степь (укр. Степи України, Український степ) — обширный травянистый равнинный биом, экологический и физико-географический регион степей, расположенный на юге и юго-востоке Украины и образующий степную природную зону. До начала активного освоения человеком степи были доминирующими биомами степной природной зоны Украины, которая простирается с юго-запада на северо-восток страны от низовий Дуная до южных отрогов Среднерусской возвышенности более чем на 1000 км полосой около 500 км в ширину, охватывая площадь около 240 000 км², что составляет примерно 40 % всей территории страны, являясь её самым большим зональным природным комплексом. Украинская степь входит в западную часть ещё более обширной Евразийской степи, простирающейся через север Евразии от Среднедунайской низменности в Центральной Европе до Маньчжурии в Восточной Азии. В настоящее время первозданные целинные степи сохранились лишь на немногочисленных небольших участках, таких как в биосферном заповеднике «Аскания-Нова». В пределах степной зоны Украины расположены Одесская, Николаевская, Херсонская, Днепропетровская, Запорожская, Донецкая, Луганская области, южные части Кировоградской и Харьковской областей и равнинная часть полуострова Крым. На севере Украинская степь постепенно переходит в лесостепь, на юге доходит непосредственно до черноморского и азовского побережий, в Крыму — до гор, на западе переходит в степи Молдавии и Румынии, на востоке — в степи Ставропольской возвышенности. В широком смысле степями называют и обширные луга (луговые степи), расположенные в лесостепной зоне страны (такие как в природном заповеднике «Михайловская целина»). В целом степная зона Украины примерно совпадает с границами культурно-исторического региона Южная Украина.

## Возникновение
Эволюция степей Украины началась в начале второй половины неогена в начале позднего миоцена около 9,6 млн лет назад. В середине миоцена почти вся территория Украины была сплошь покрыта широколиственными лесами с субтропическими элементами, которые отличались высоким родовым разнообразием. В этих лесах преобладали дубы, вязы, тутовые, грабы, буки, часто встречались гикори, каштаны, клены, ликвидамбар, деревья и кустарники семейств розоцветных, бобовых, вересковых, ореховых. Распространены были термофильные растения — пальмы, лавровые, магнолия, тюльпановое дерево, кизил, виноград, ниса и т. д. В наземном покрове было много папоротников. Кроме лиственных, росли смешанные леса. Их составляли сосна подродов Diploxylon и Haploxylon и темнохвойные деревья — пихта, ель, кедр, тсуга, тис, подокарпус, криптомерия, гинкго и другие. В этих лесах обитали млекопитающие анхитериевой фауны: лесные предки лошадей (Parahippus, Meryhippus, Dinohippus), носороги, гомфотерии, олени мунтжаки, свинообразные, газели, халикотерии, динотерии, грызуны и прочие.
Однако после климатического оптимума второй половины раннего − начала среднего миоцена началось похолодание и аридизация климата, что привело к обеднению видового состава лесов тургайской флоры (их криофитизация и ксерофитизация) и увеличение площади, покрытой травянистой растительностью, что привело к образованию на юге Украины зоны степей. В неогене были сформированы определяющие черты морфологии рельефа, субстрат его формирования, речная сеть и состав флоры и фауны (по крайней мере на родовом уровне) степей Украины. При этом остепнение равнин на Левобережье началось раньше, чем на Правобережье.
Изменения ландшафтов происходили в условиях достаточно изменчивого климата. Среднегодовая температура на юге Украины колебалась от +12,8 до +15,2 °С, температура самого теплого месяца — от +19,2 до +27,7 °С, а самого холодного — от −0,5 °С до +12,4 °С. По другим оценкам, температуры самого теплого месяца колебались от +16 до +28 °С, а самого холодного месяца «теплых» фаз плиоцена и эоплейстоцена — от 0 до +12 °С, а во время трех его «холодных» фаз (две из них — в эоплейстоцене) зимние температуры достигали от −10 до −15 °С. Следовательно, в неогене климат на юге Украины был теплее современного: летом — на несколько градусов, а зимой — на 10—15 °C.
Собственно, мягкие зимы миоцена−плиоцена и способствовали выживанию термофильных и субтропических видов растений в прохладные климатические фазы этого периода. В условиях современного климата низкие зимние температуры являются главным лимитирующим фактором распространения в Украине многих родов теплолюбивых растений, которые в миоцене−плиоцене встречались в лесах и саванностепях (таксодиум, бук, акация и другие). Их вымирание (акация, таксодиум), или значительное сокращение ареала (бук) было вызвано не столько похолоданием климата, сколько большей морозностью зим. Именно по этой причине обеднение видового состава лесов из-за изменений климата неогена называется криофитизацией (повышение морозности), а не бореализацией (похолодание).
Увлажненность ландшафтов в целом уменьшалась с начала второй половины неогена до периода плейстоценовых трансформаций. На эту общую тенденцию аридизации климата и ландшафтов накладывались чередование более и менее увлажненных фаз. В начале второй половины неогена годовая сумма осадков в правобережном Причерноморье превышала 1000 мм, влажность воздуха была высокой и количество пасмурных дней было больше, чем солнечных. На разных этапах раннего плиоцена годовые суммы осадков составляли 1000—1500 мм. Таким образом, на протяжении начала второй половины неогена климат был намного влажнее современного и свойственным влажным субтропикам. Однако с середины плиоцена ситуация изменилась. После влажного севастопольского этапа среднего плиоцена климат Украины стал более засушливым, и годовая сумма осадков уже никогда не превышала 1000 мм (критерий влажных субтропиков). В более влажные периоды годовые осадки составляли примерно 700—900 мм на севере Украины и 600—700 мм — в Крыму, а в более сухие — 600—750 мм и 400—600 мм соответственно. Таким образом, даже засушливые этапы плиоцена были более влажными, чем современный климат во всех регионах Украины.
Ландшафты засушливого водного режима — мезоксероморфные (лугостепные, саванноидные) и кое-где семиксероморфные (степные) возникли в плиоцене. Лишь в Причерноморской низменности они заняли элювиальные местоположения, где сформировали степную зону. В других регионах Украины, в частности на Расточье, Подольской низменности, Балтской повышенной равнине, возникновение лугово-степных и других ксероморфных геохор плиоцена имело не климатические, а эдафические причины. Ими, например, были сухость субстрата (сухие боры на песчаных отложениях), его высокая засоленность, что приводило к так называемой «физиологической сухости» (недоступности почвенной влаги для растений из-за высокого содержания солей), обнажения известняков (петрофитные степи) и т. д. Несмотря на в целом ксерический характер природных условий в это время, в долинах рек ещё сохранялись крупные лесные массивы. В позднемиоцен−плиоценовых саваннах и степях обитали млекопитающие гиппарионовой фауны: лошадиные (Plesiohippus, Hipparion), носороги (Aceratherium, Elasmotherium), хоботные (Anancus, Mammut), антилопы (Gasellopsira), верблюды (Paracamelus), олени (Eucladoceros, Cervus, Arvernoceros, Libralces), жирафы (Palaeotragus) и другие.
Несмотря на значительные амплитуды климатических колебаний, изменения ландшафтов в неогене происходили непрерывно. Резких изменений, которые сопровождались бы массовыми вымираниями видов, в это время не было. Доминантная роль могла переходить от одного типа зонального ландшафта к другому, что в частности приводило к изменению типов ландшафтных зон. Но при этом типы ландшафтов, которые были зональными для прежних фаз неогена, могли сохраняться в соответствующих геохорах (склоновых, террасных и других азональных). Важную роль в поддержании этой непрерывности и возобновляемости ландшафтов играли рефугиумы неогена.

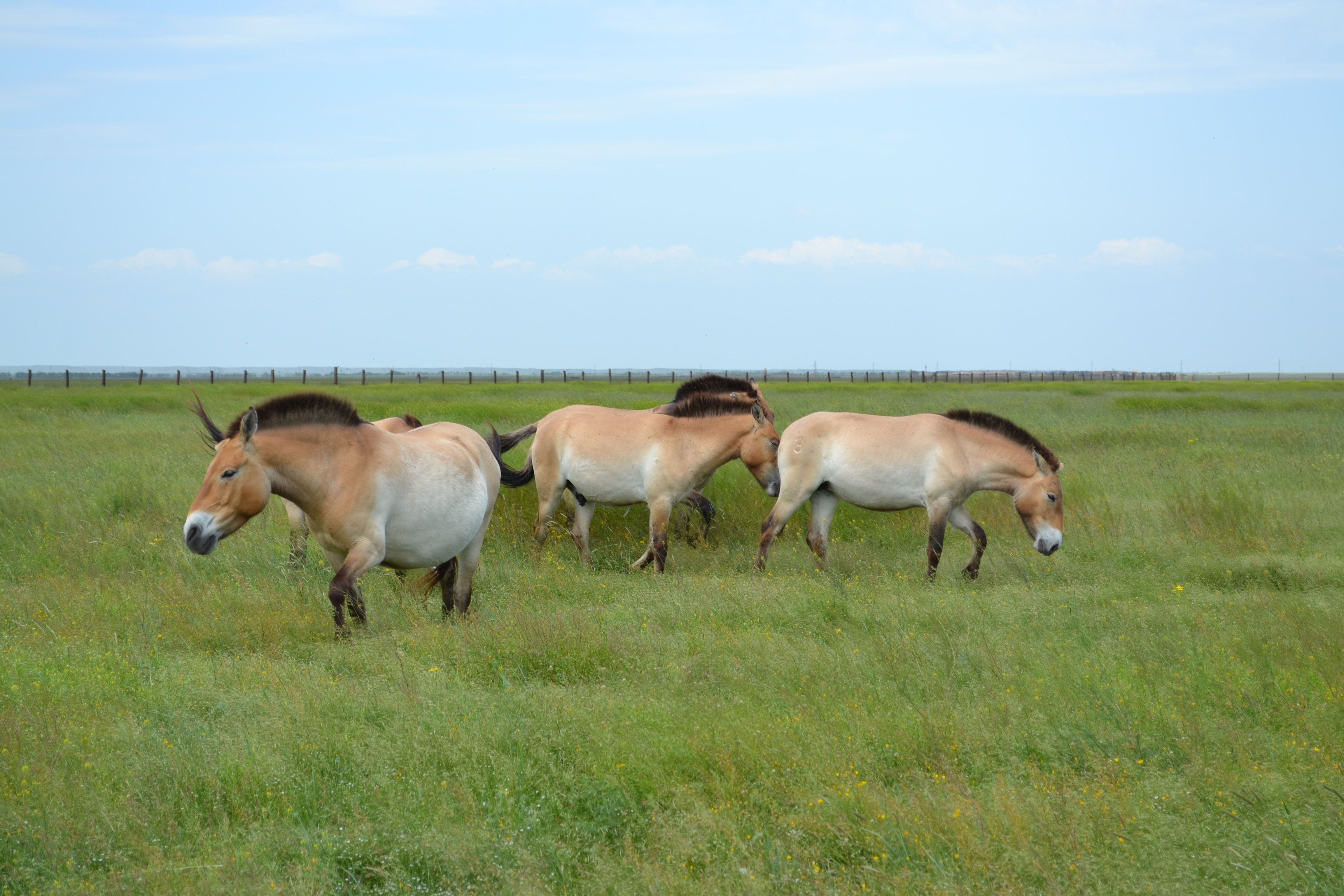
Дикие лошади ещё несколько тысяч лет назад были обычными животными украинских степей, но были полностью истреблены. Лошади Пржевальского в заповеднике «Аскания-Нова».

В конце плиоцена саванновый комплекс сменился степным. Переход от плиоцена к плейстоцену (2—4 млн лет назад) характеризовался нарастанием похолоданий, что обусловило появление животных с длинной и густой шерстью, постепенное преобразование теплолюбивой гиппарионовой фауны в более холодоустойчивую мамонтовую. Важным этапом в эволюции ксеротичного, аридного биотического комплекса был период плейстоцена (2 млн — 12 тыс. лет назад), когда наблюдалось чередование четырёх ледниковых и межледниковых эпох, характеризовавшихся поочередными наступлениями и отступлениями ледников, что приводило к соответствующим изменениям природных условий. Нарастание ледников влекло за собой похолодание и усиление увлажнения, а их отступление сопровождалось ксеризацией при холодном климате, которая затем сменялась потеплением. Следующий этап потепления был связан с ростом гумидизации, увлажнением, похолоданием и снова — наступлением ледников. Такие изменения оказывали существенное влияние на эволюцию степной биоты, формирование которой происходило от палеосаванового типа через прастепной, тундростепной до степного, когда с похолоданием нарастала и континентализация, а теплолюбивые древесные виды саванн сменялись пребореальными холодостойкими тундростепными. Существенное влияние на формирование степей и тундростепей оказало последнее, вюрмское оледенение, длившееся более 50 тысяч лет, во время которого тундровые и степные комплексы объединялись. В этот период обширные равнины были покрыты тундростепями («мамонтовыми степями»), в которых обитали млекопитающие мамонтовой фауны: лошади, мамонты (Mammuthus trogontherii, Mammuthus primigenius и другие), верблюды, степные бизоны, туры, сайгаки, большерогие олени, эласмотерии, шерстистые носороги и другие.

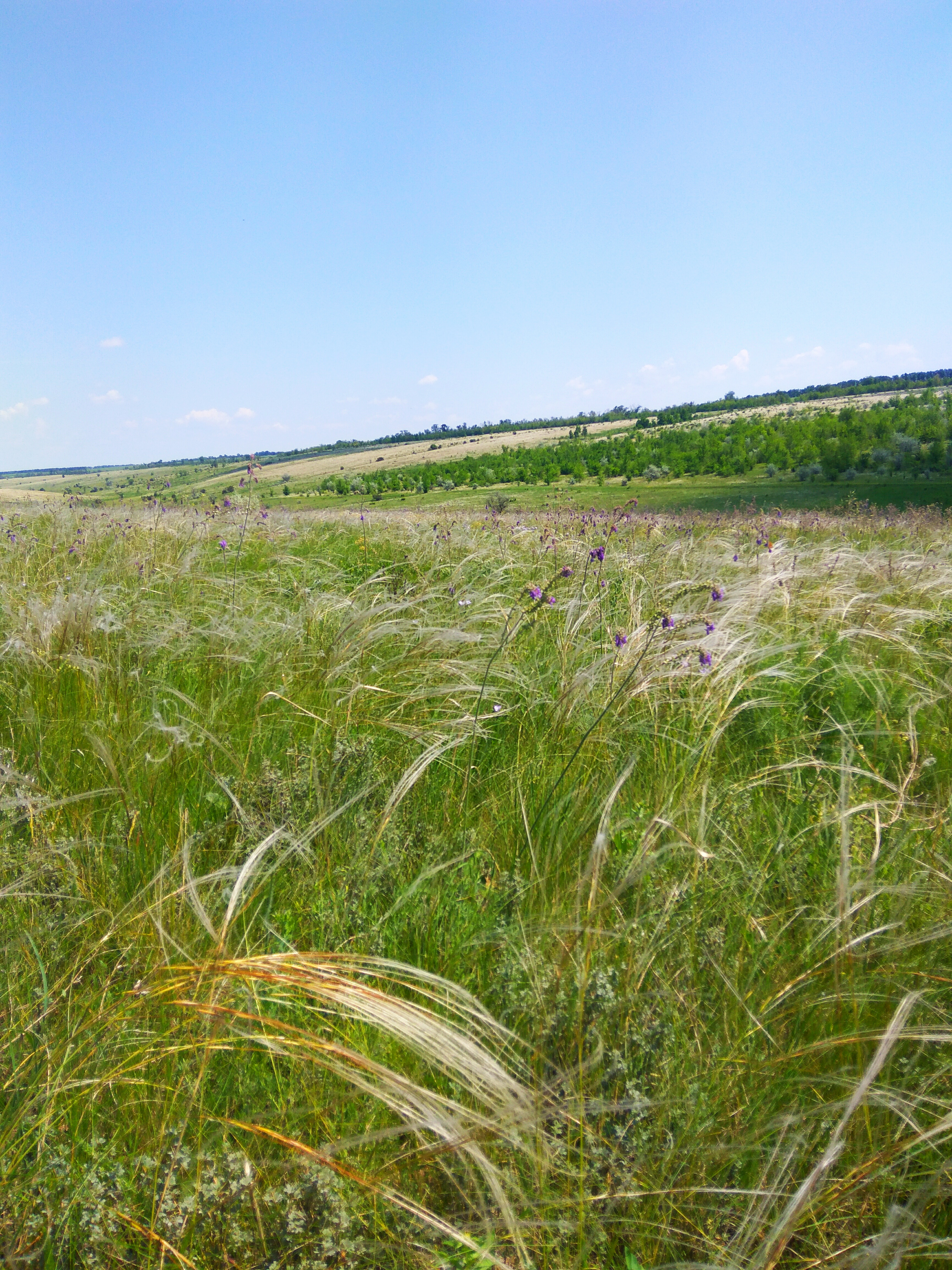
Ковыль в Михайловская степь

В голоцене произошел следующий этап интенсивного развития и окончательного формирования степных экосистем и их флоры и фауны в современном виде и природных границах. Именно в голоцене сформировалась как географическое явление степная зона, характерным признаком которой является доминирование дерновинных злаков. В значительной степени это связано с развитием в этот период времени кочевничества и скотоводства. Одним из первых животных, прирученных во времена палеолита—неолита (8—12 тыс. лет назад), была овца, предком которой был дикий горный баран муфлон, живущий в условиях сурового аридного климата. После истребления фауны пастбищного типа интенсивное развитие кочевничества, скотоводства, в частности овцеводства, повлекло за собой формирование степной растительности, в группировках которой доминировала ковыль. Доказательством этого является то, что ни короткая шерсть коровы или лошади, а только шерсть овцы или козы может обеспечить перенос ввинчивающейся в шерсть и отламывающейся зерновки этого злака. Этому способствует и винтообразно заточенный носик зерновки, коленоизогнутая ость, напоминающая буравчик.

## Географическое расположение
Современная степная зона расположена юге и юго-востоке Украины, переходя на севере в лесостепную зону, а на юге достигая берегов Черного и Азовского морей и Крымских гор на полуострове. С юго-запада на северо-восток степная зона простирается на 1075 км от низовий Дуная в Одесской области до южных отрогов Среднерусской возвышенности в Луганской и Донецкой областях. Наибольшая ширина степной зоны с севера на юг составляет около 500 км. На природных особенностях степной зоны сказывается её положение на юге Восточноевропейской равнины, где степные ландшафты сформировались в условиях неодинаковой поверхности: южных склонов Приднепровской и Подольской возвышенностей, Причерноморской низменности, Донецкой и Приазовской возвышенностей, Северокрымской равнины.

## Климат

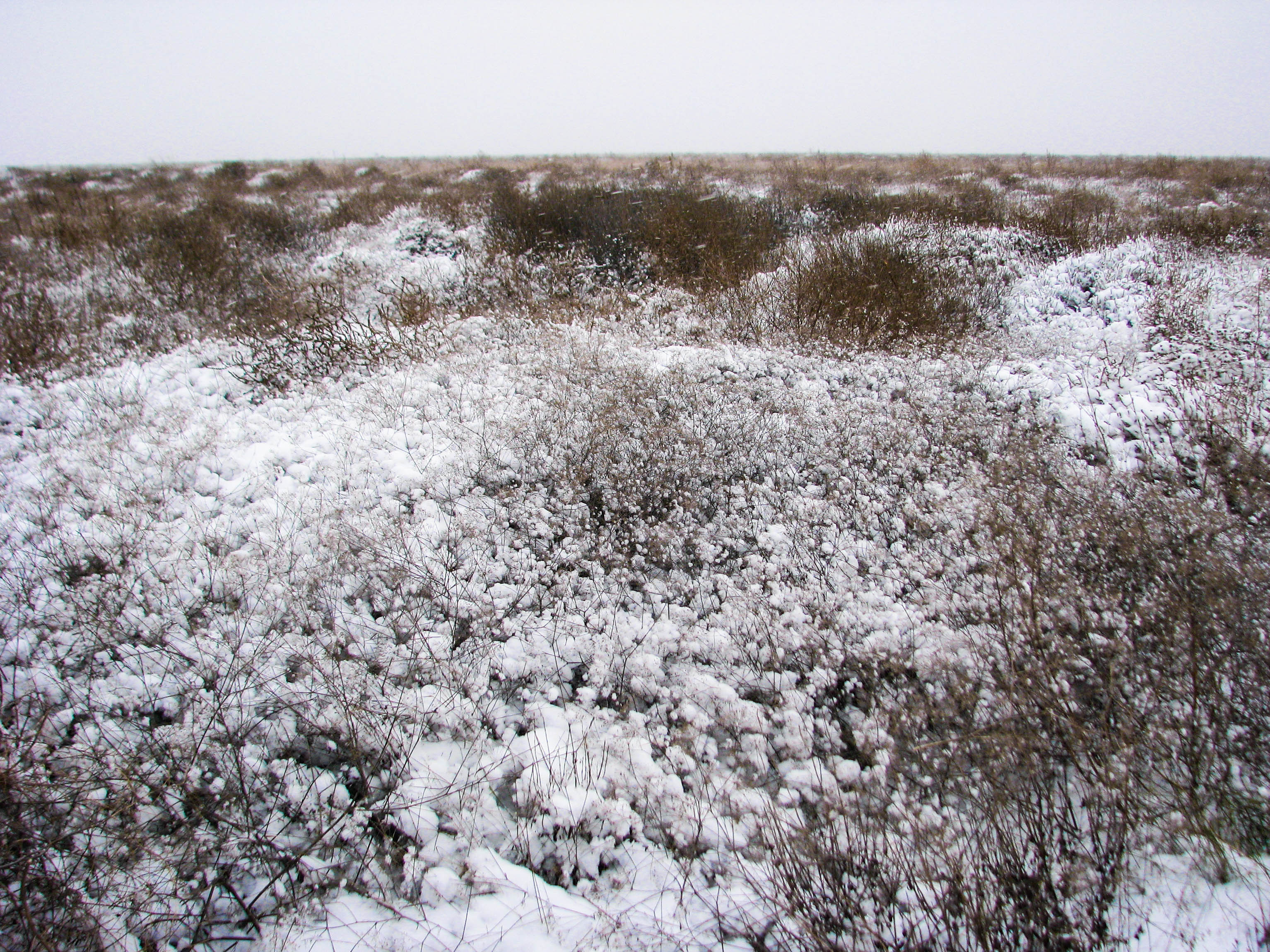
Асканийская степь зимой

Климат степной зоны умеренно континентальный. Однако климатические условия в украинских степях более мягкие, чем в степях восточной части Евразии. В целом степная зона Украины характеризуется наибольшими в стране тепловыми ресурсами, наиболее длительным вегетационным периодом и наименьшей увлажнённостью. За год степи получают от 4100 на севере зоны до 5230 МДж/м² на юге солнечной радиации. Годовой радиационный баланс составляет от 1900 до 2210 МДж/м². Безморозный период длится от 220 дней на юго-западе зоны до 150 на северо-востоке (по другим данным — до 160). Средние годовые температуры воздуха изменяются с северо-востока на юго-запад от +7,5 до +11° С. Средние температуры в июле возрастают в южном направлении от +21,5 до +23° С (по другим данным — от +20 до + 24° С), в январе — от −2 до −9° С соответственно. Годовая сумма температур выше +10° С составляет 2800—3600°. Продолжительность вегетационного периода 210—245 дней. Годовая сумма атмосферных осадков уменьшается от 450 мм на севере зоны до 350—300 мм в Причерноморье. Максимум осадков — в первой половине лета. Снежный покров неустойчивый, зимой часто бывают оттепели. Характерной особенностью степных ландшафтов является высокая испаряемость, составляющая от 700 (по другим данным — 900) до 1000 мм в год.

## Гидрология
В связи с незначительным количеством атмосферных осадков и большим испарением реки в степной зоне маловодные, особенно летом, густота речной сети незначительна. Сток формируется за счет талых снеговых вод. Крупные реки — Днепр и Южный Буг являются транзитными для зоны. Озёра в основном приморского лиманного типа, некоторые из них солёные.

## Почвы
Наиболее распространены обыкновенные (6—9 % гумуса) и южные (5—6 %) чернозёмы, занимающие около 90 % площади зоны. В комплексе с каштановыми (2—3 % гумусу) грунтами попадаются солонцы; в подах распространены солончаки и солоди.

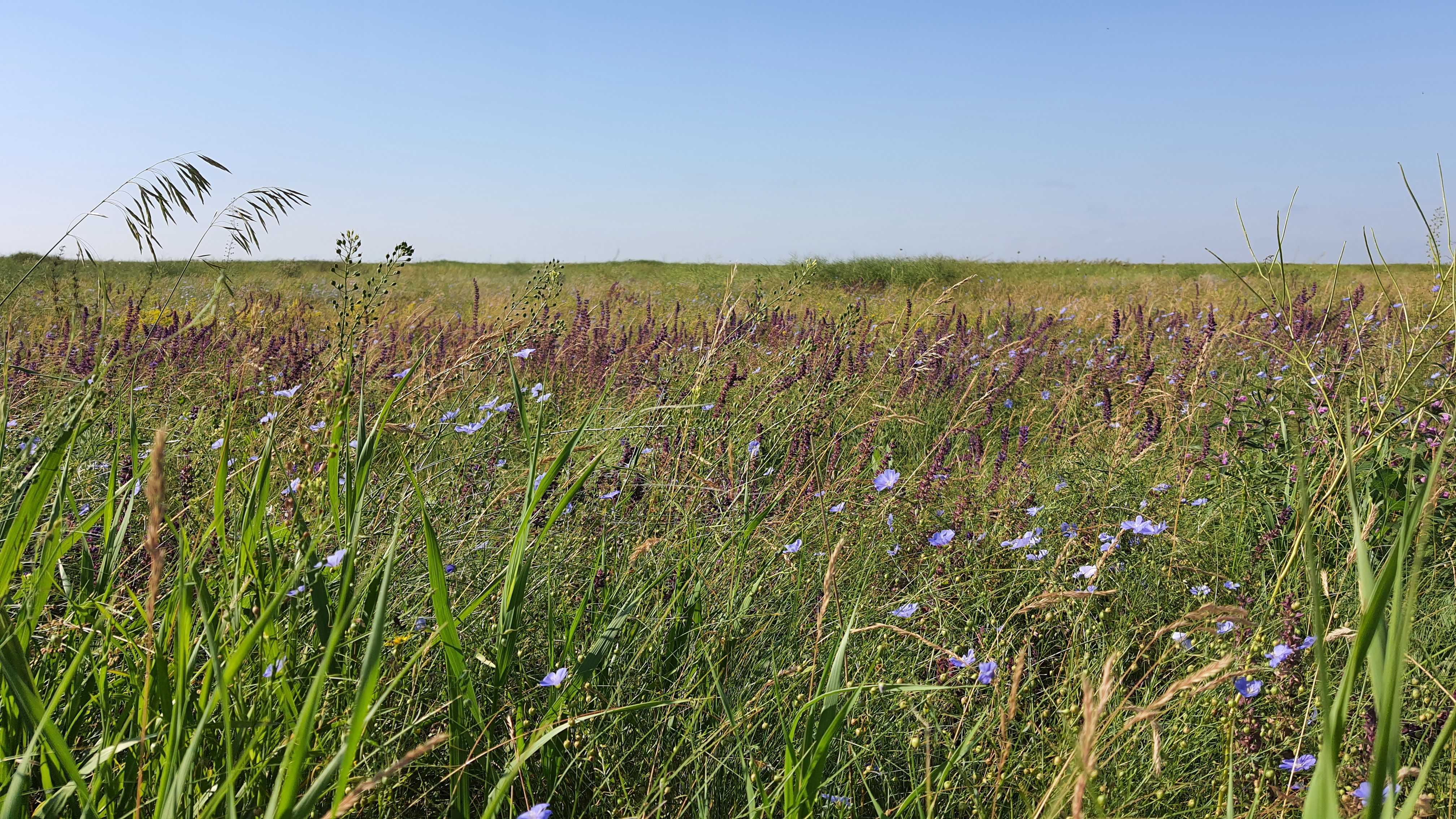
Разнотравная степь в заповеднике «Аскания-Нова»

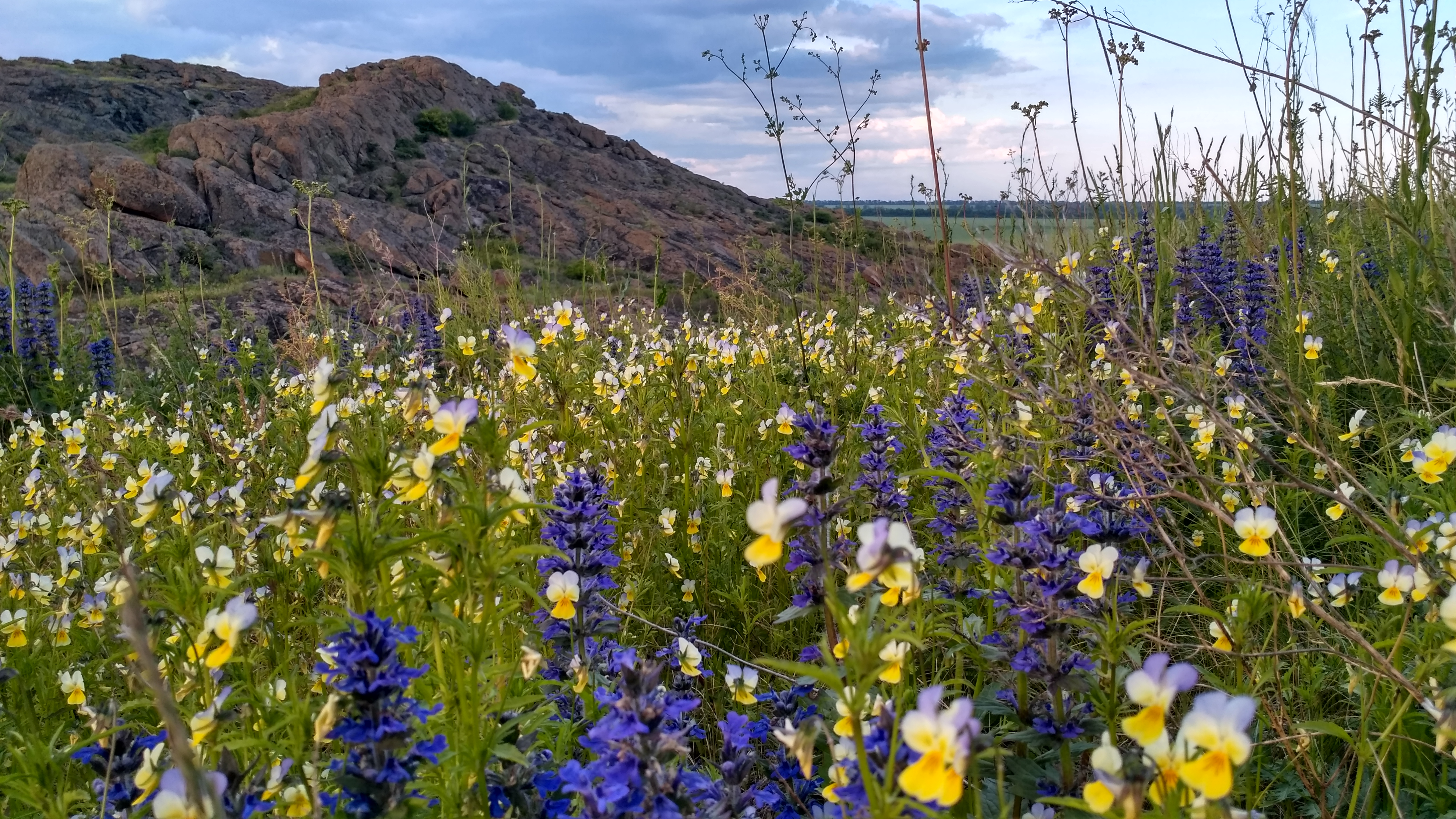
Цветущая степь в конце весны, заповедник «Каменные могилы»

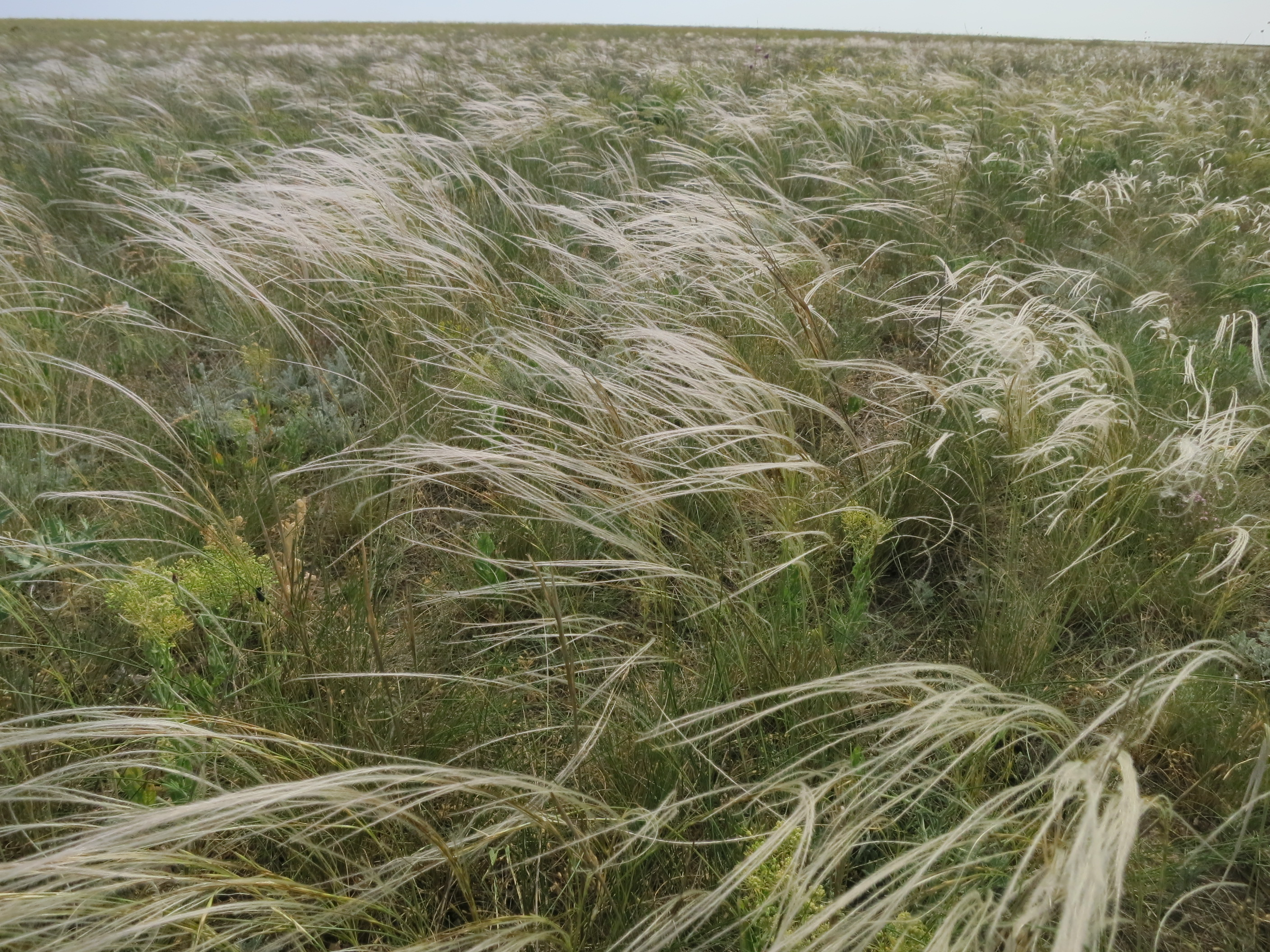
Ковыльная таврийская степь в Крыму

## Флора
Естественная травянистая растительность целинных степей сохранилась только на незначительных участках, в основном в заповедниках, таких как Украинский степной природный заповедник и биосферный заповедник «Аскания-Нова». Кроме злаков в составе травостоя есть немало двудольных. Весной много эфемеров и эфемероидов — крупка, гусиный лук, горицвет и т. д. Древесная растительность распространена на севере зоны — байрачные леса и в поймах рек — осокорники, вербняки и т. д.

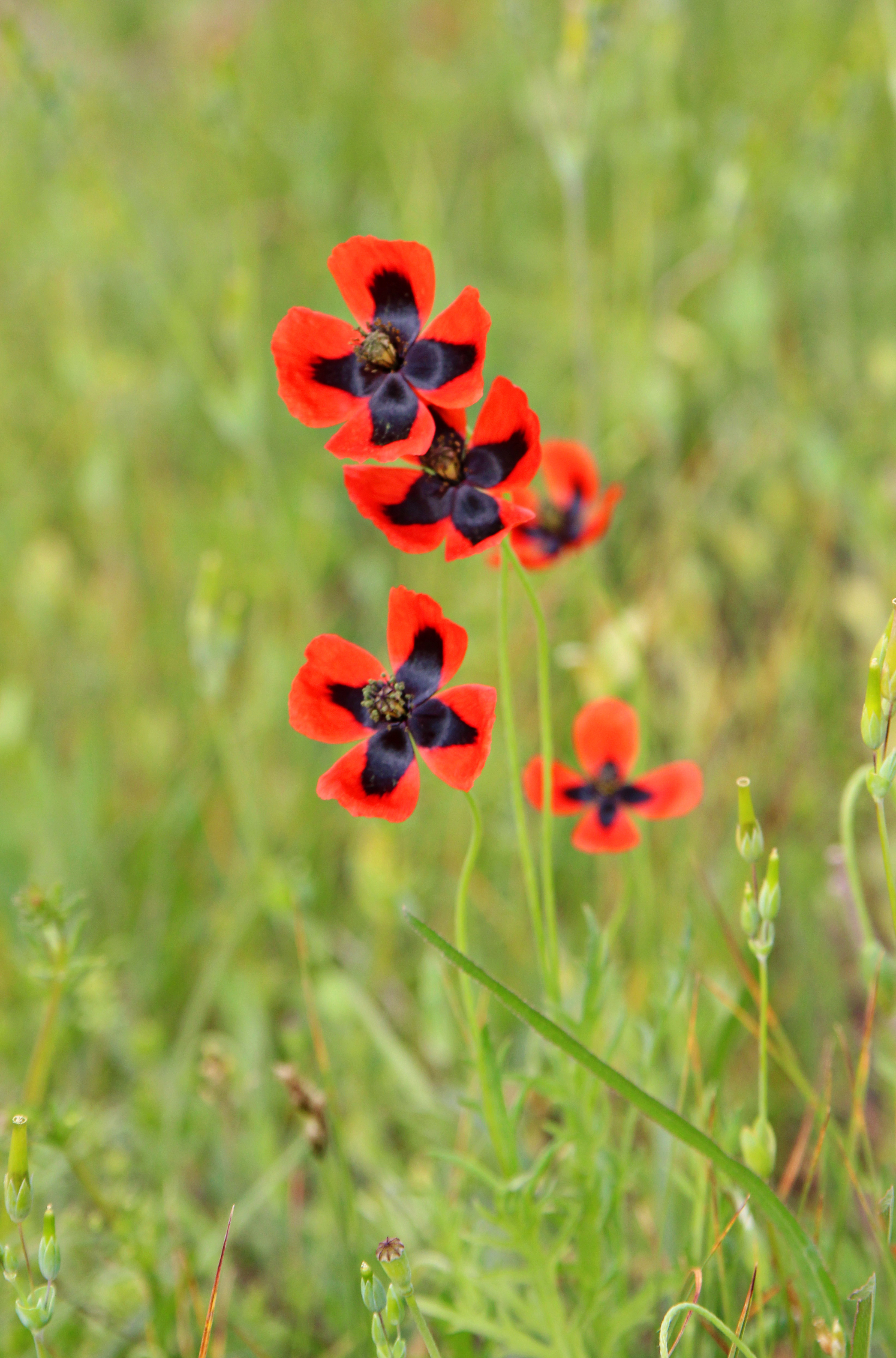
Мак азовский, «Аскания-Нова»
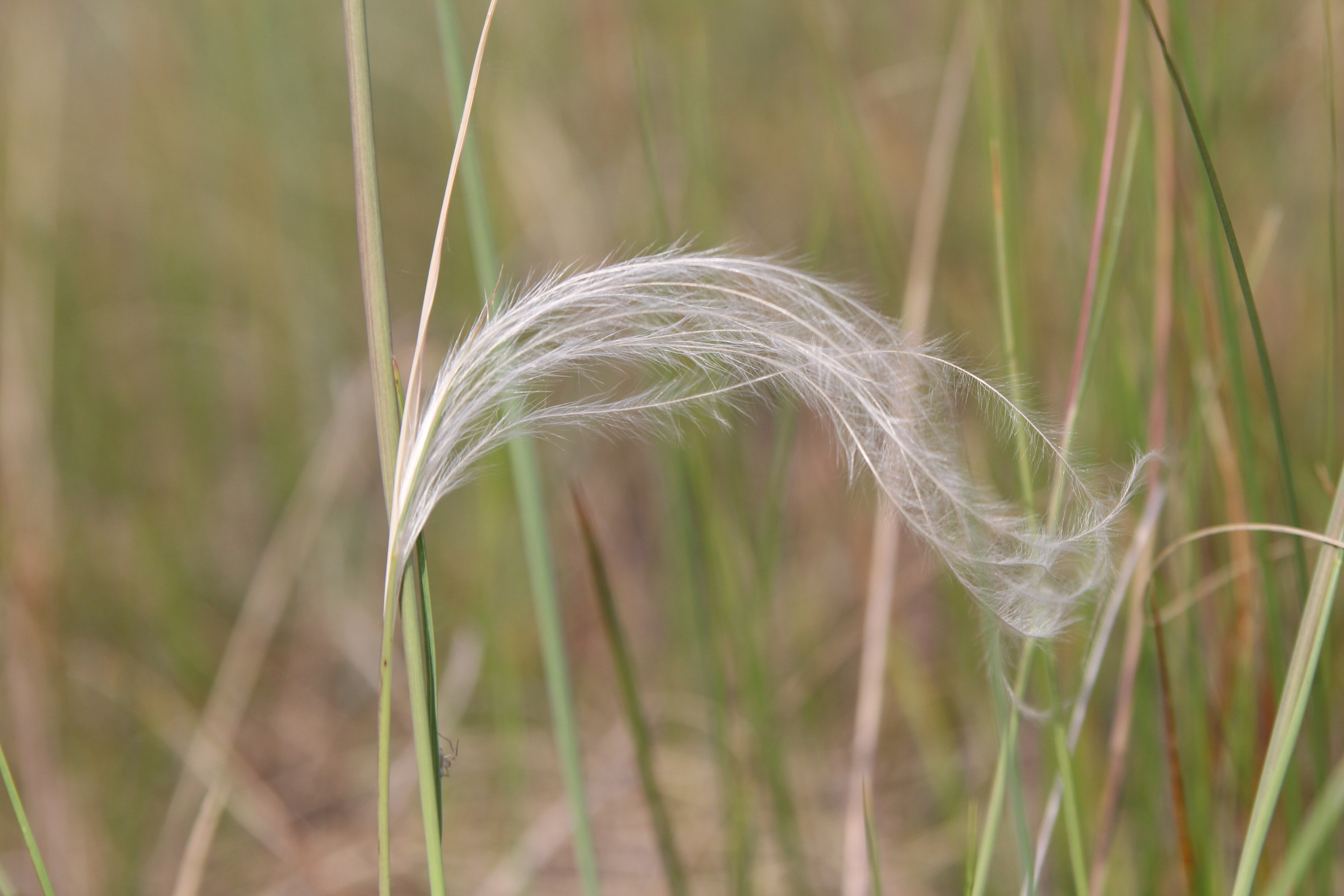
Ковыль
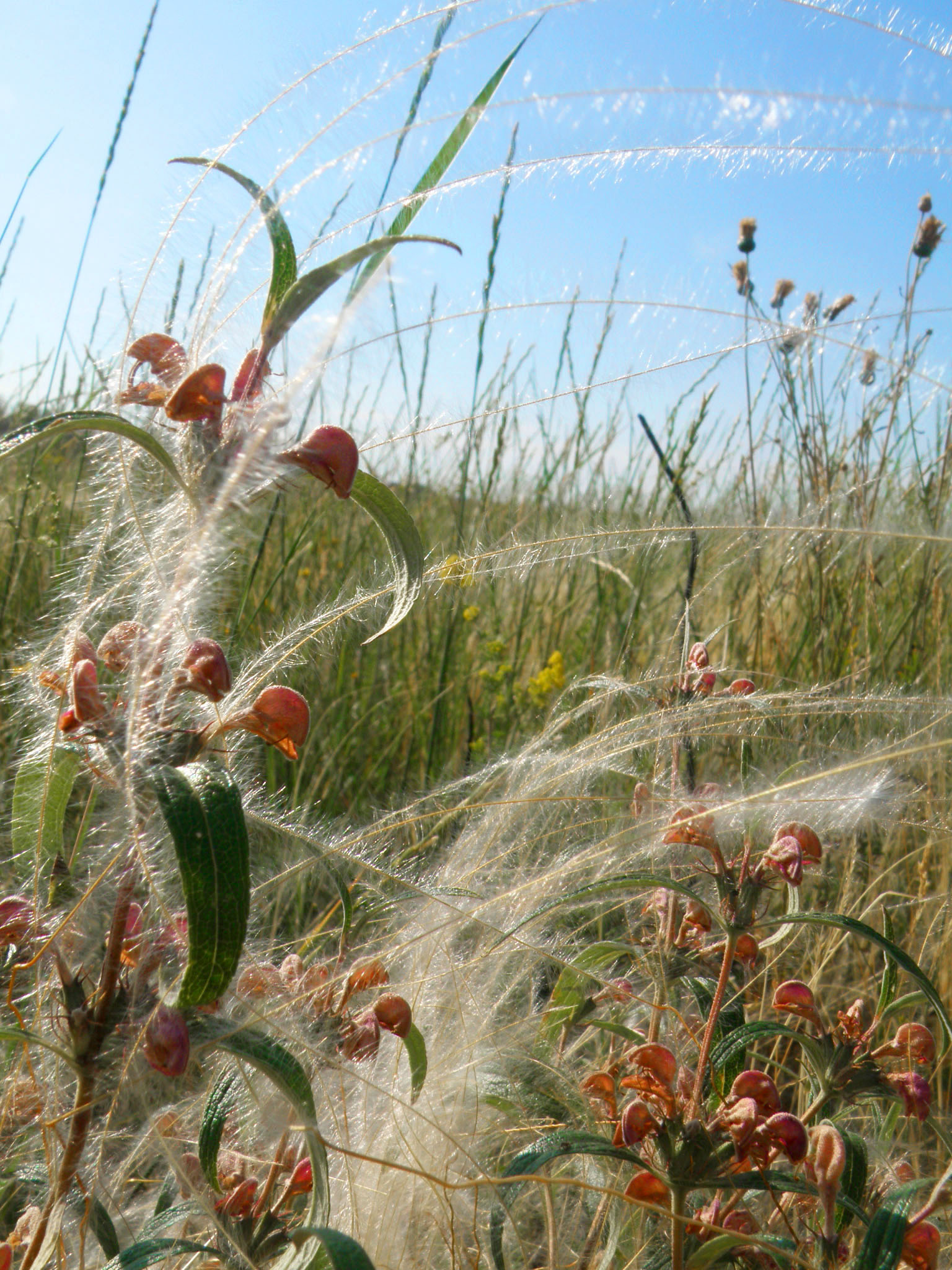
Ковыль и зопник
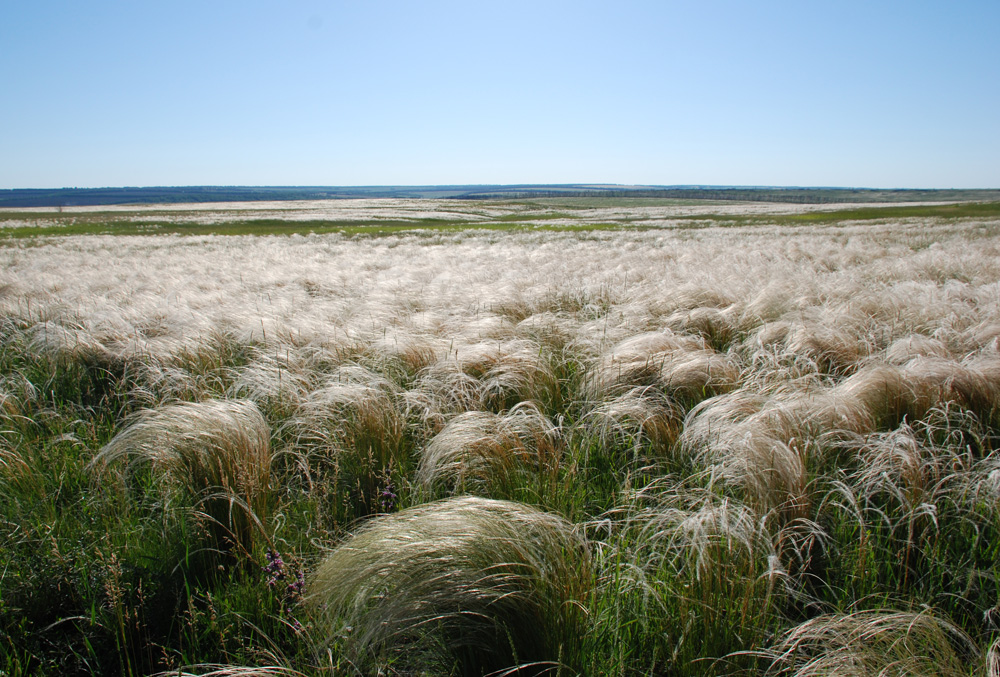
Ковыль узколистный, Стрельцовская степь
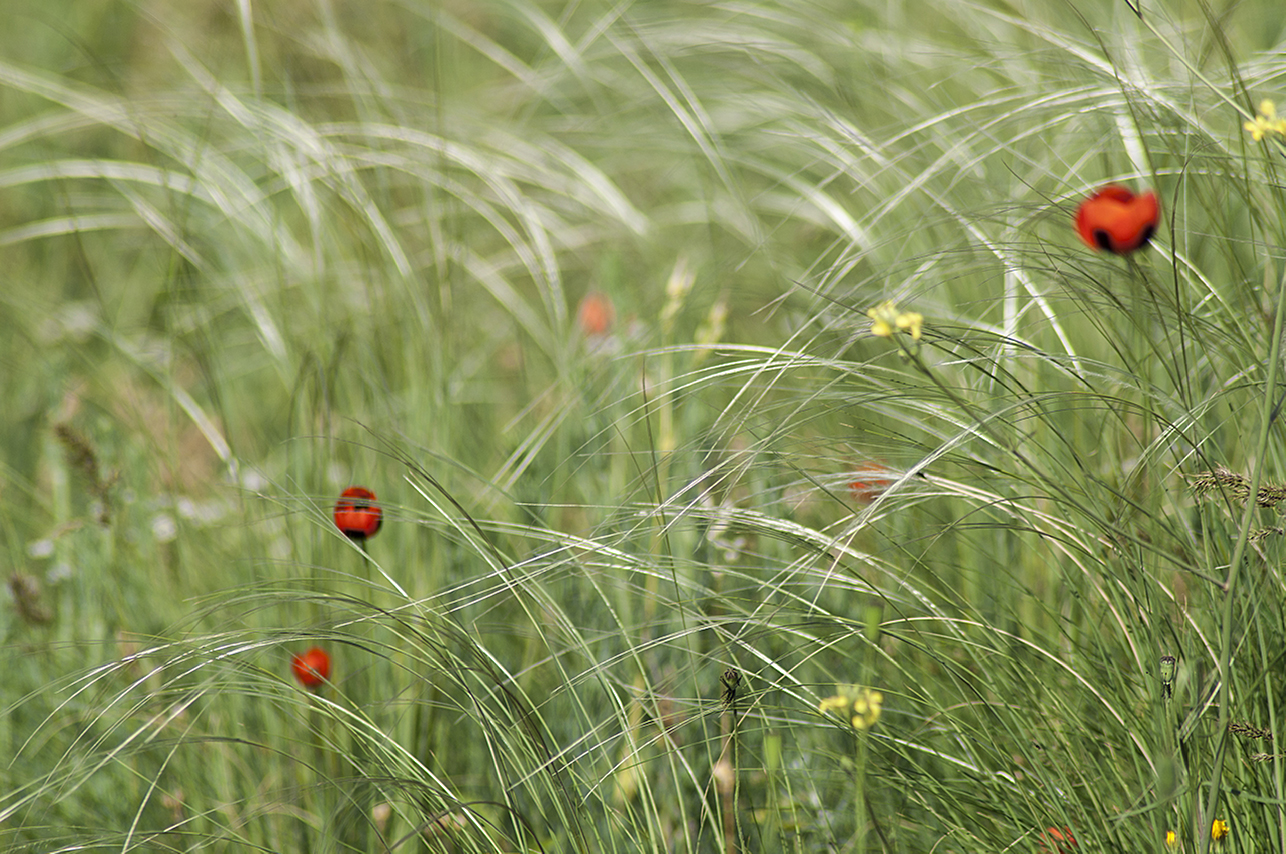
Ковыль украинский
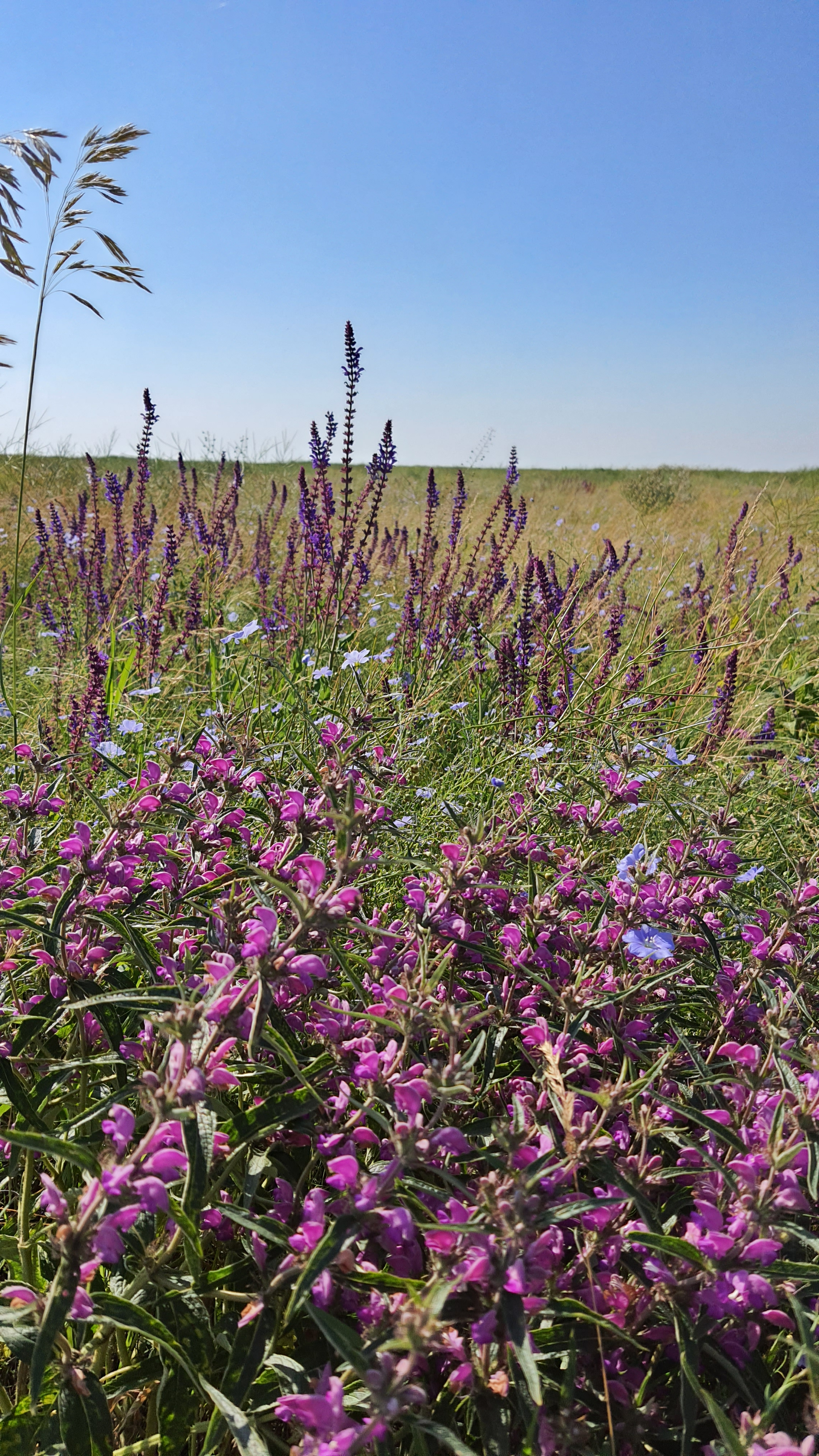
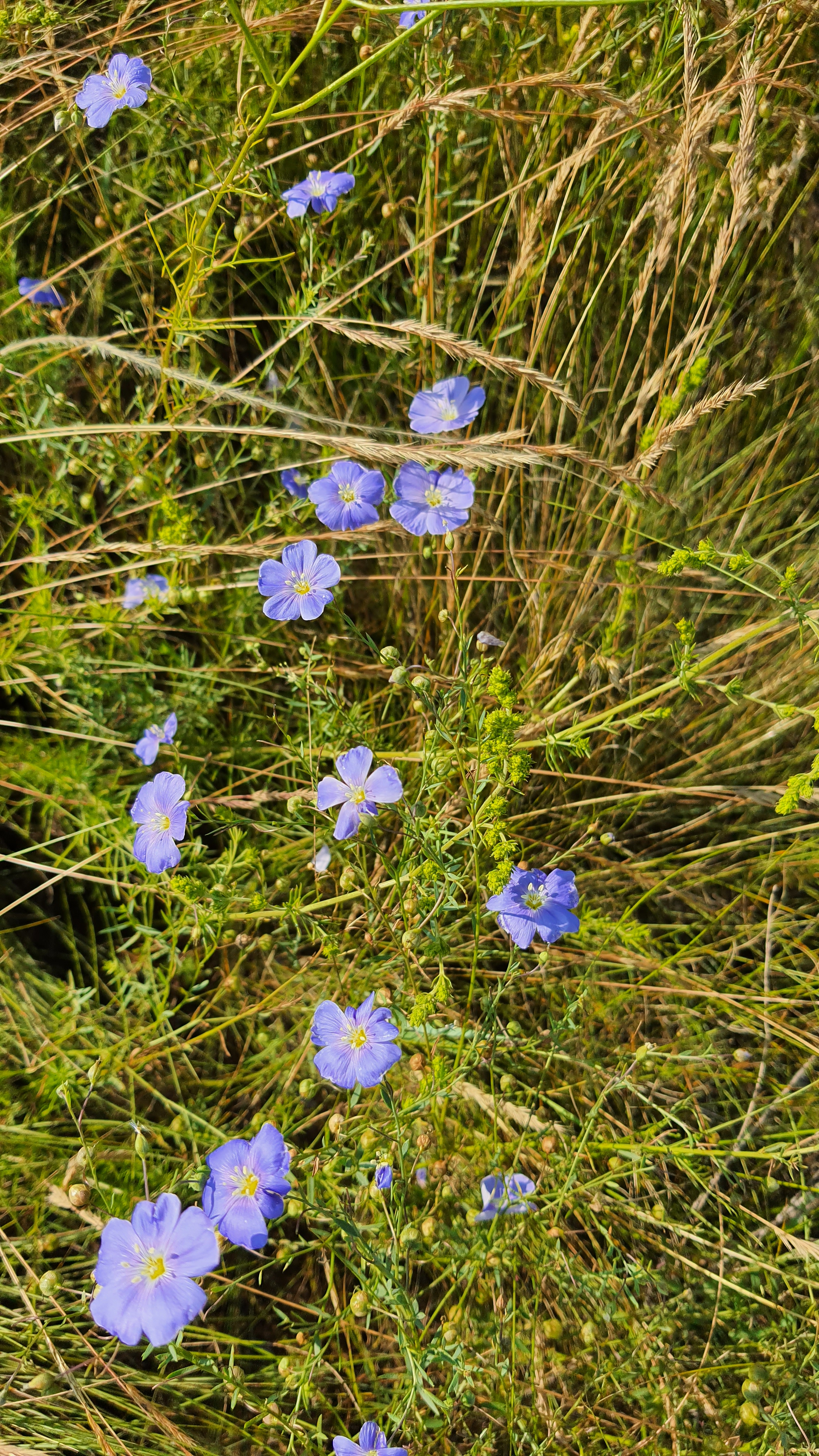
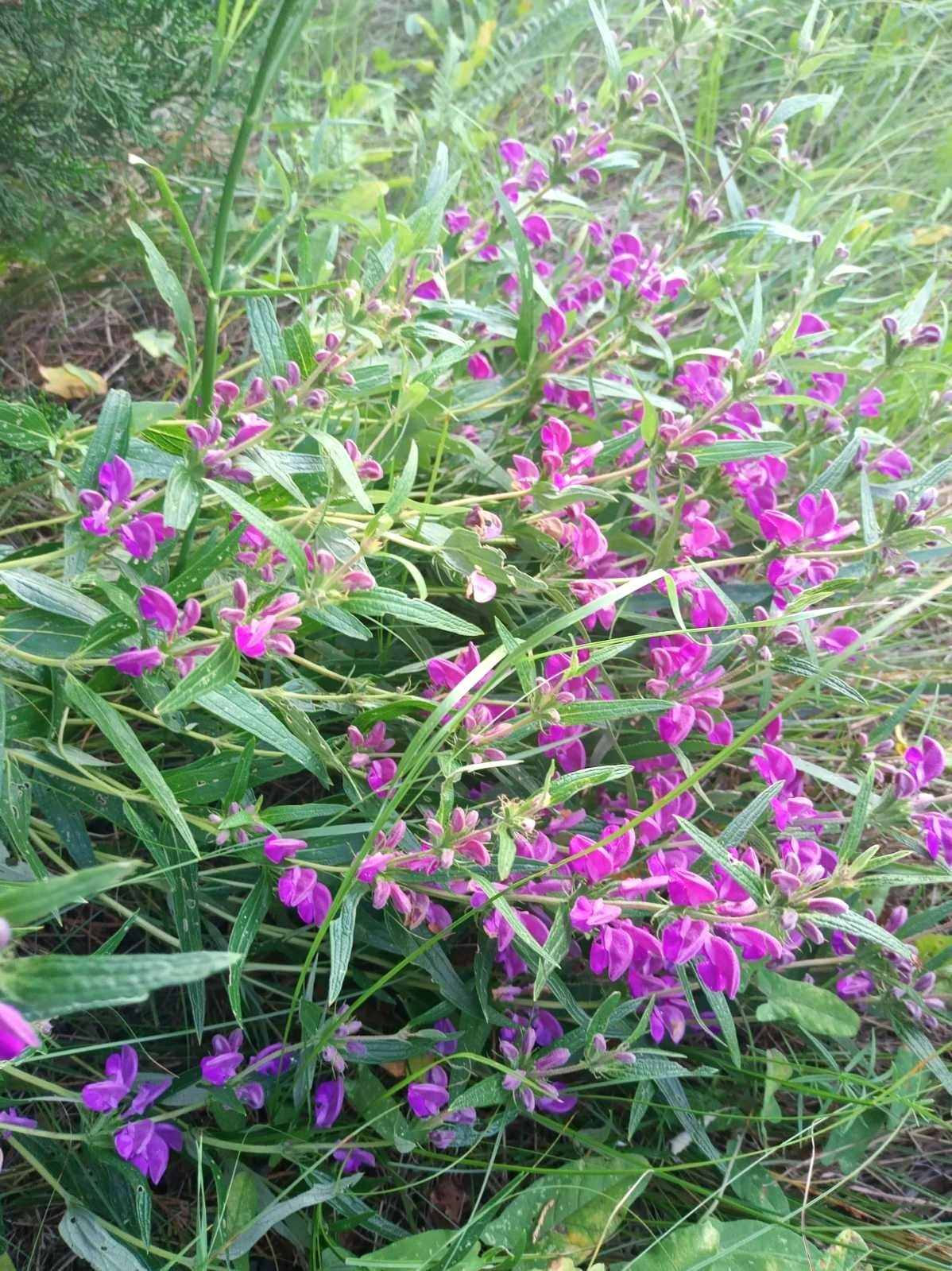
Зопник колючий, Еланецкая степь
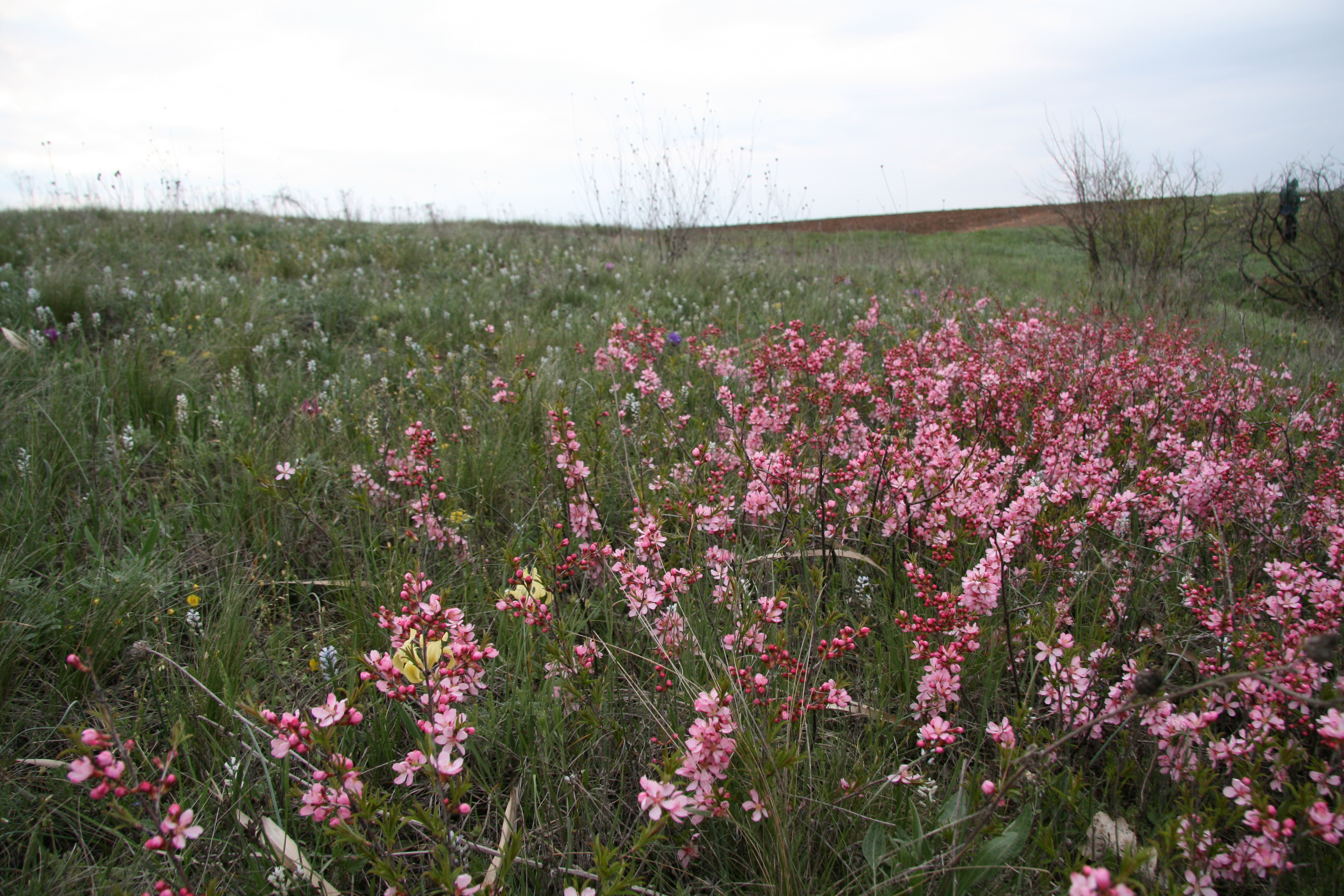
Миндаль степной, Тилигульский лиман
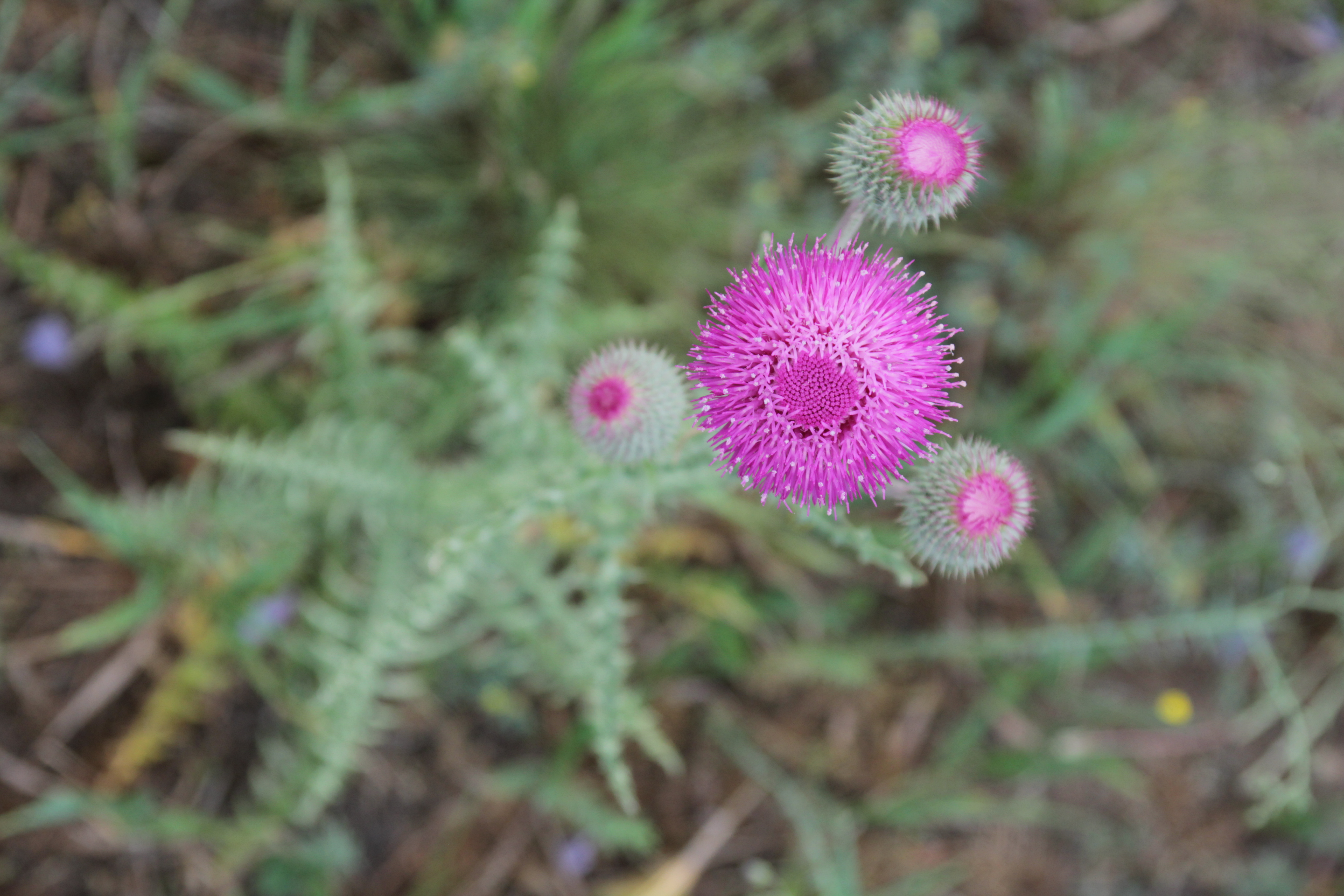
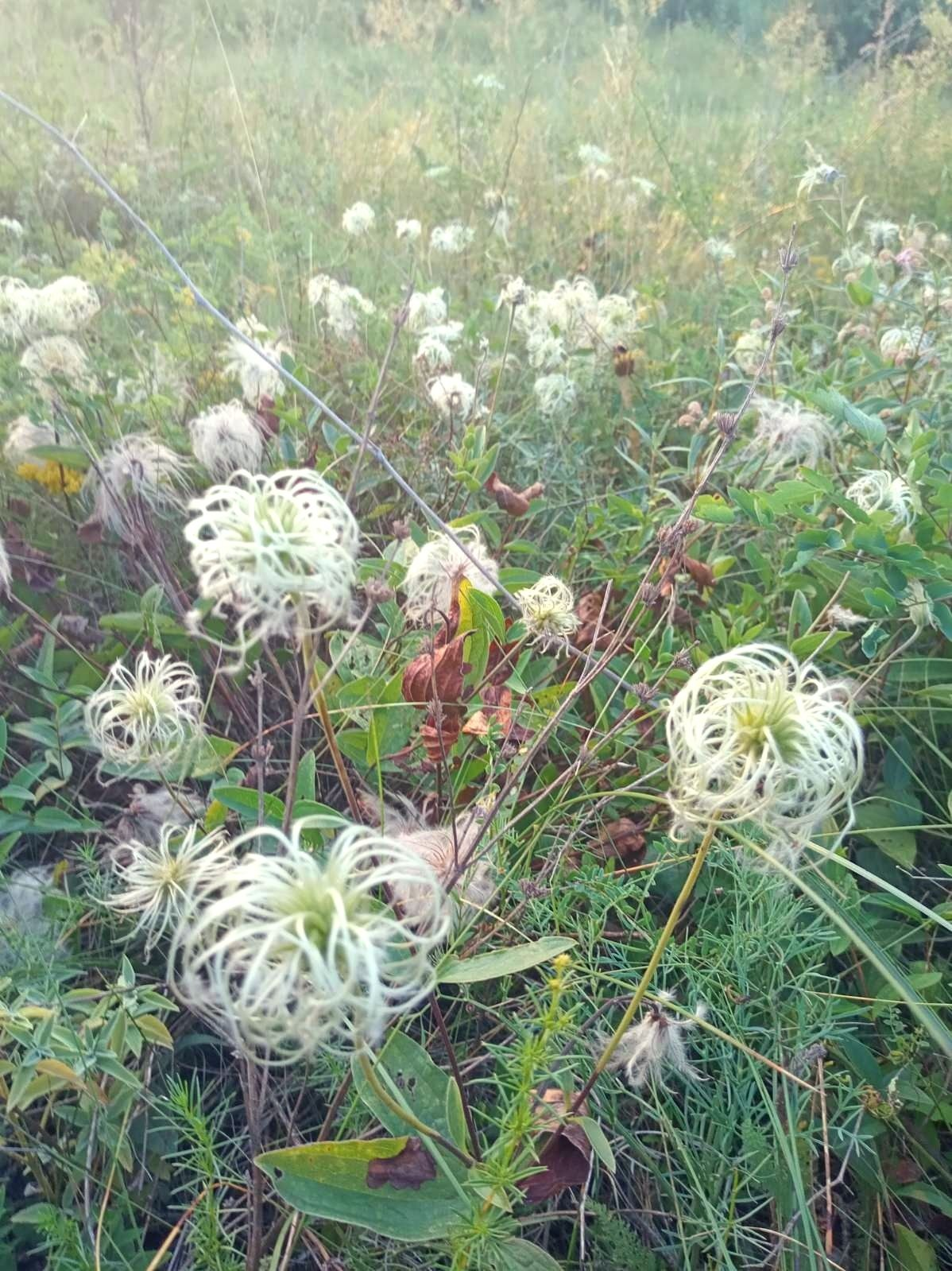
Ломонос цельнолистный, Еланецкая степь
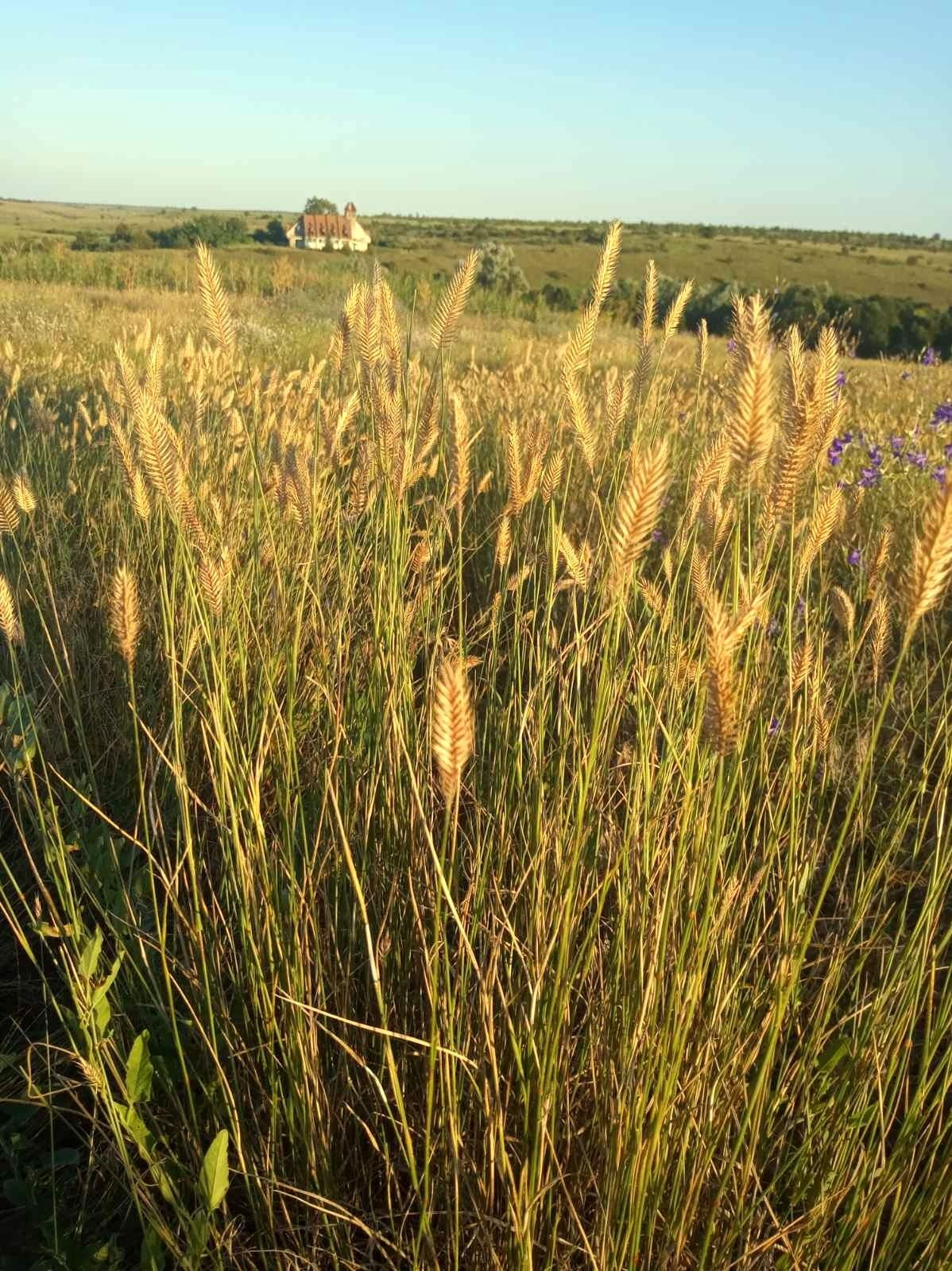
Житняк гребневидный, Еланецкая степь
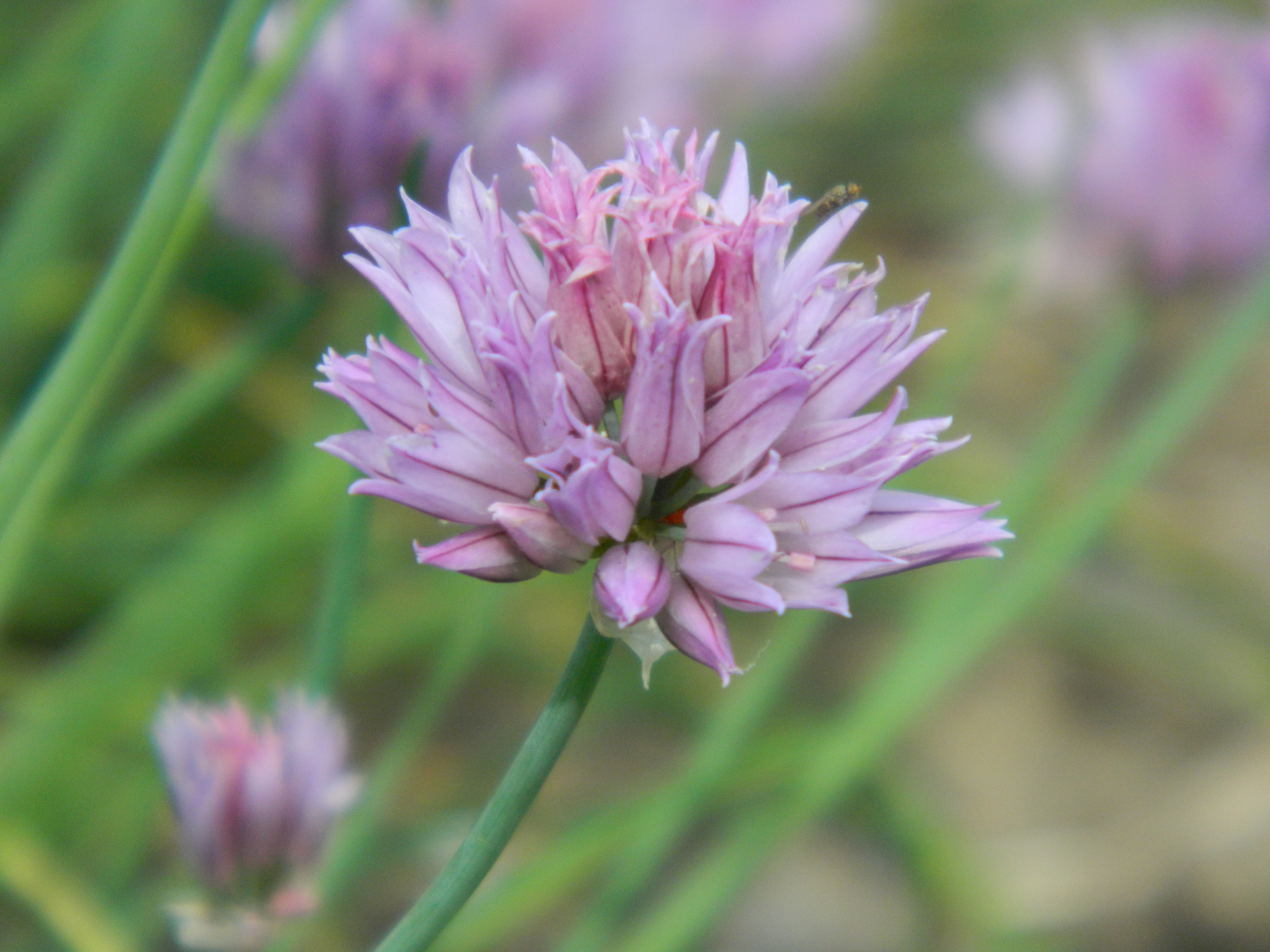
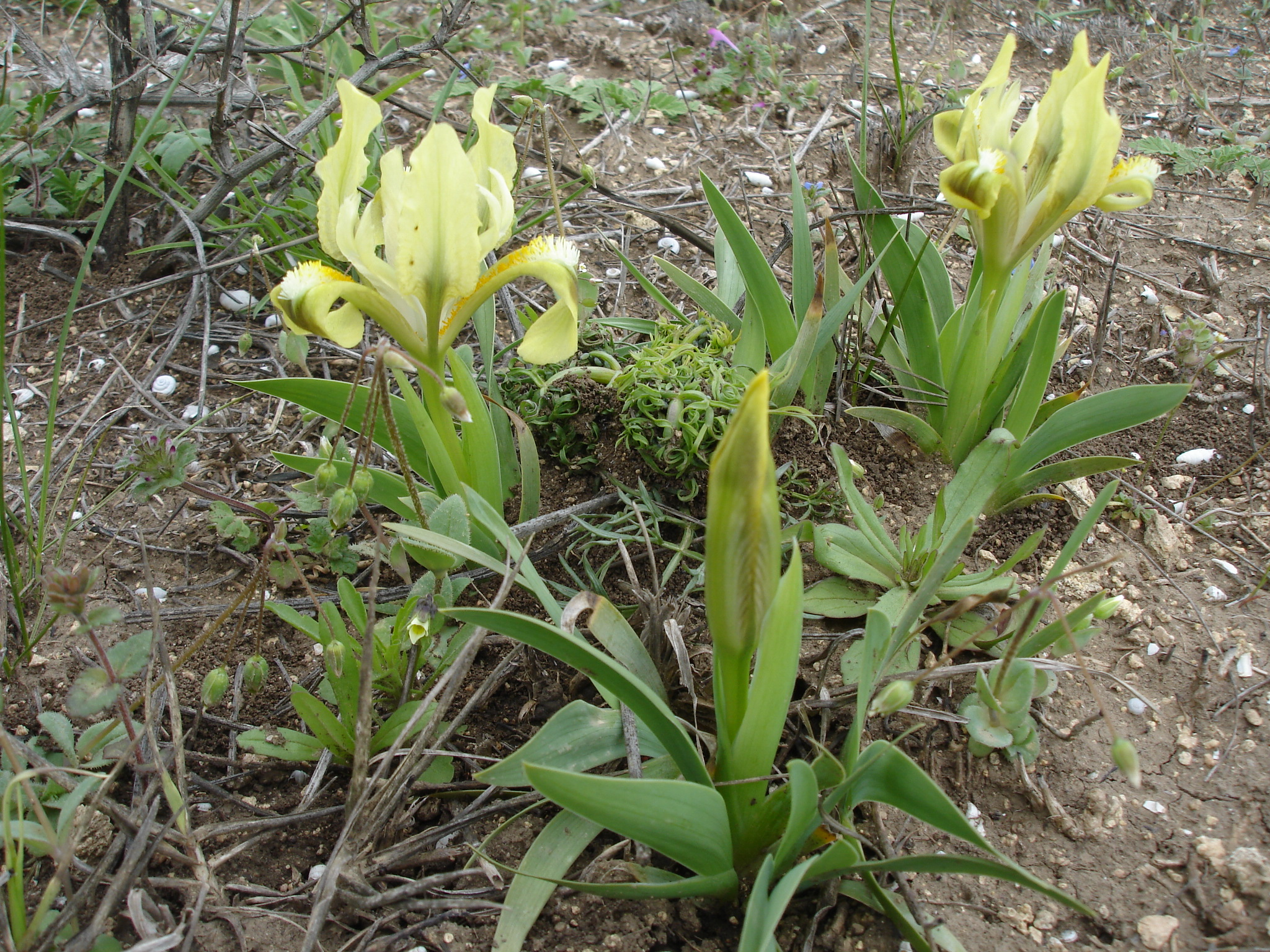
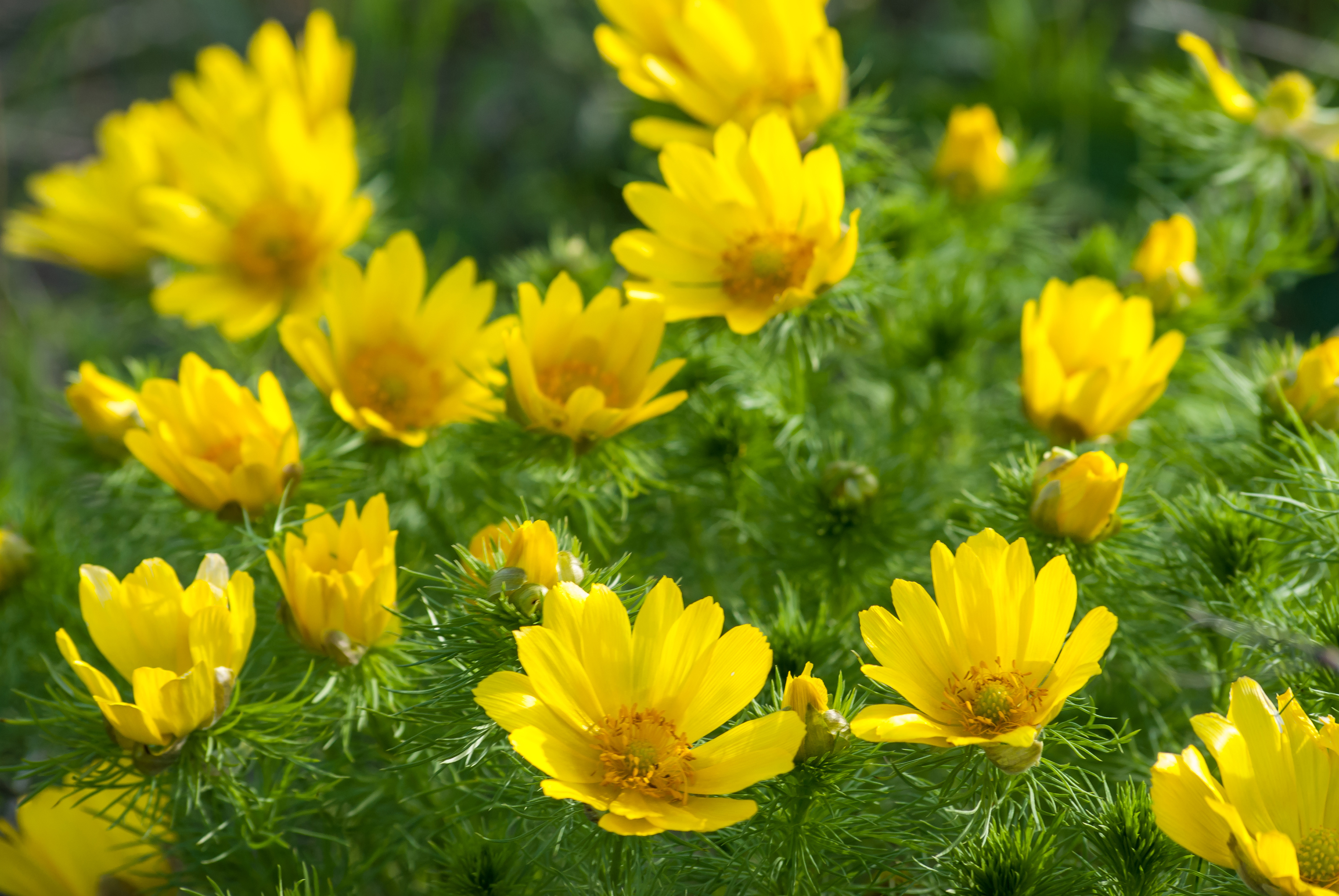
Адонис весенний, «Каменные могилы»
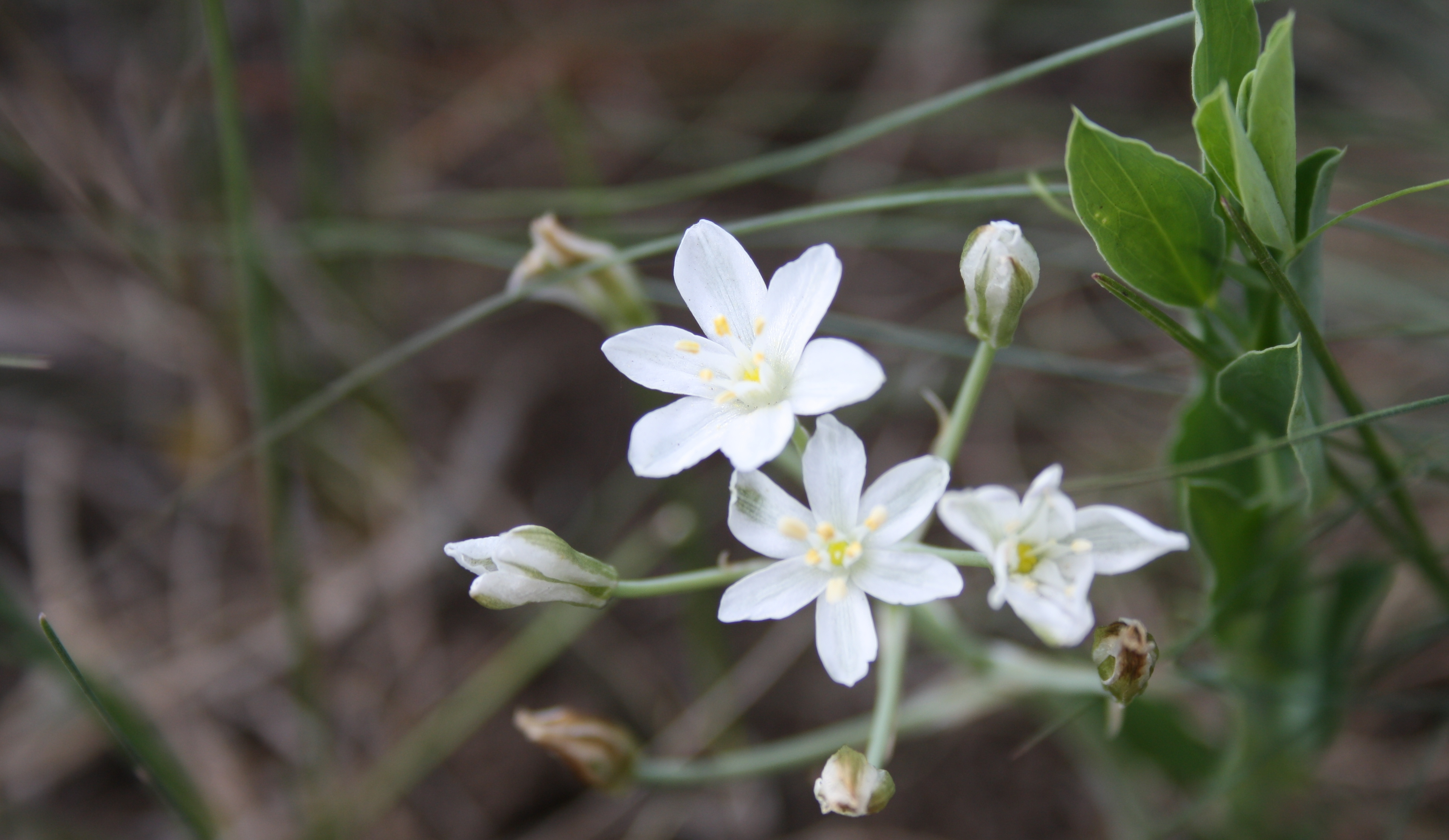
Птицемлечник, «Каменные могилы»
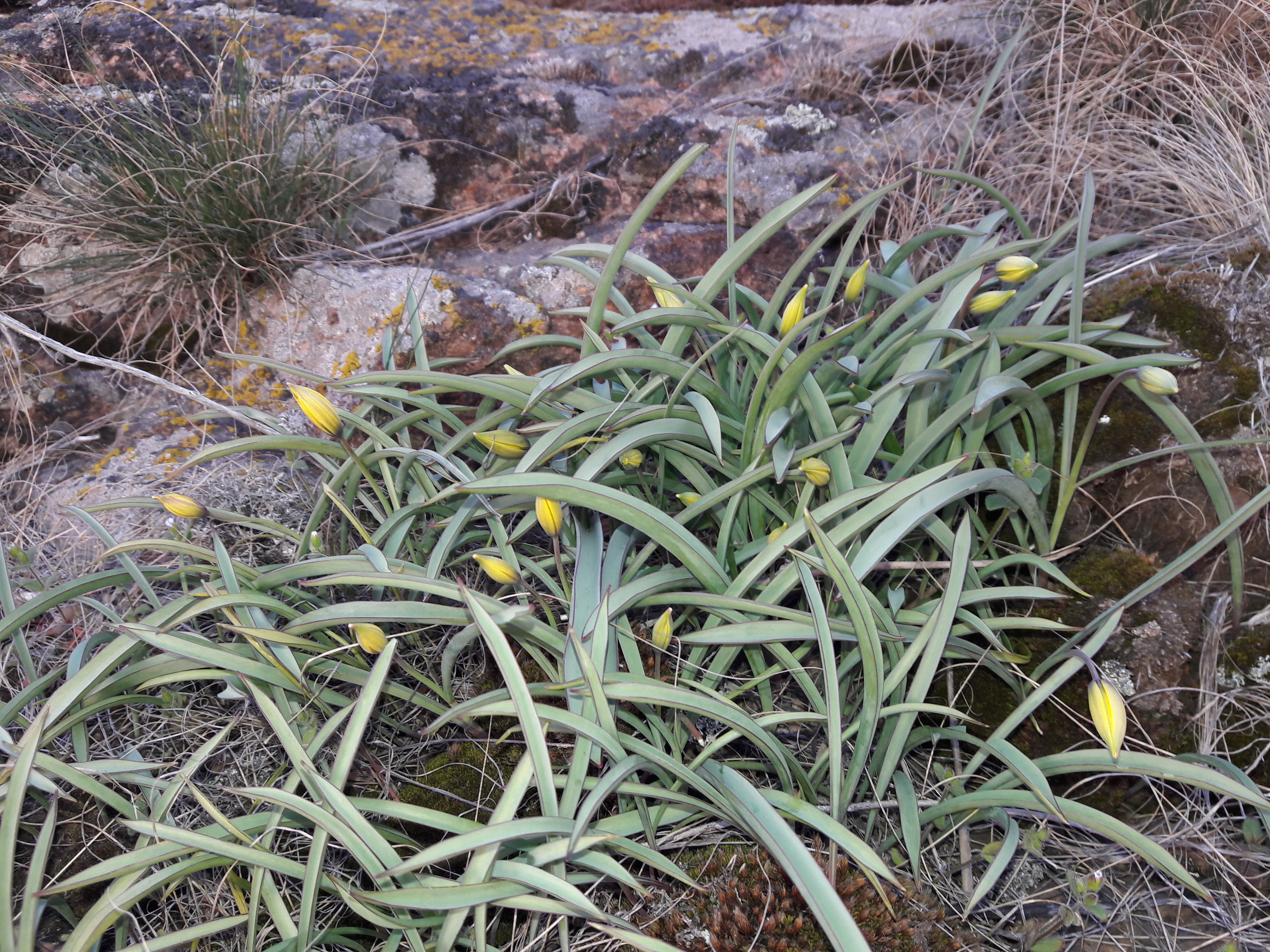
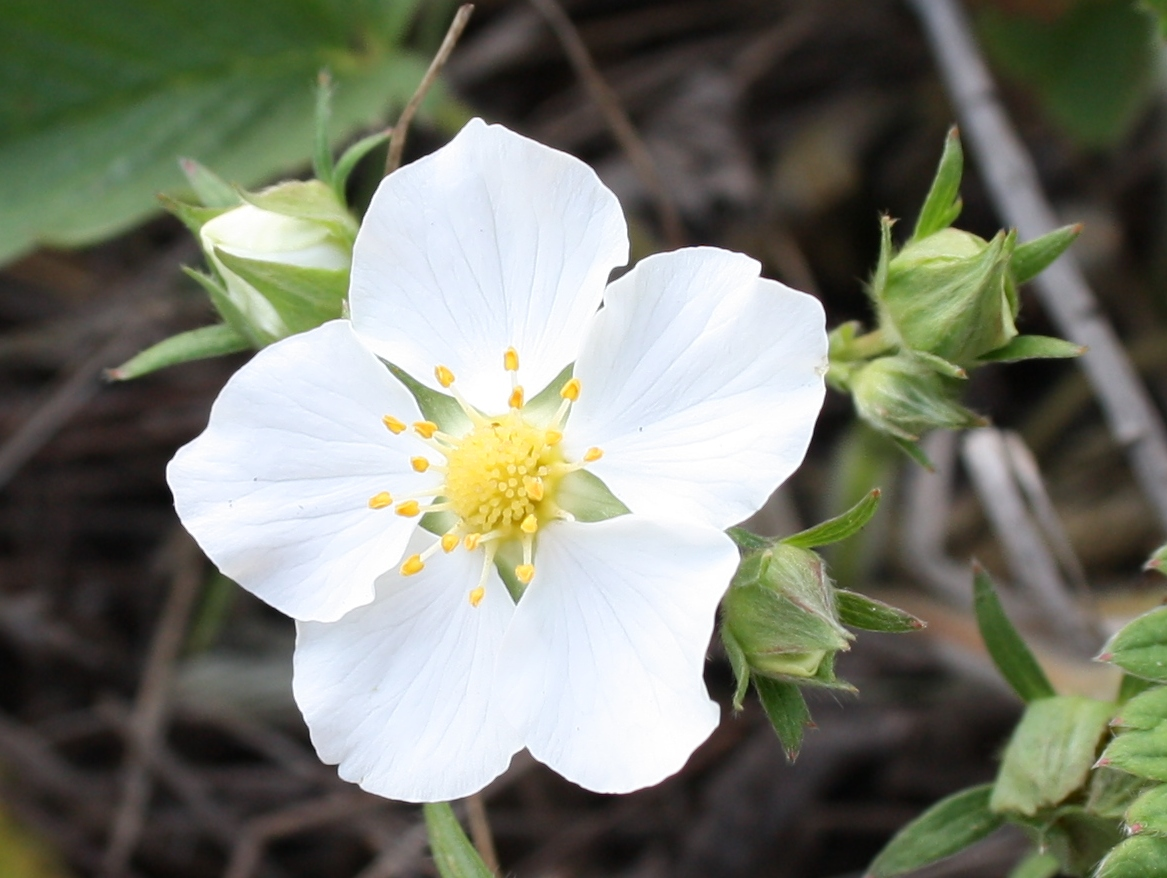
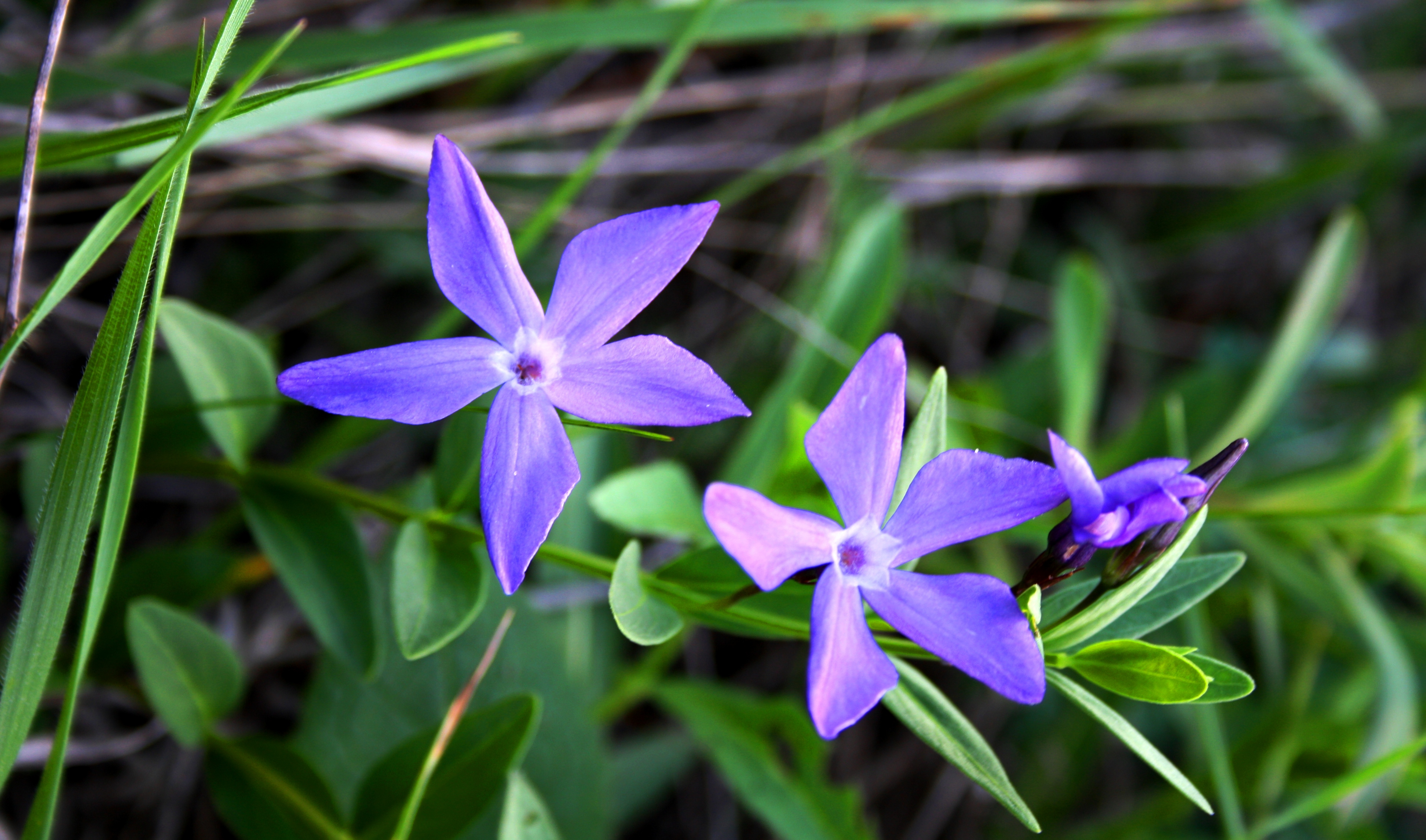
Барвинок, «Каменные могилы»
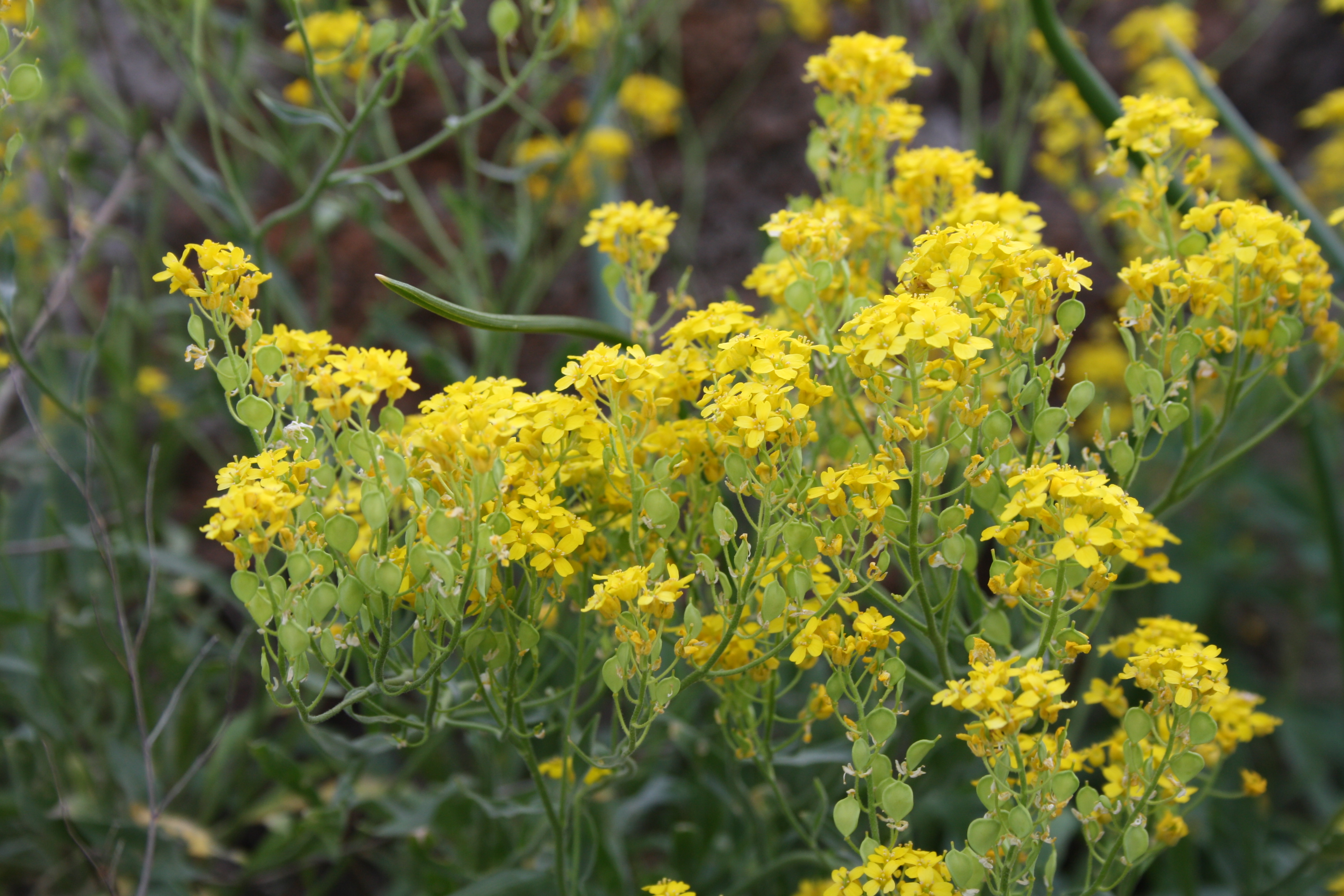
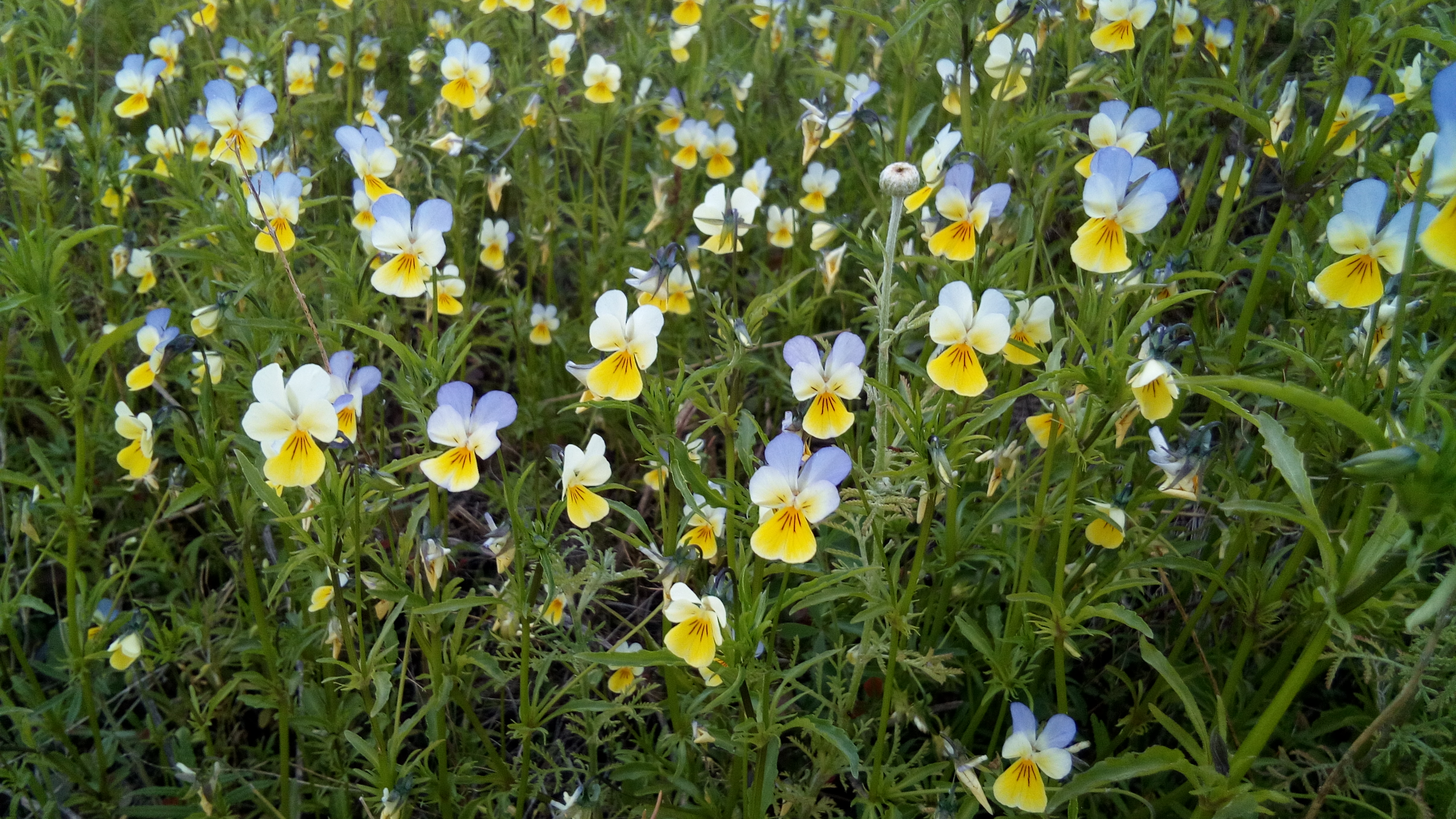
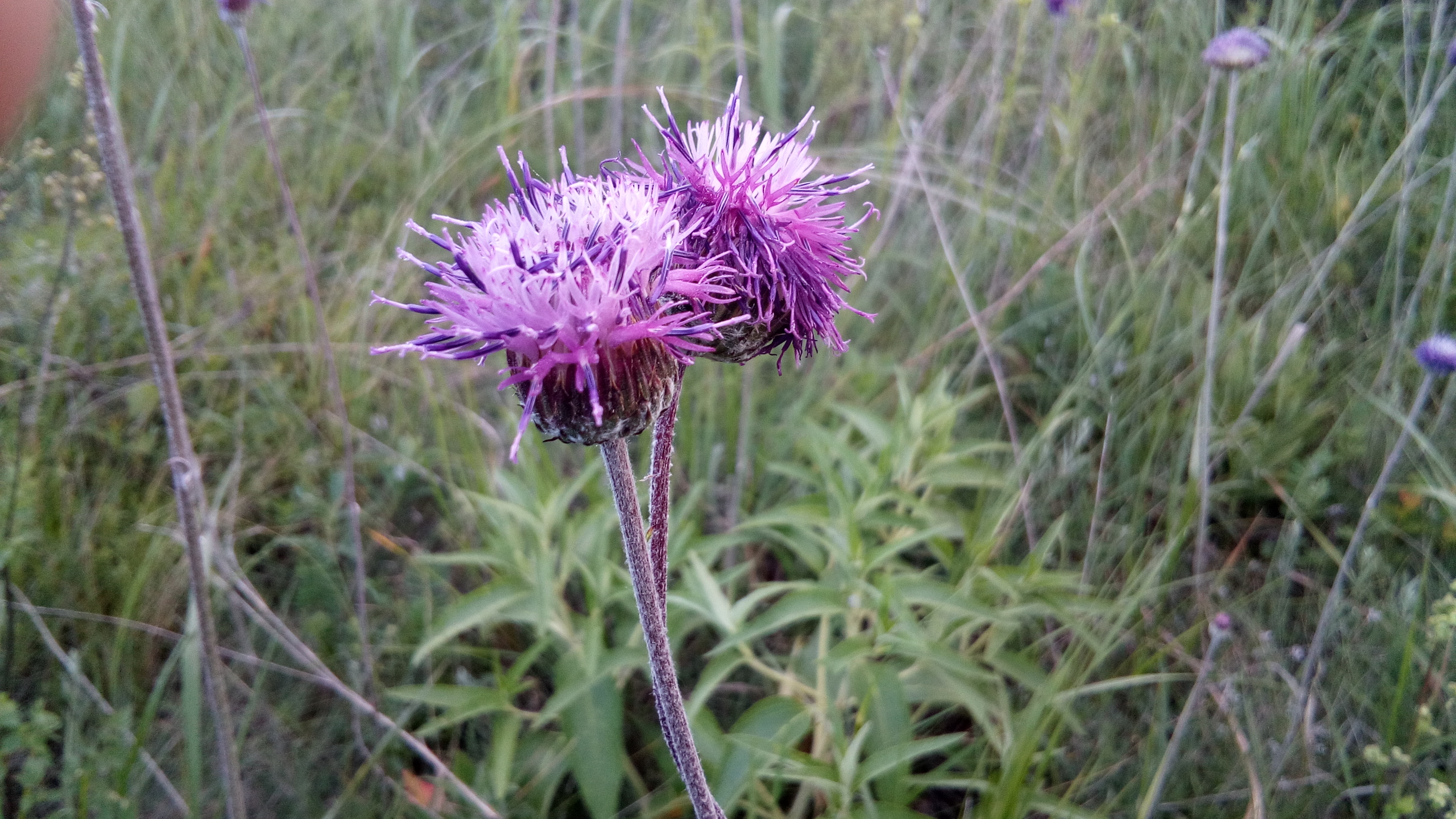
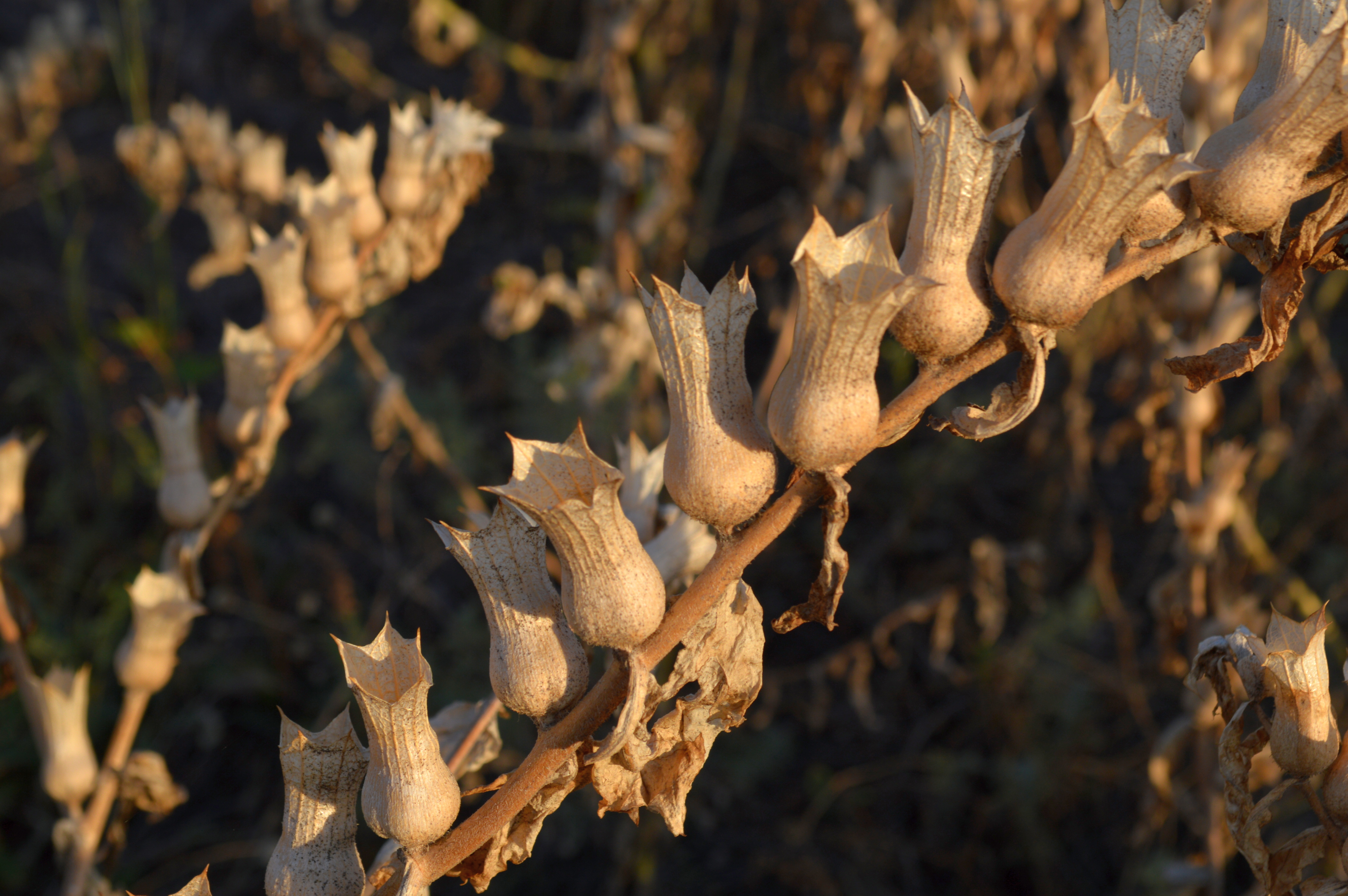
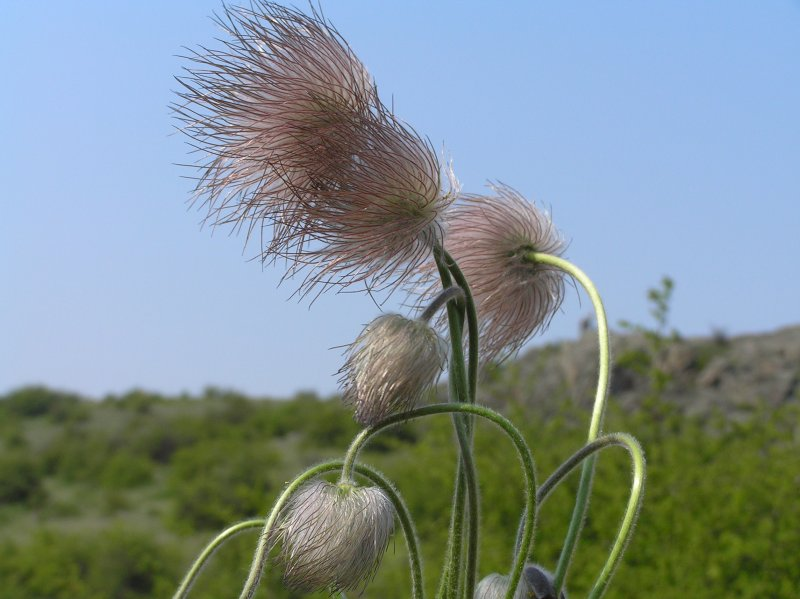
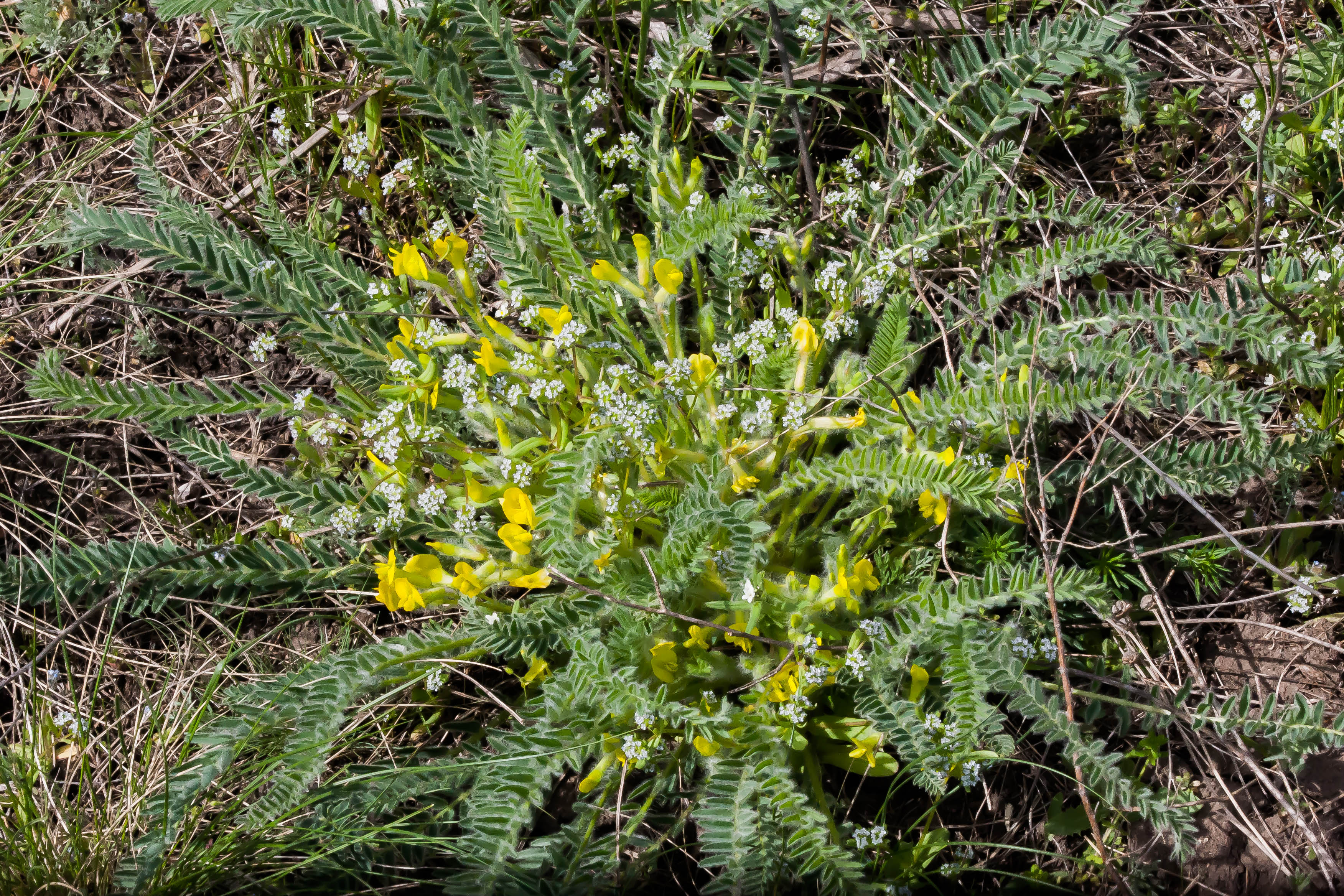
Астрагал, «Аскания-Нова»
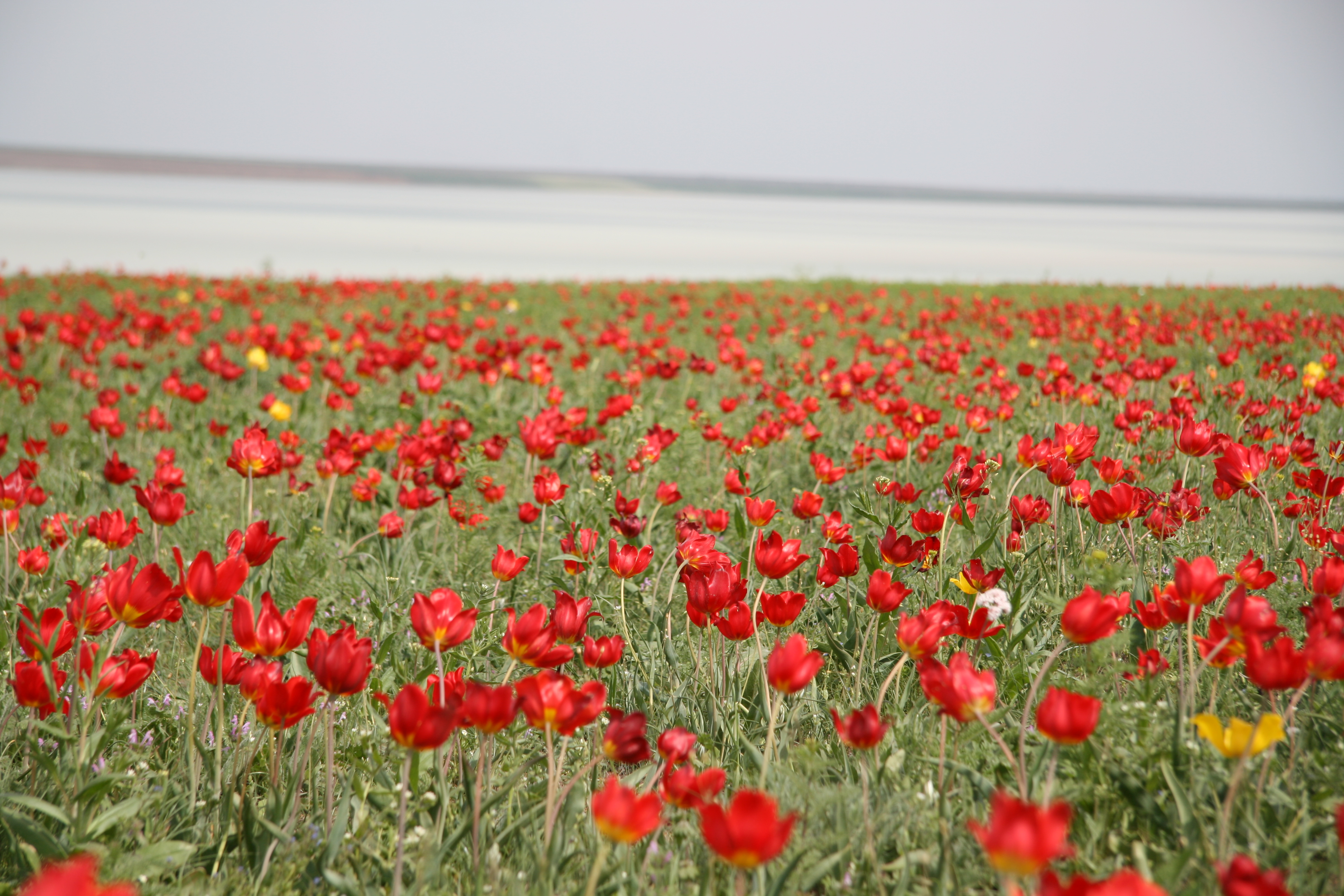
Тюльпан Шренка на острове Куюк-Тук, самая большая популяция в Украине
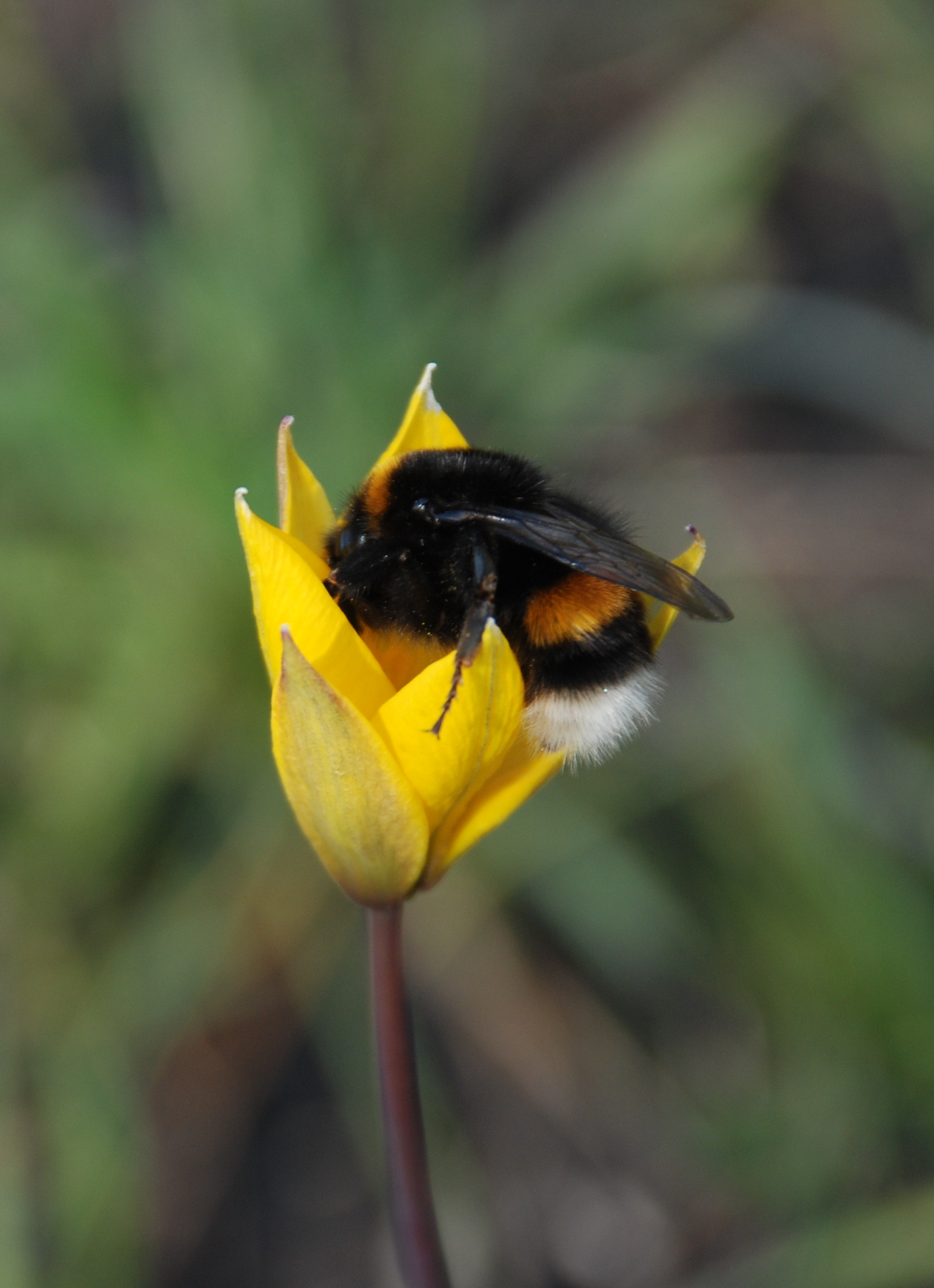
Тюльпан дубравный в Стрельцовской степи
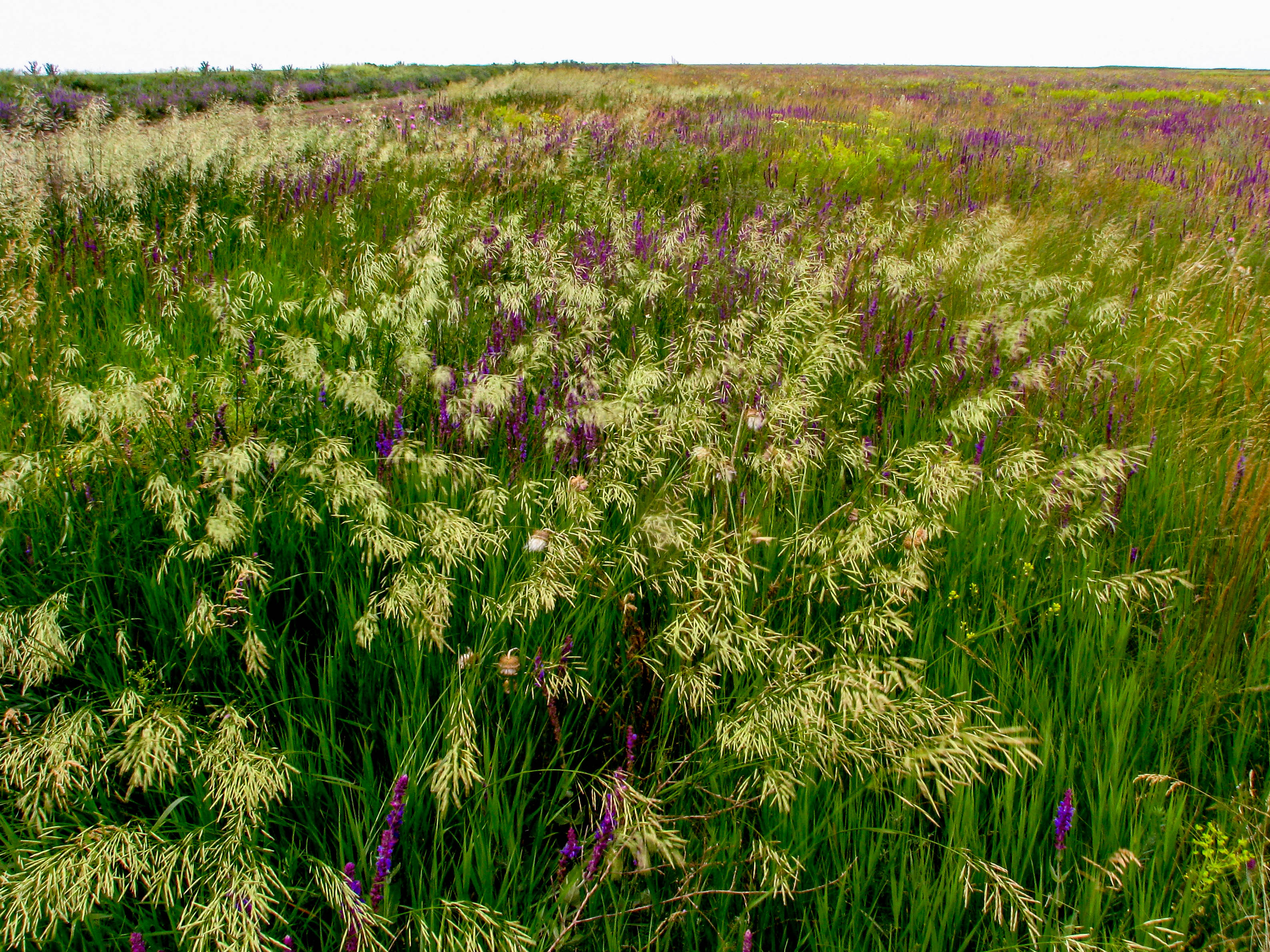
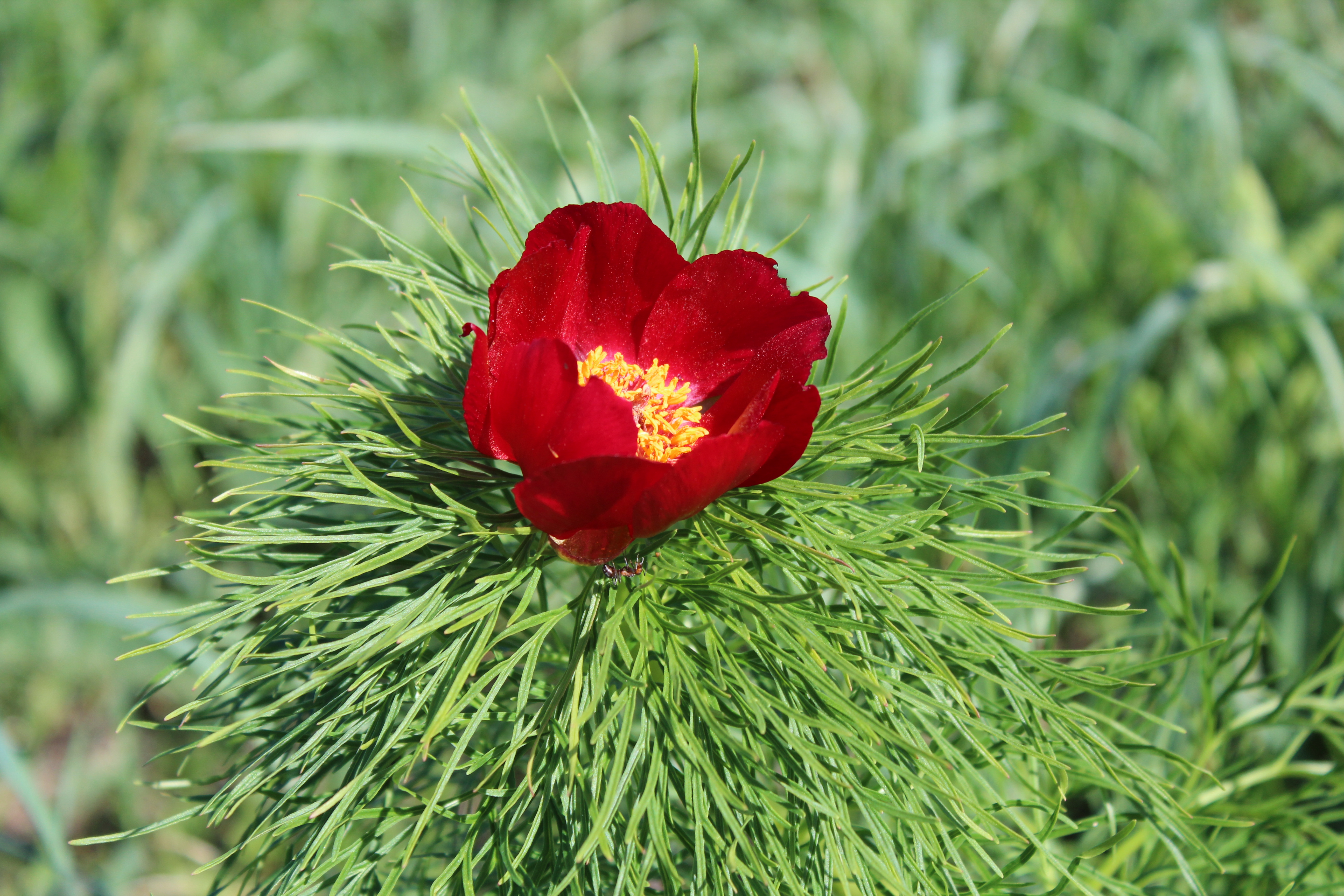
Пион узколистный в Стрельцовской степи
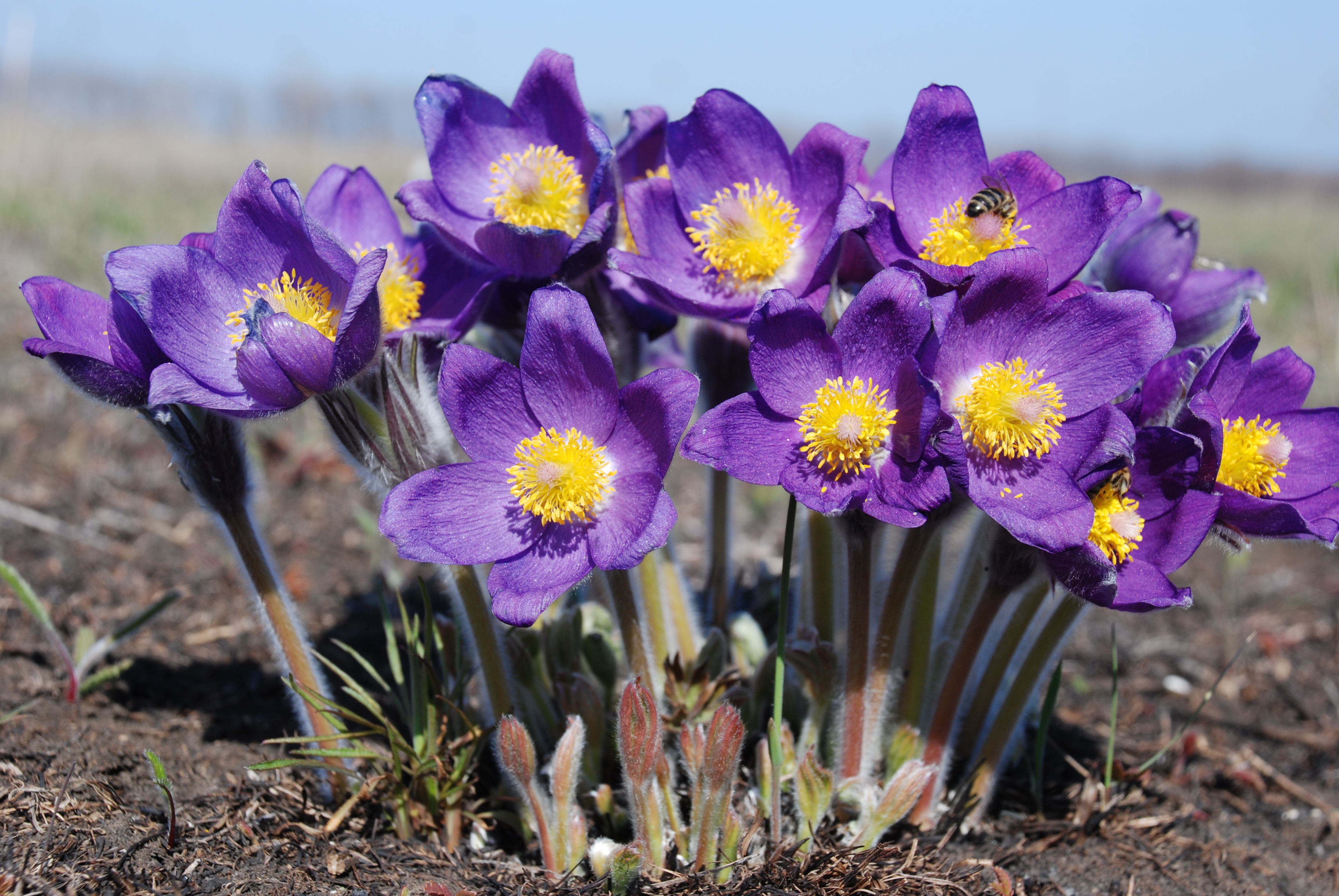
Сон-трава в Стрельцовской степи
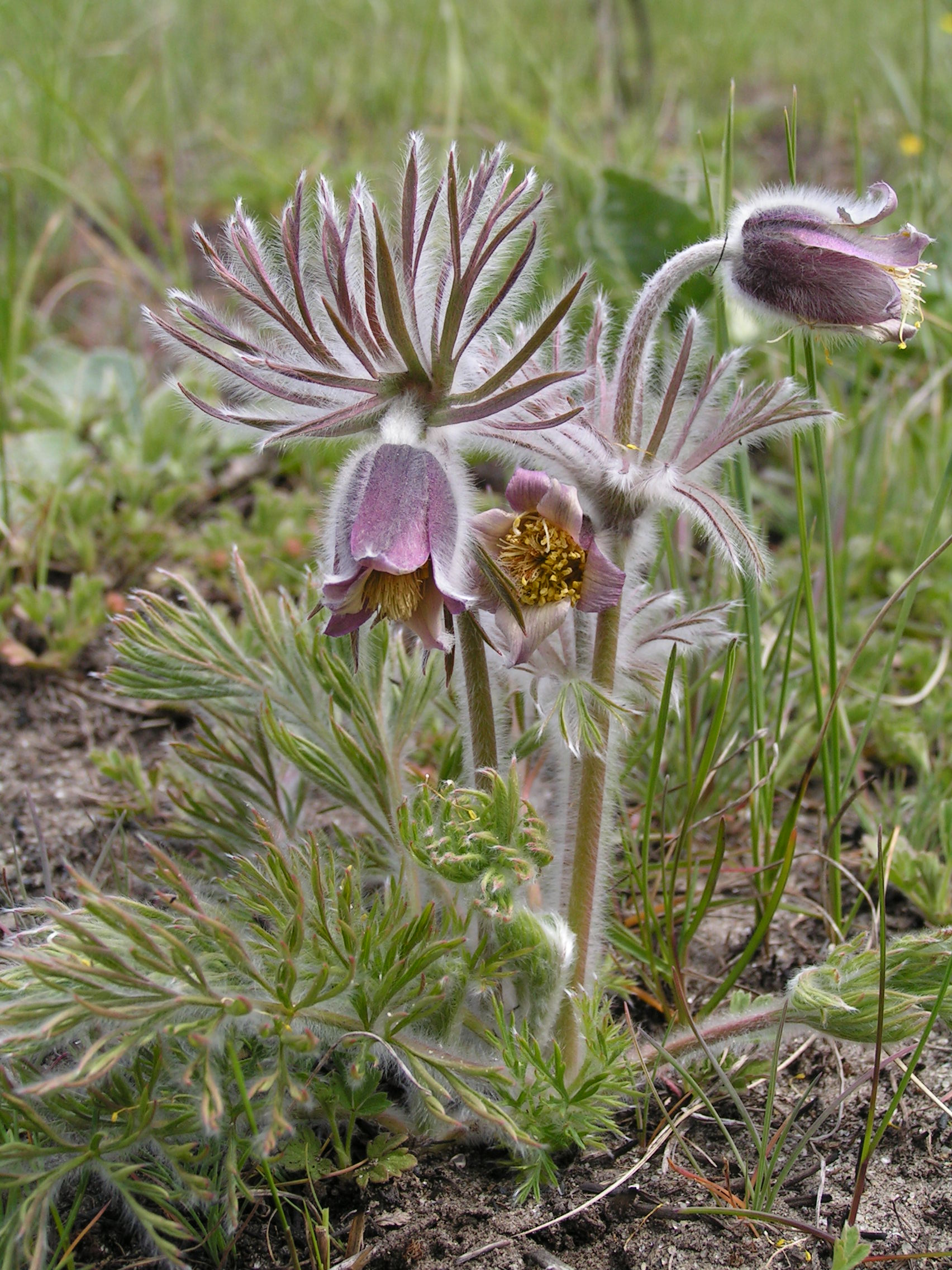
Прострел луговой в Стрельцовской степи
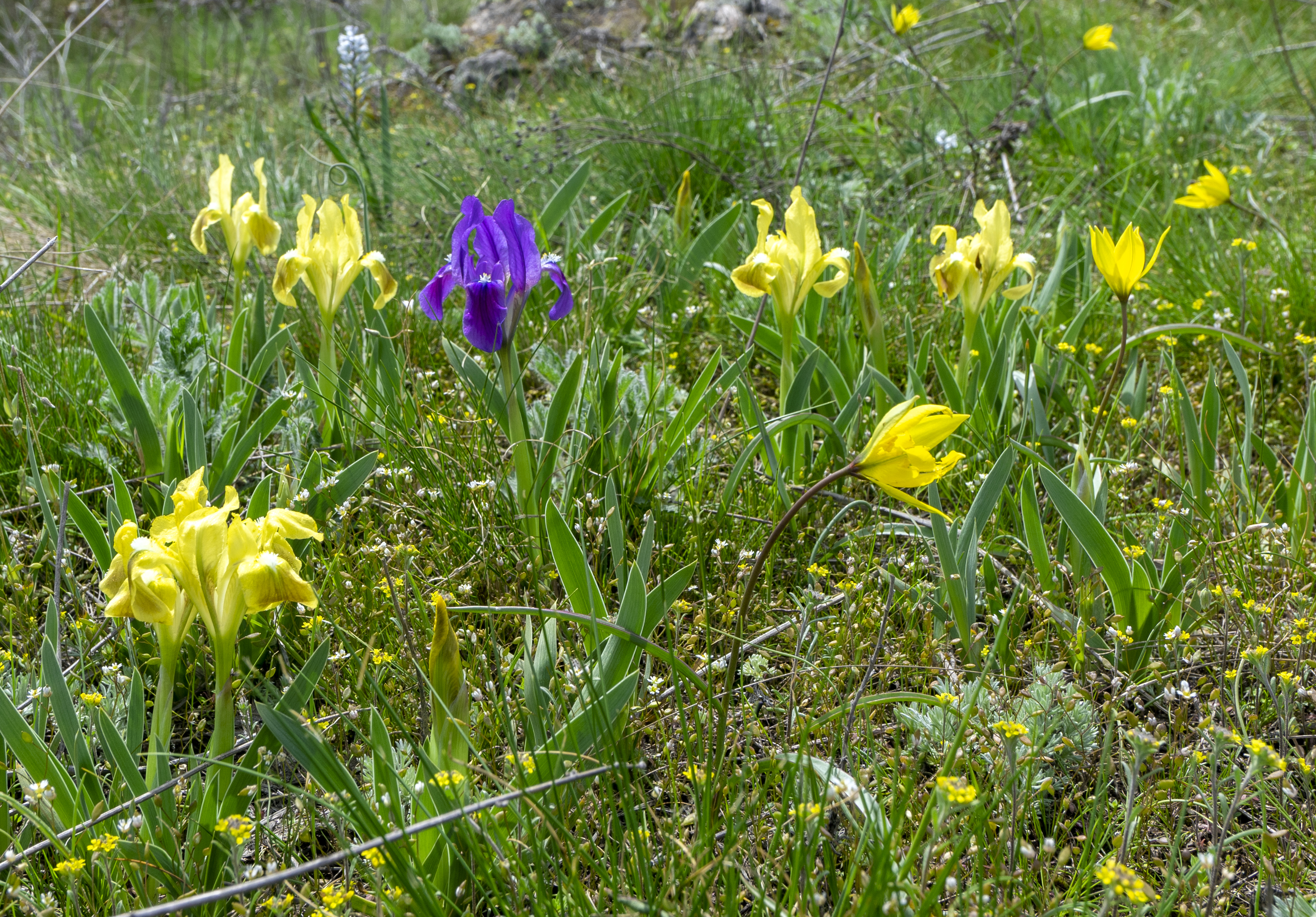
Ирис карликовый, Целинная балка Вербовая[укр.]
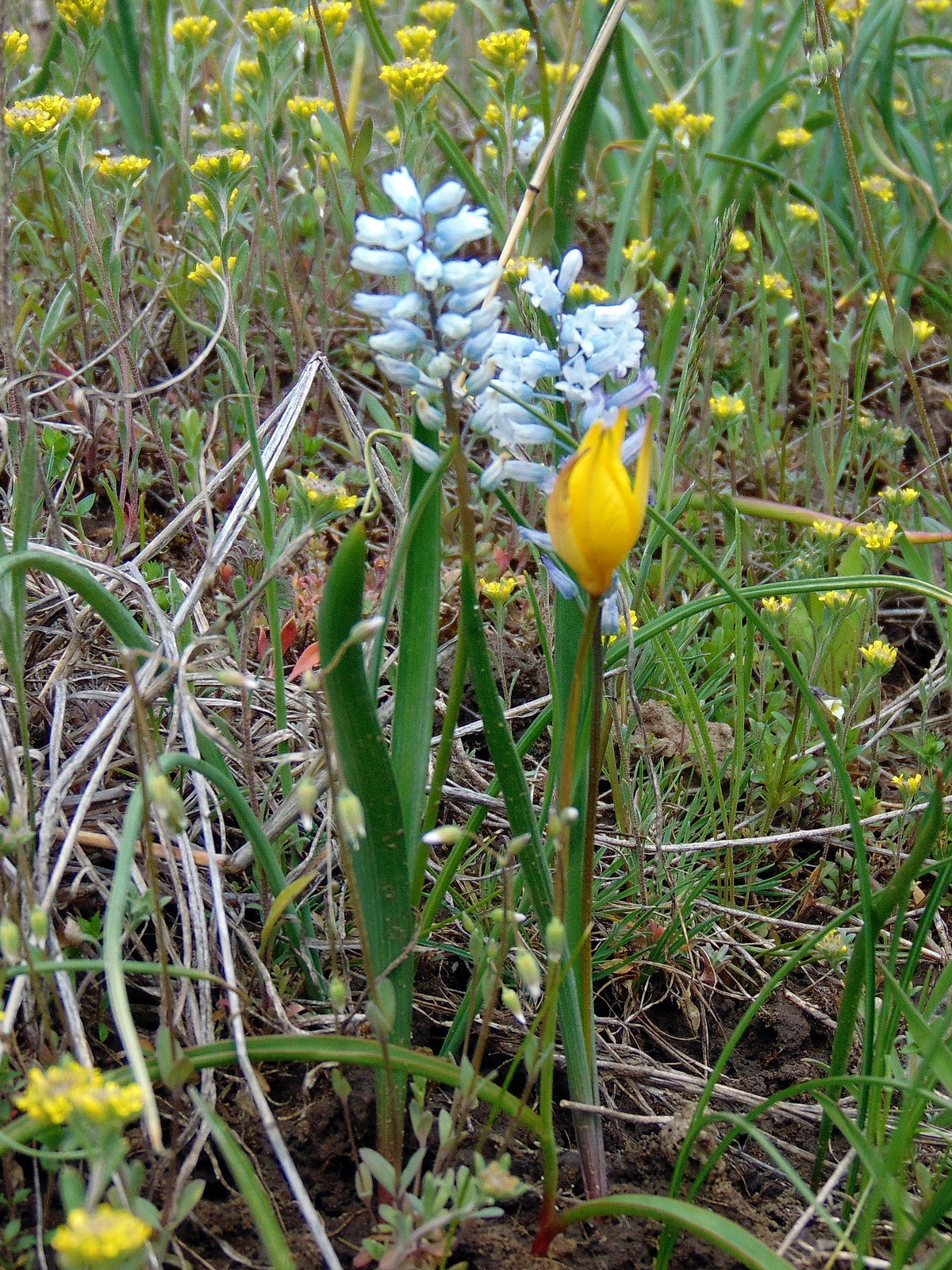
Гиацинтик беловатый, Балка Крыловка[укр.]
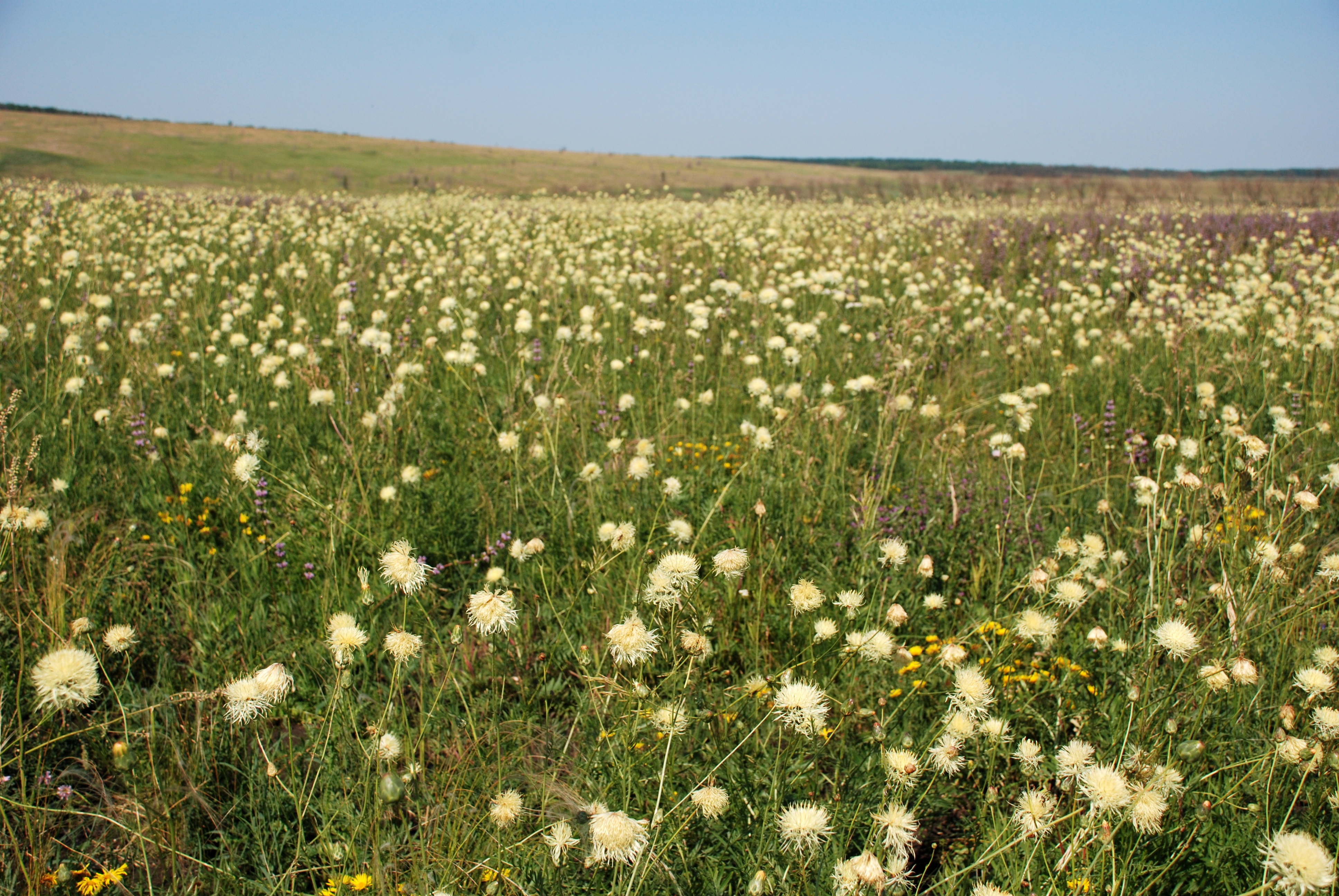
Василёк русский
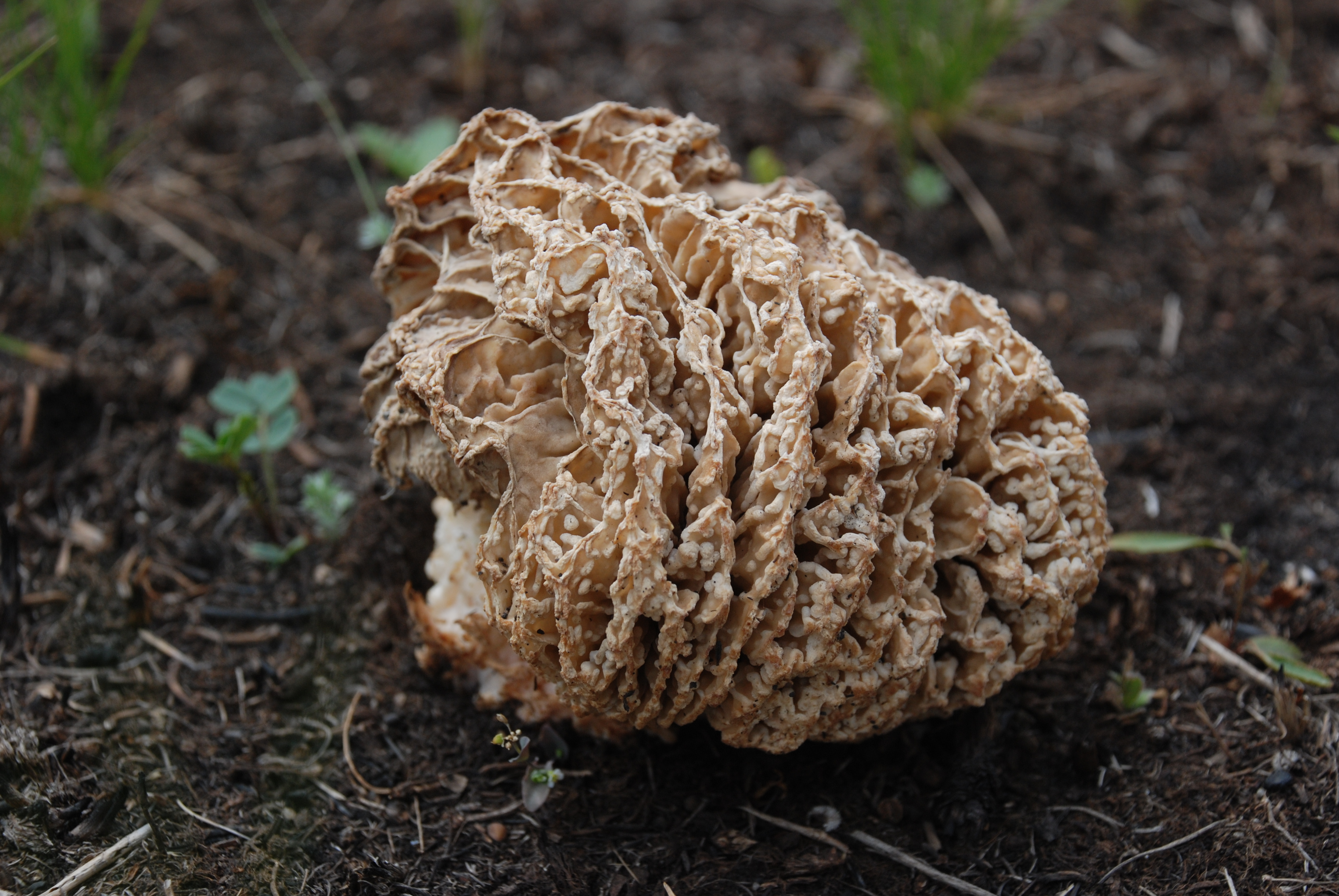
Сморчок степной

## Фауна
Современный животный мир представлен грызунами (суслики, сурки, хомяки, мыши), зайцами и хищниками, которые на них охотятся (волки, лисы, хорьки, барсуки); среди птиц распространены жаворонки, перепела, куропатки, попадаются тиркушки, дрофы, орлы, совы и другие.

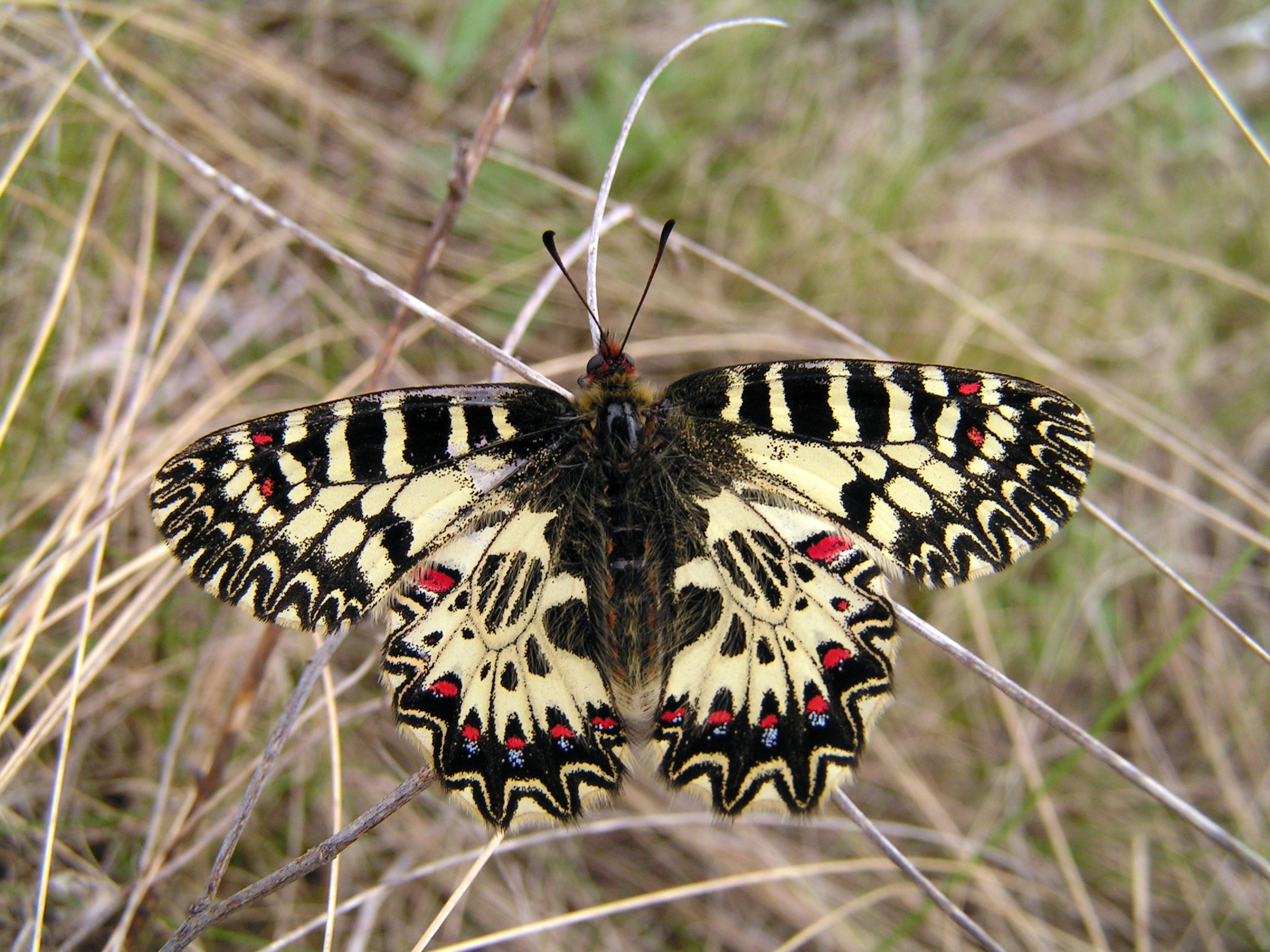
Зеринтия Поликсена в Стрельцовской степи
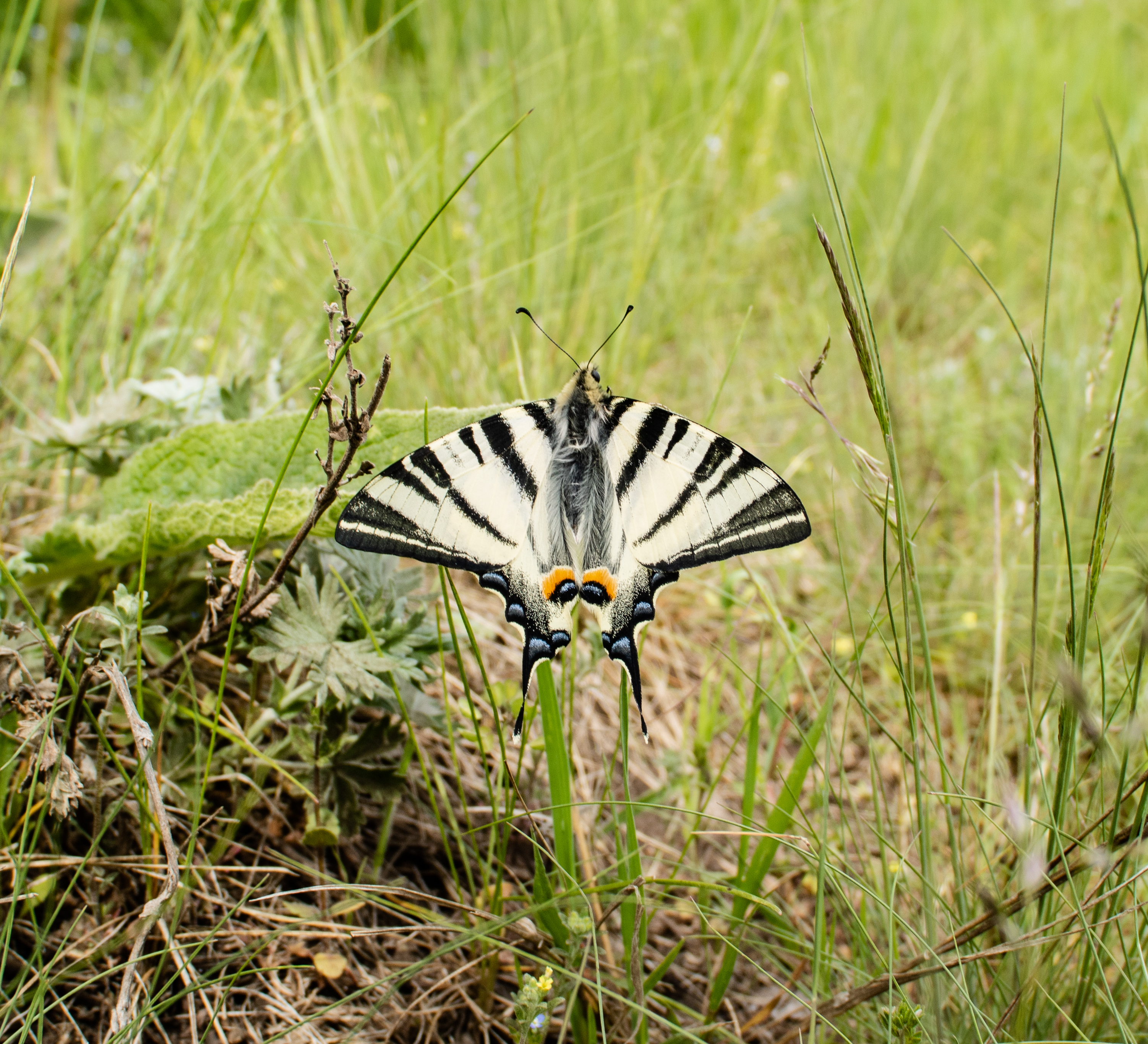
Парусник подалирий, «Каменные могилы»
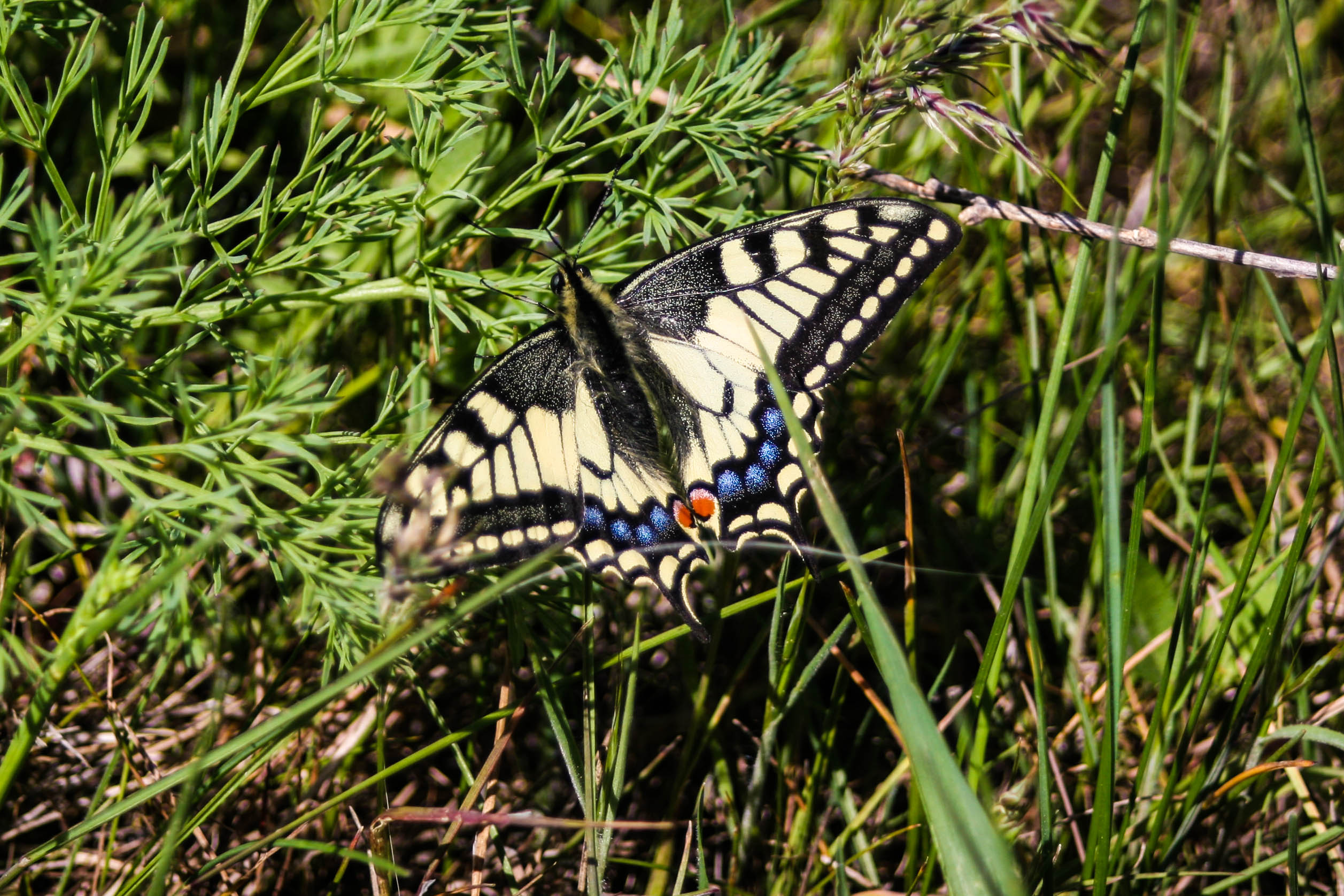
Махаон, «Аскания-Нова»
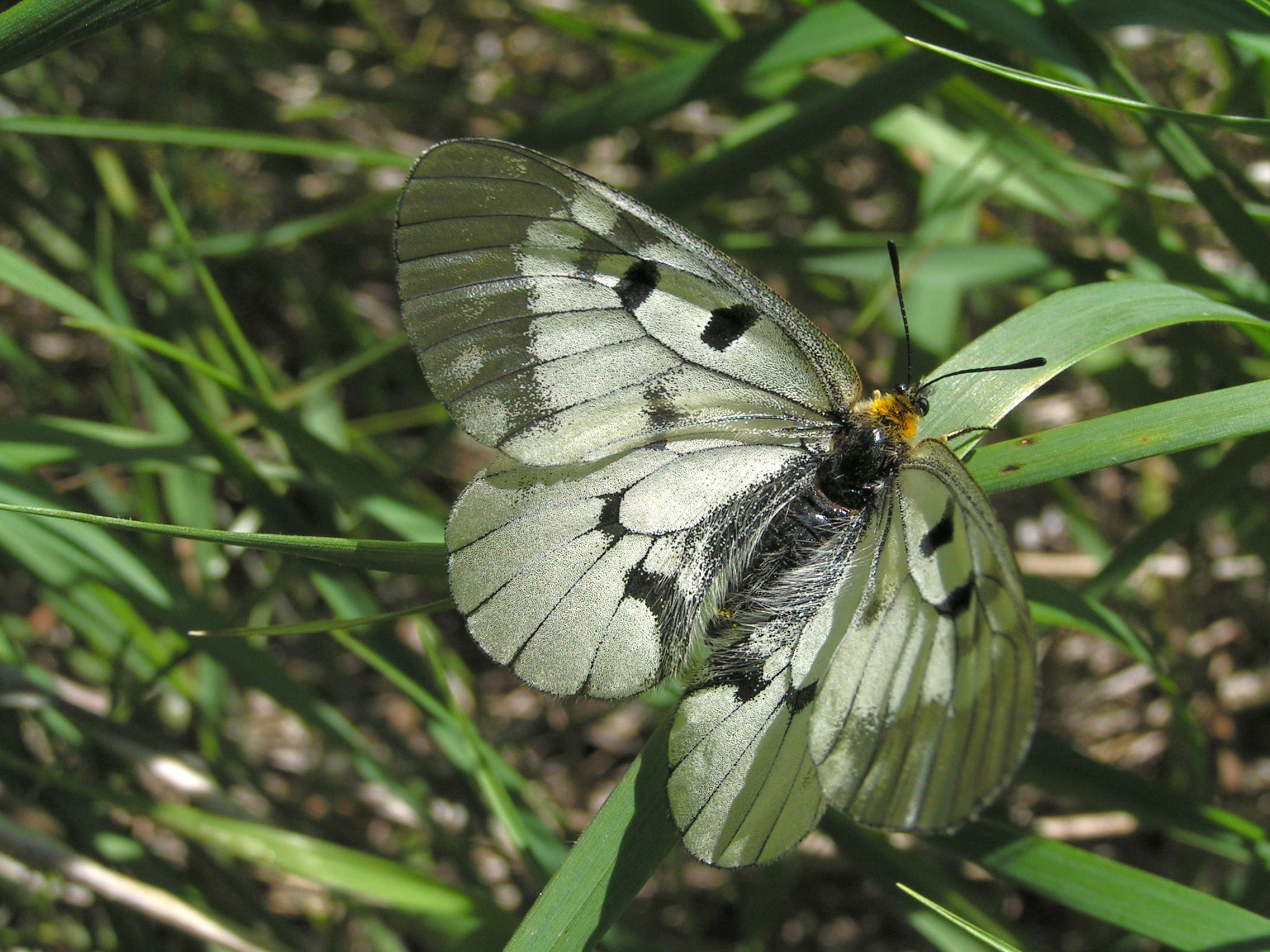
Мнемозина в Стрельцовской степи
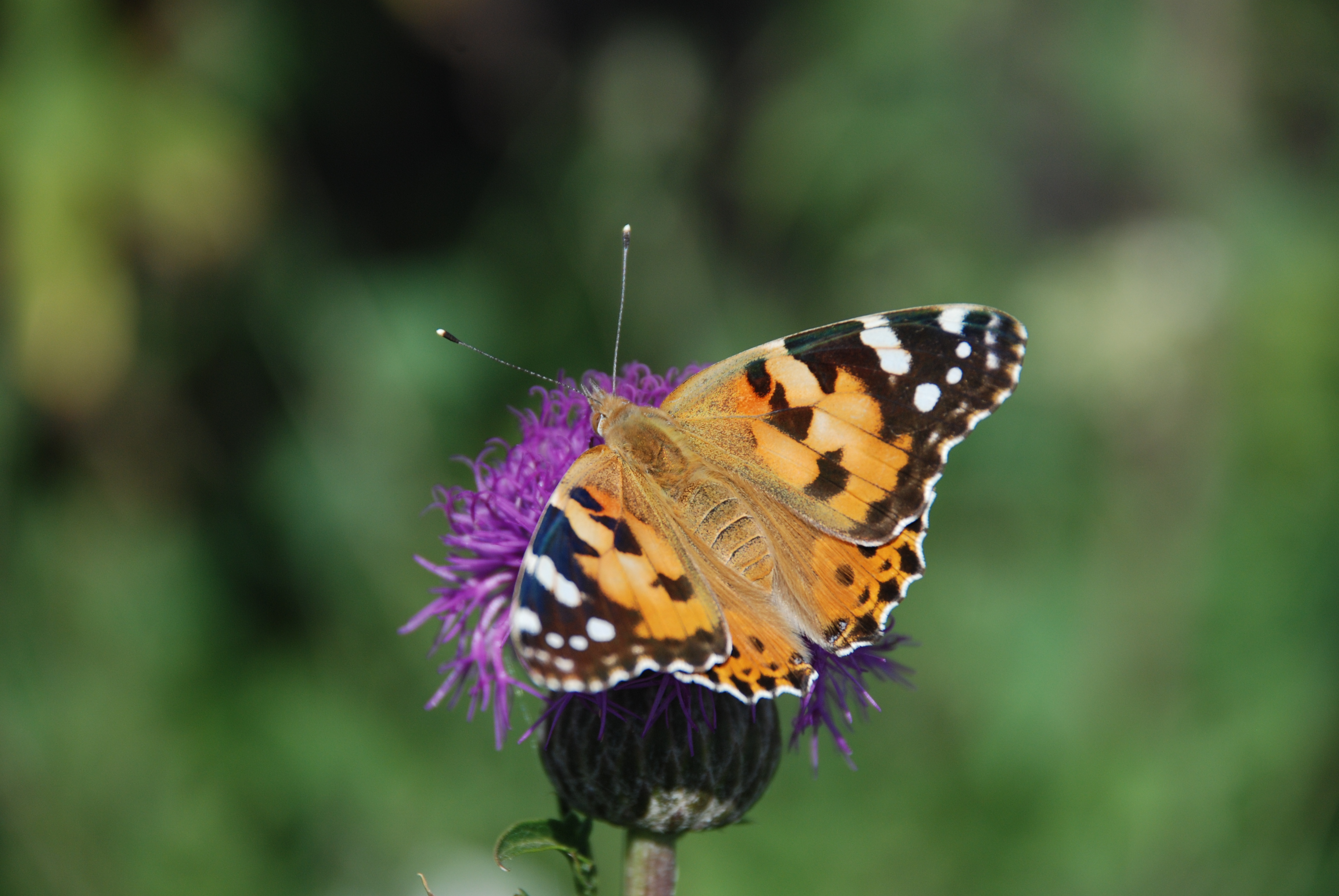
Репейница
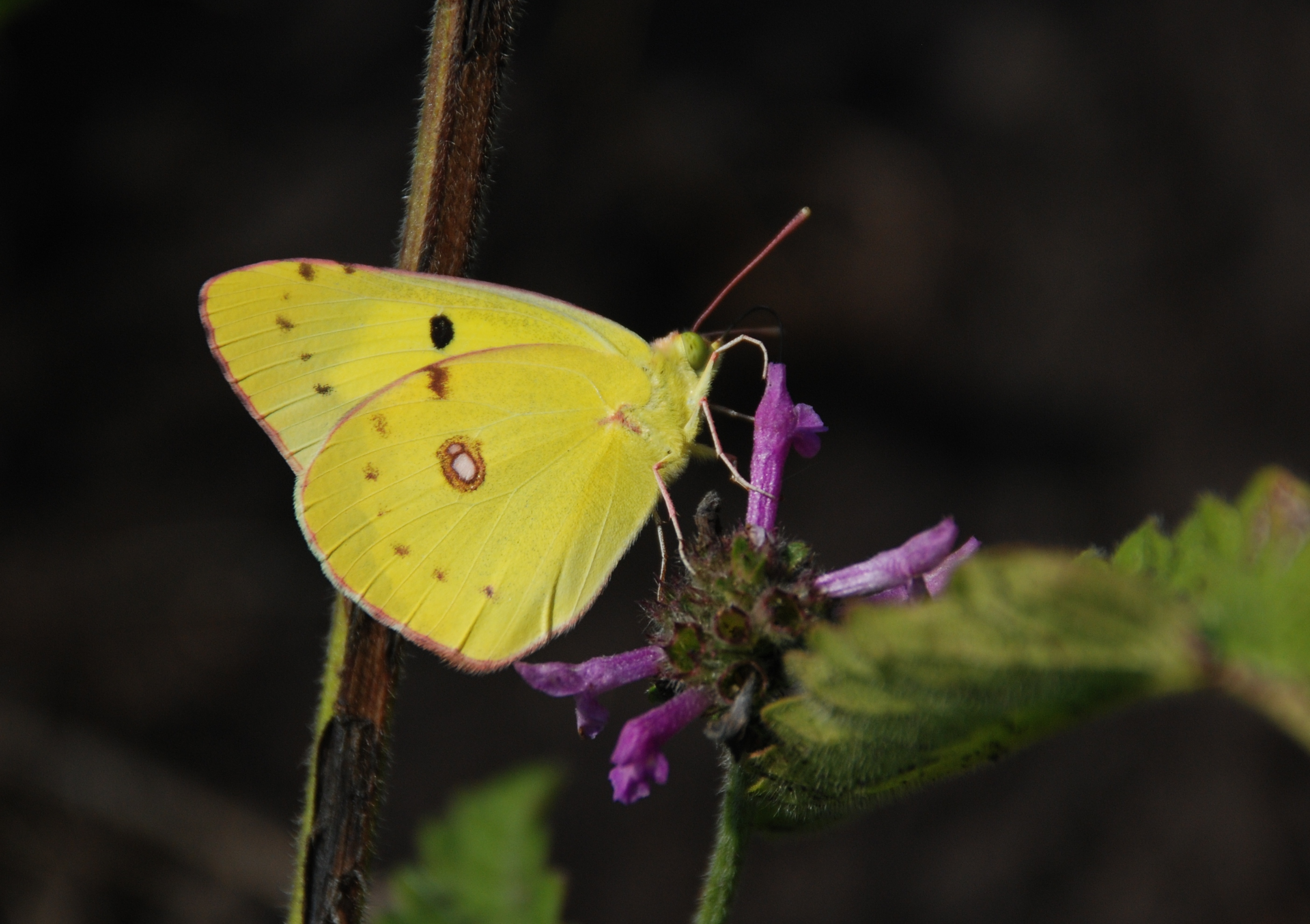
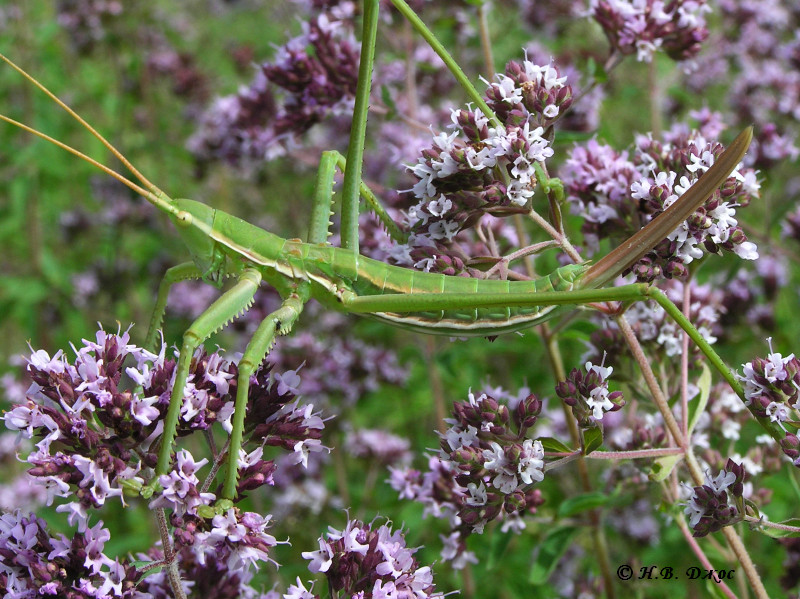
Дыбка степная, Балка Плоская[укр.]
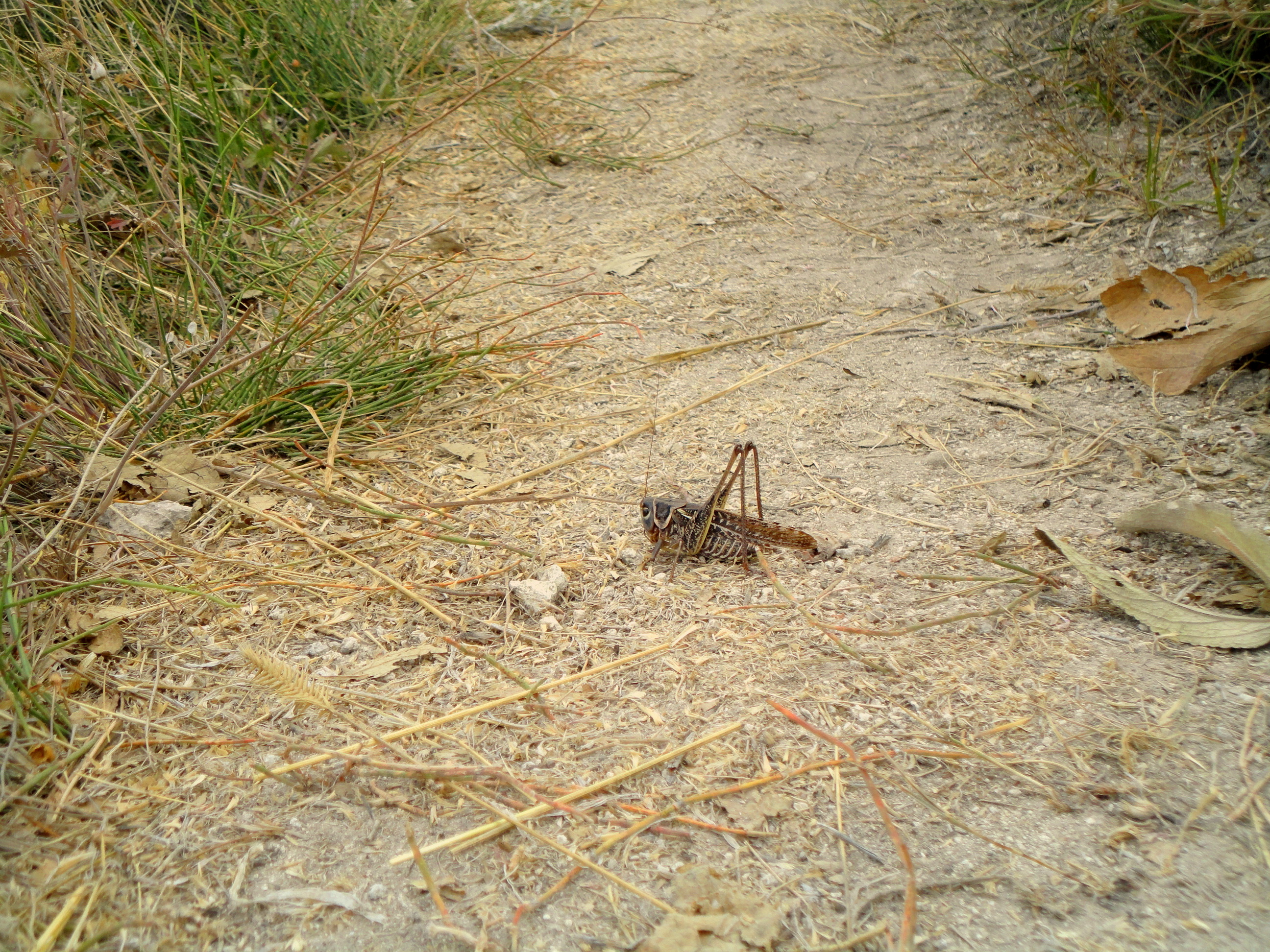
Белолобый кузнечик в Тарханкутской степи
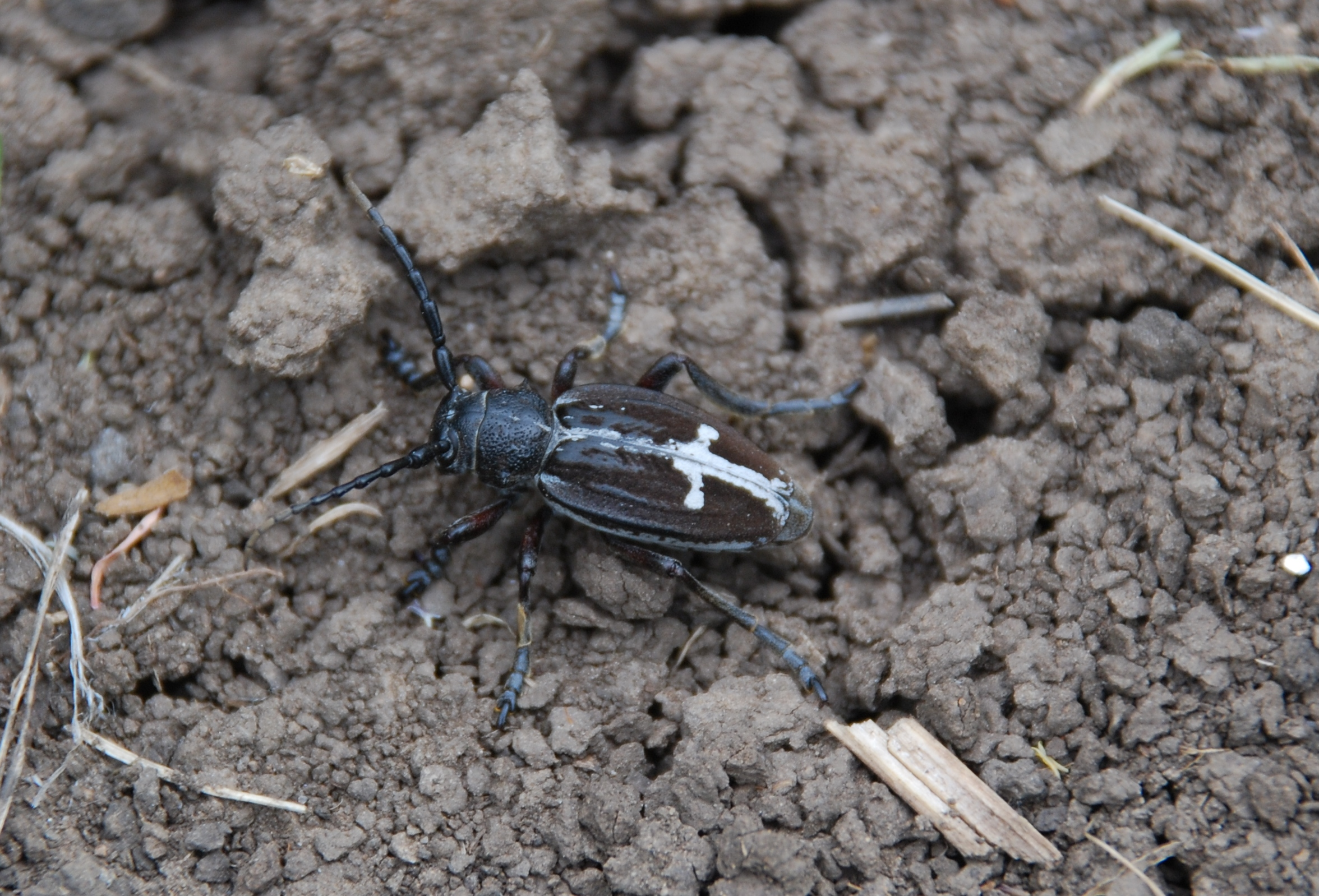
Усач крестоносец в Стрельцовской степи
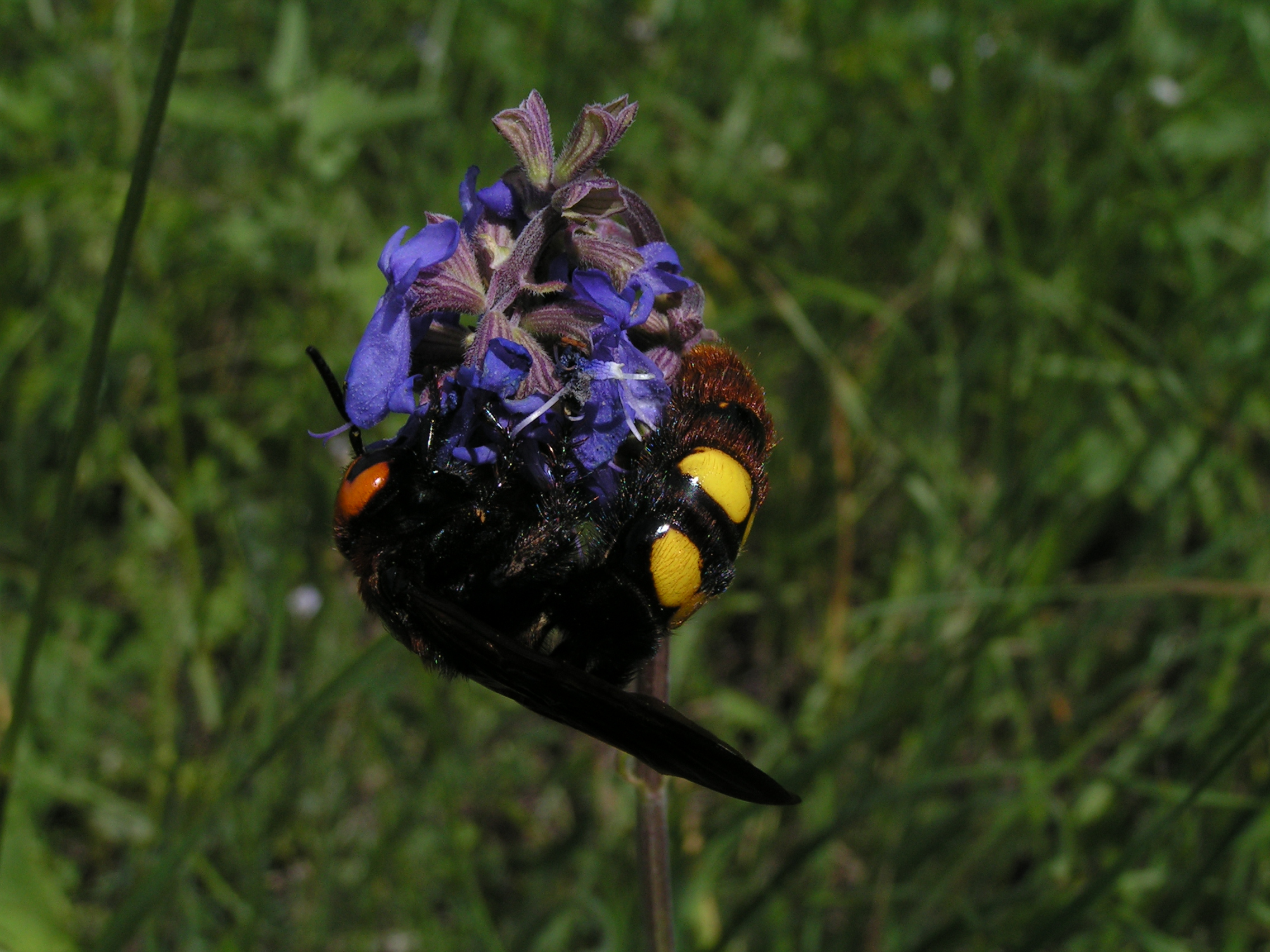
Сколия-гигант в Стрельцовской степи
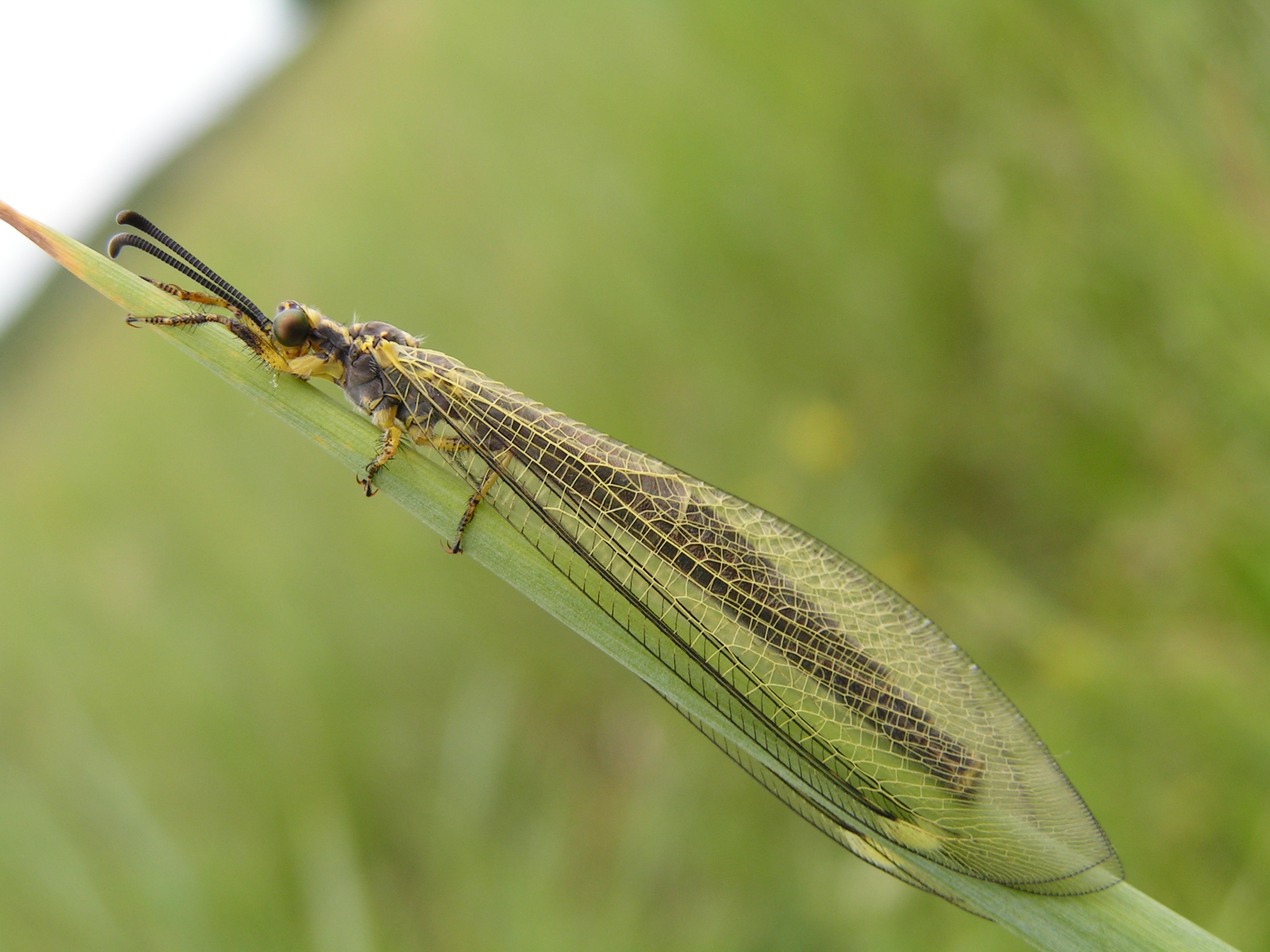
Муравьиный лев в Стрельцовской степи
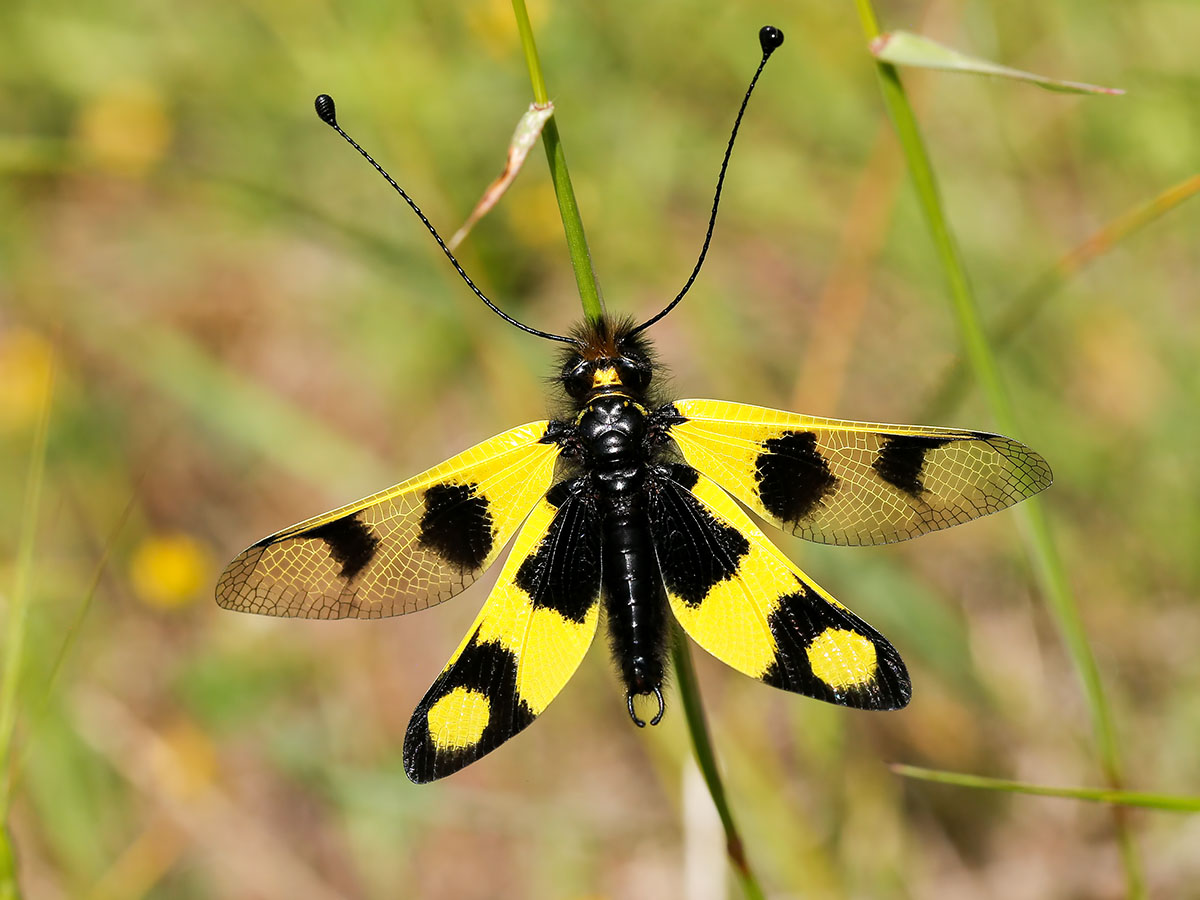
Аскалаф пёстрый
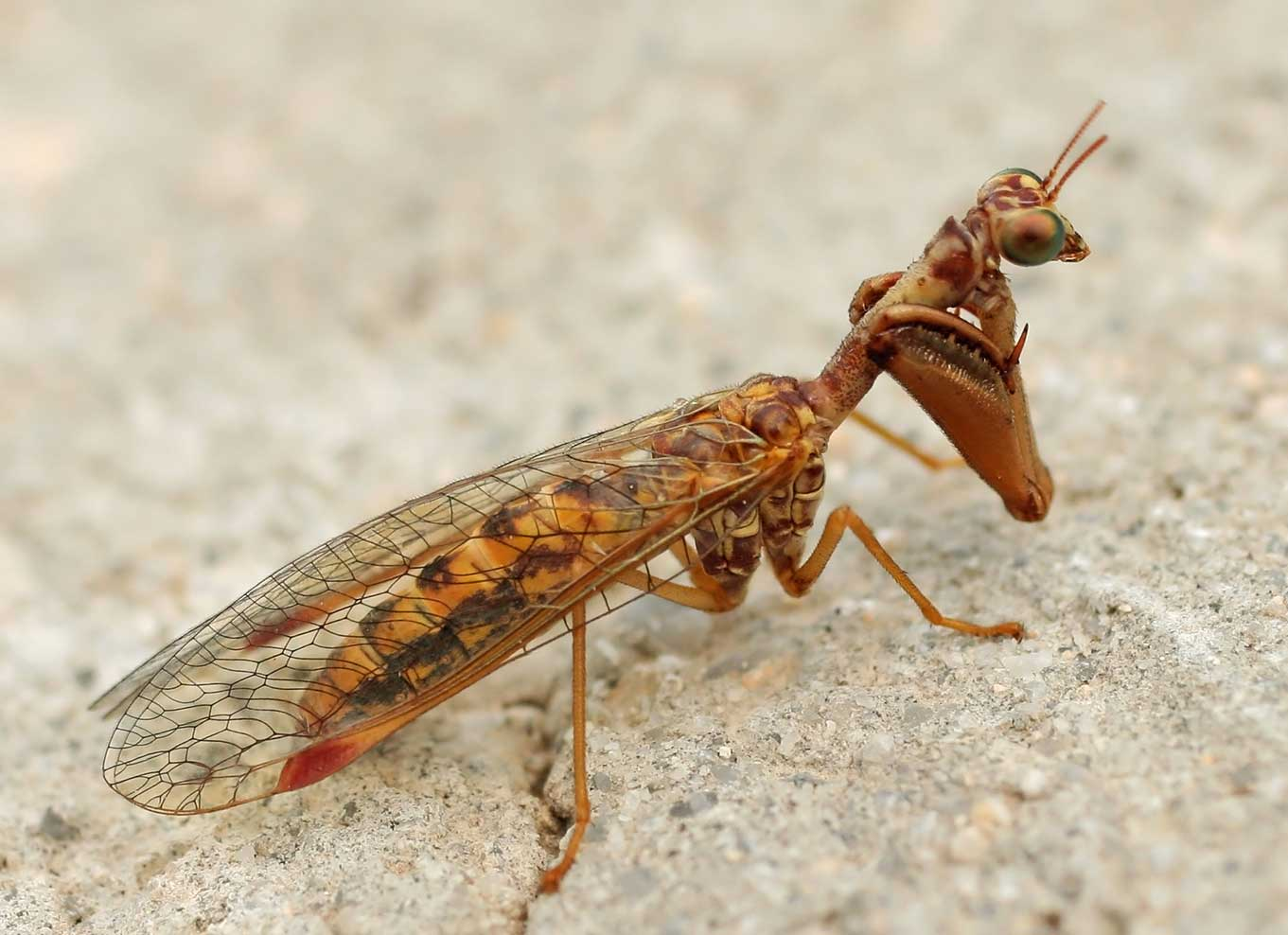
Обыкновенная мантиспа
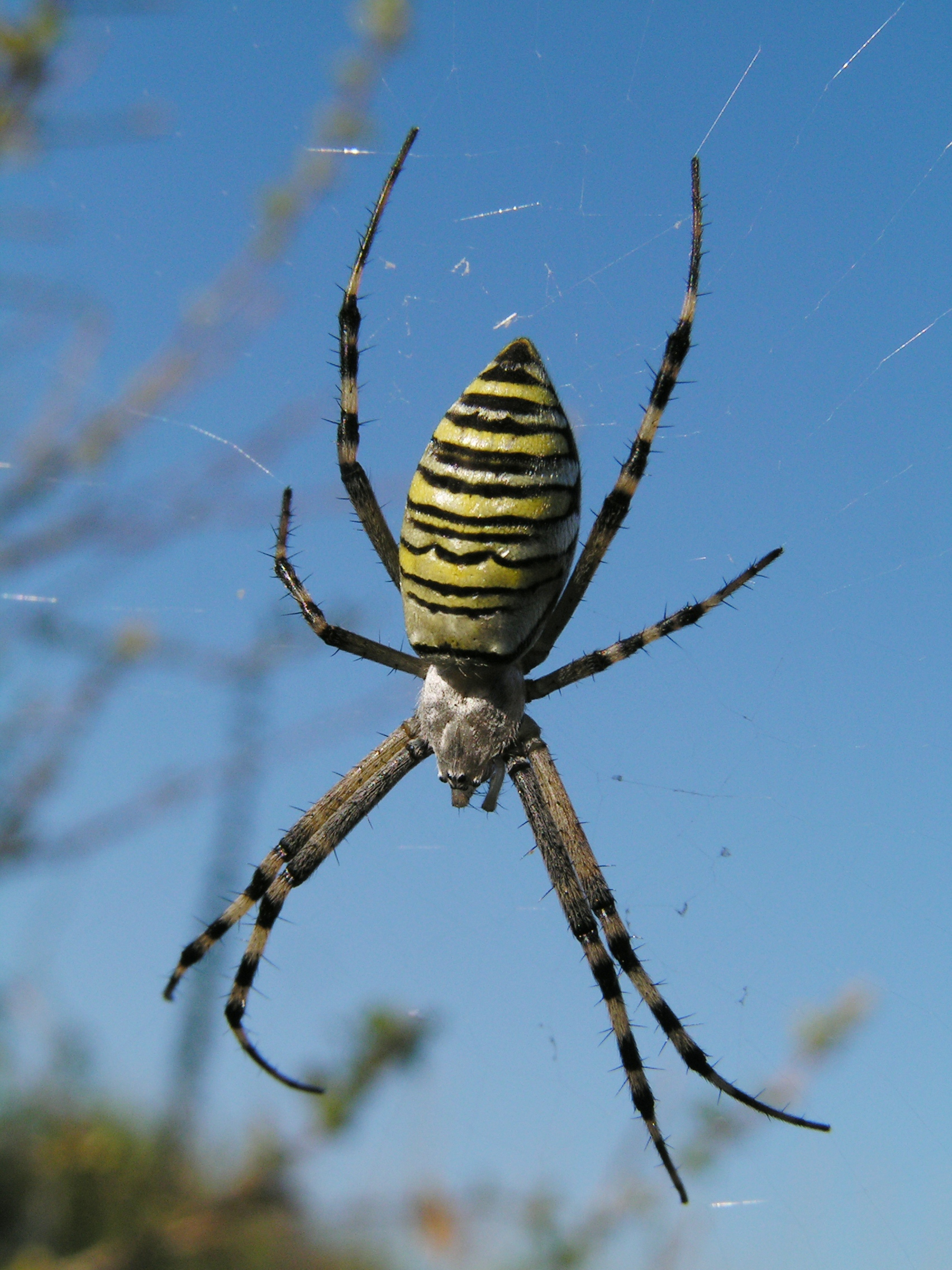
Аргиопа Брюнниха в Стрельцовской степи
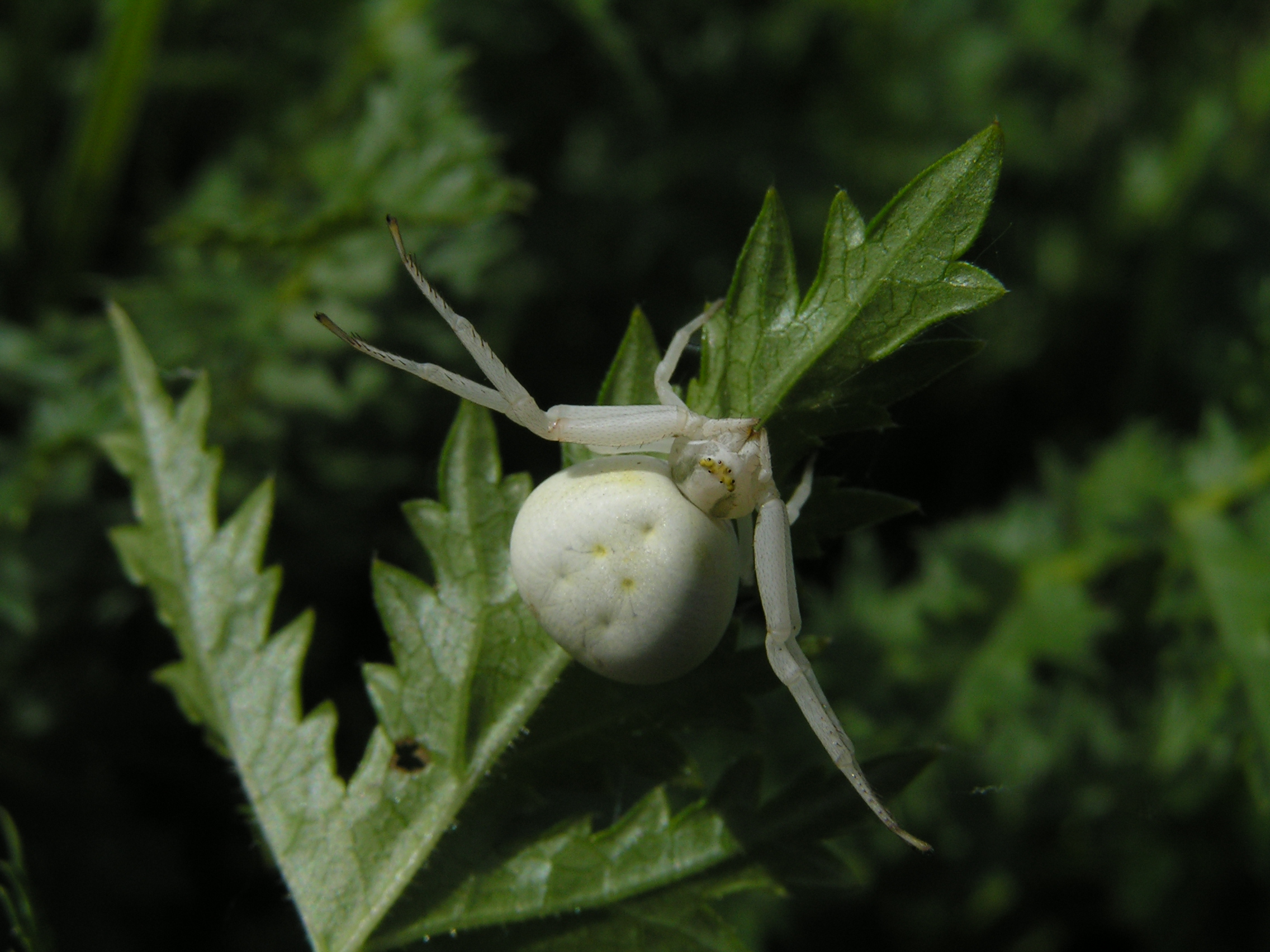
Цветочный паук
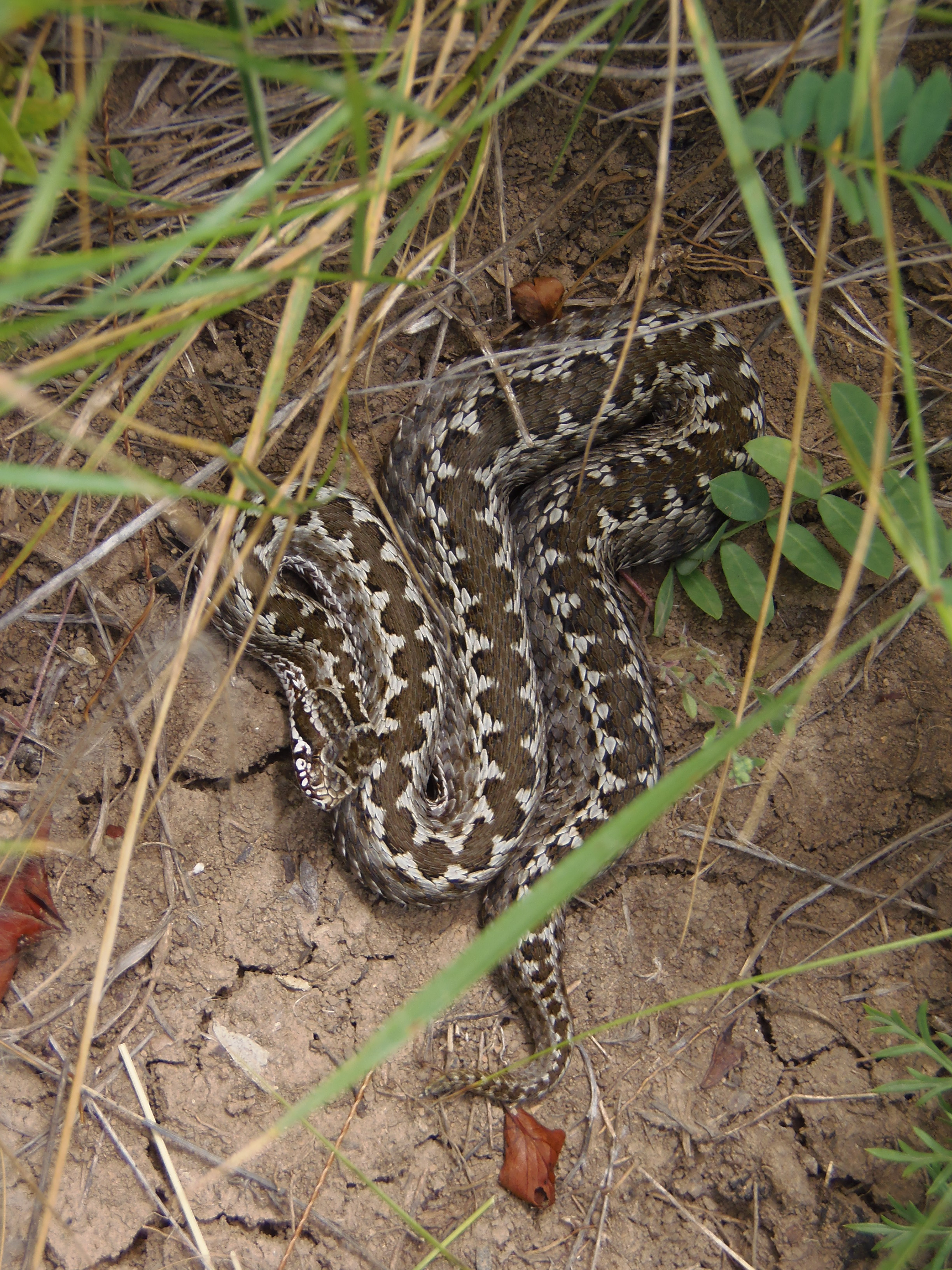
Восточная степная гадюка, «Каменные могилы»
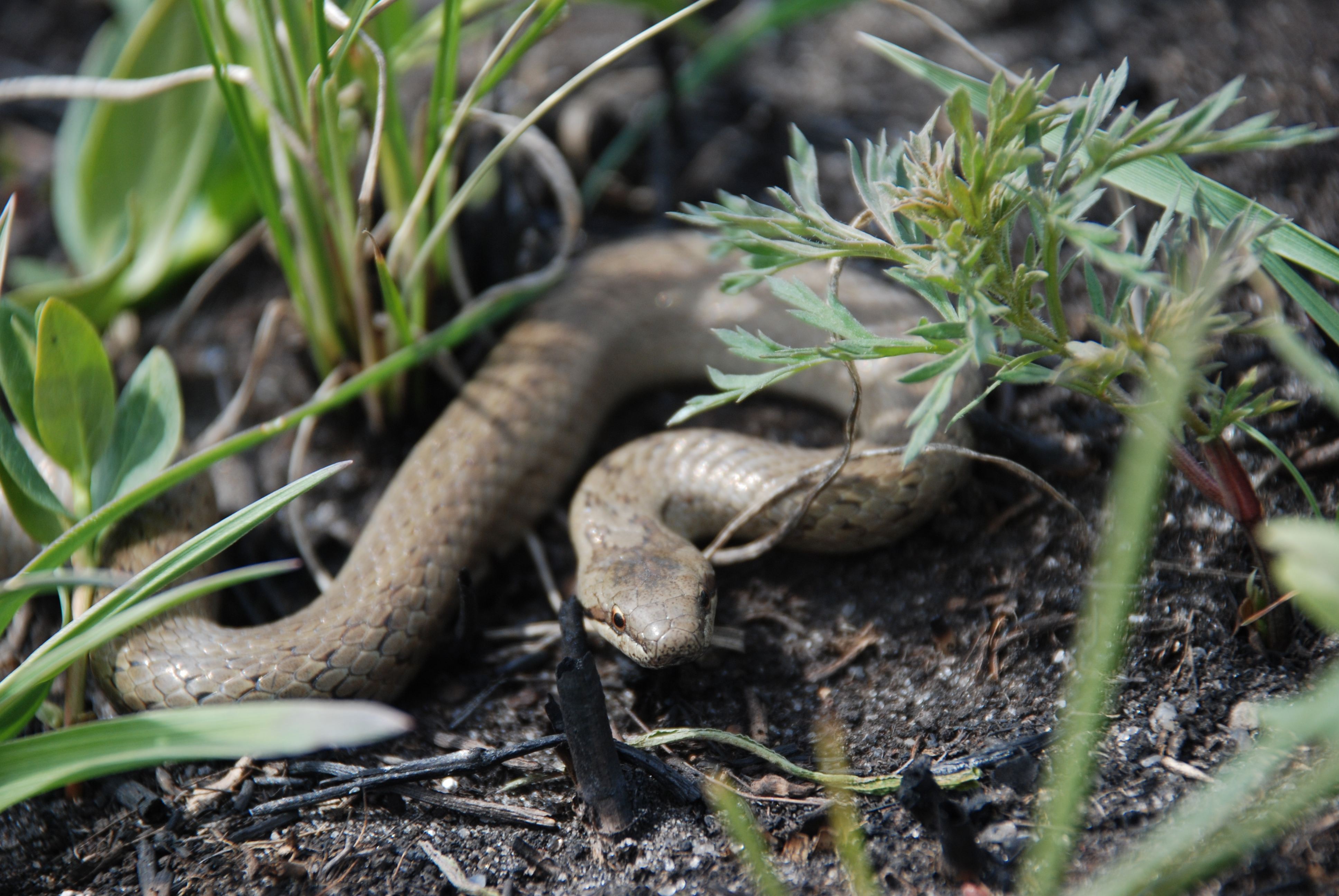
Медянка в Стрельцовской степи
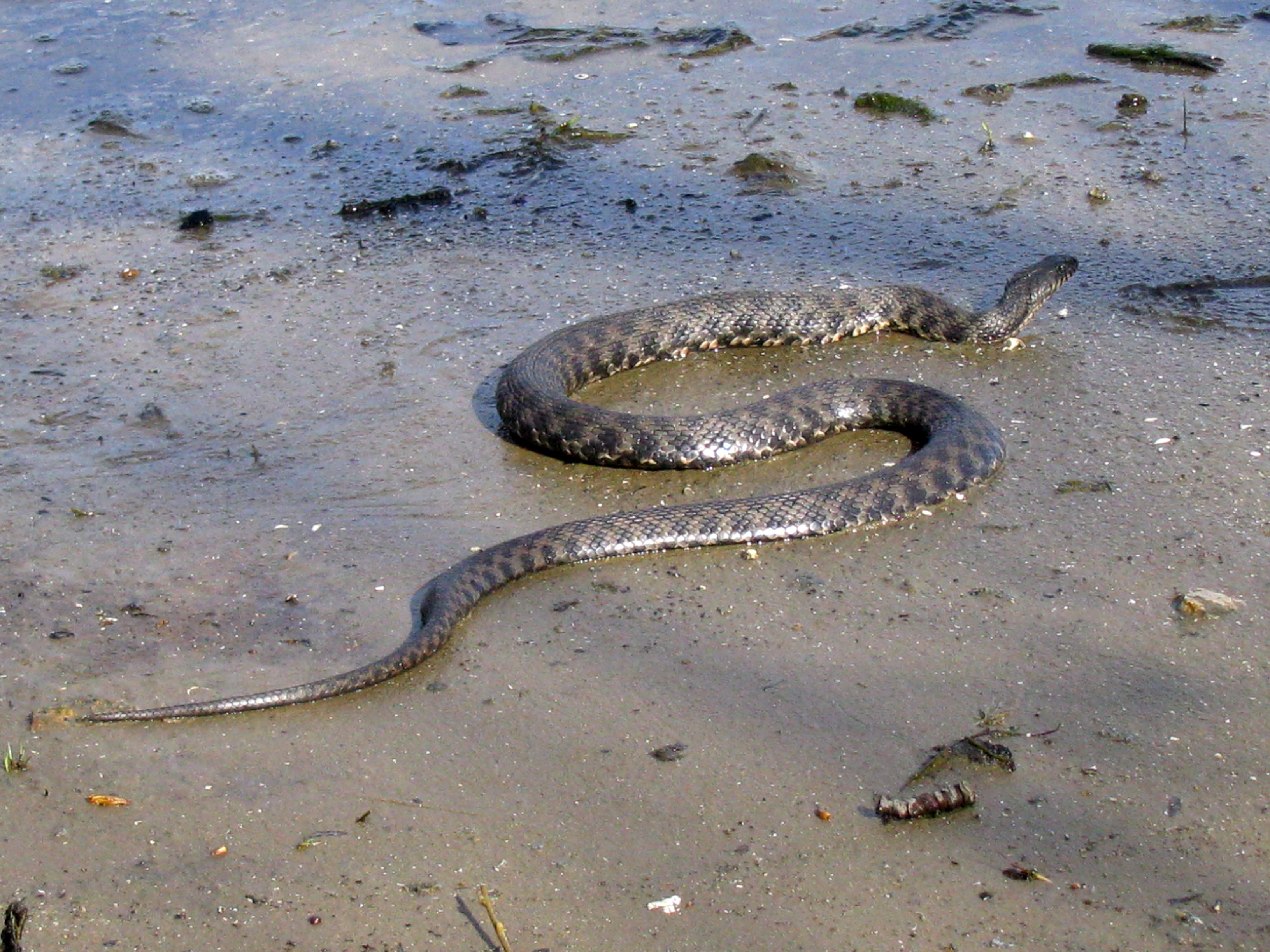
Водяной уж на острове Хортица
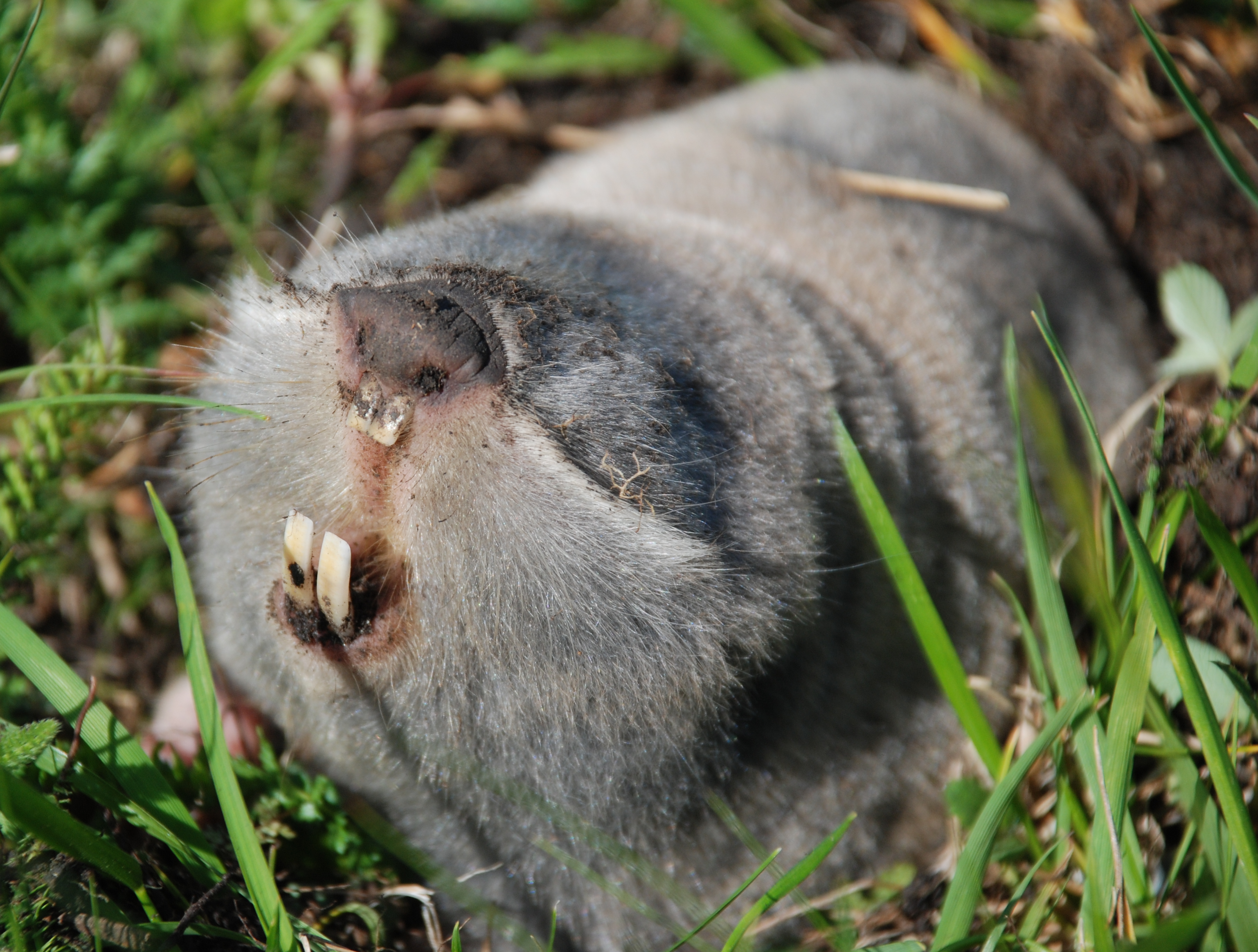
Обыкновенный слепыш в Стрельцовской степи
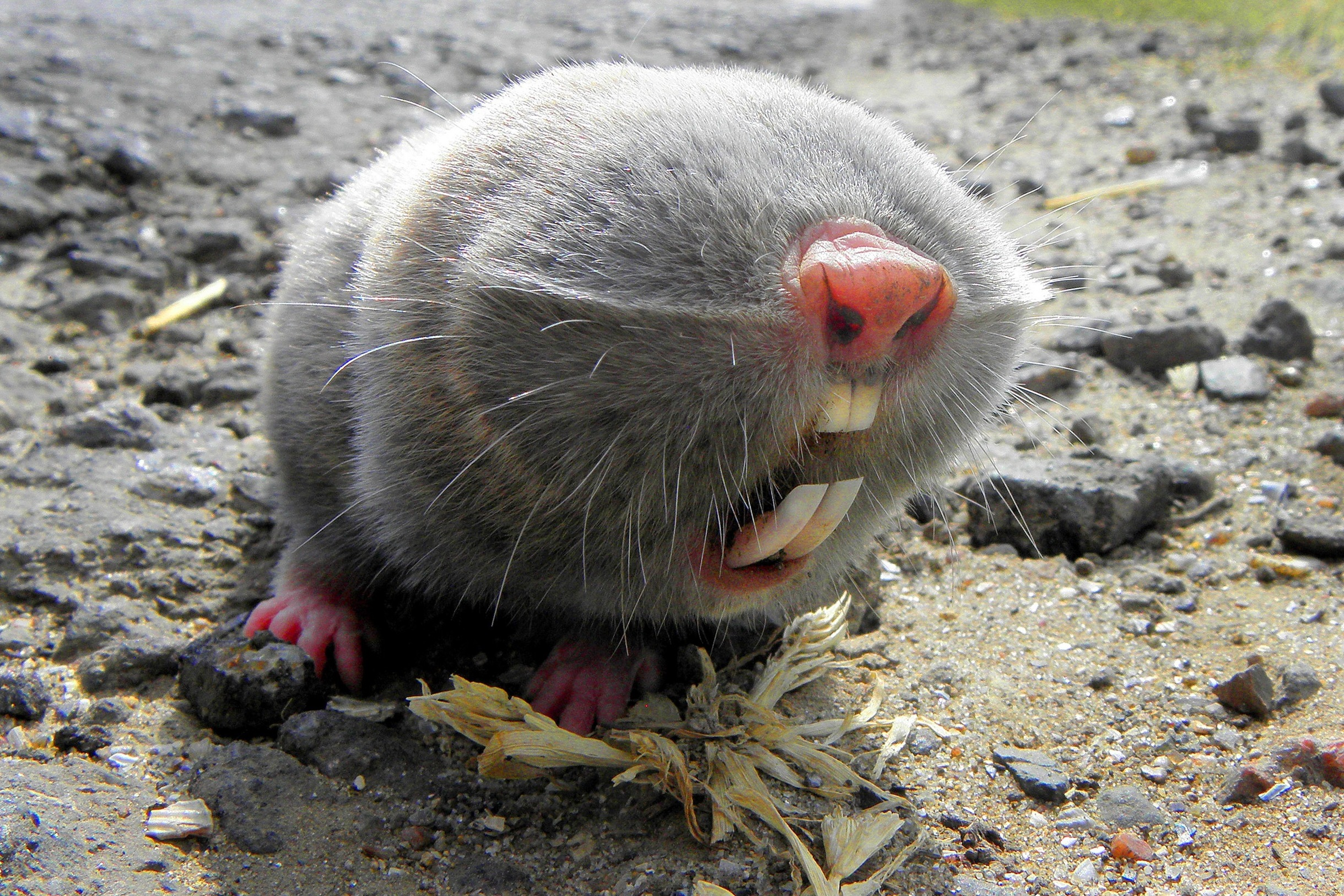
Малый слепыш
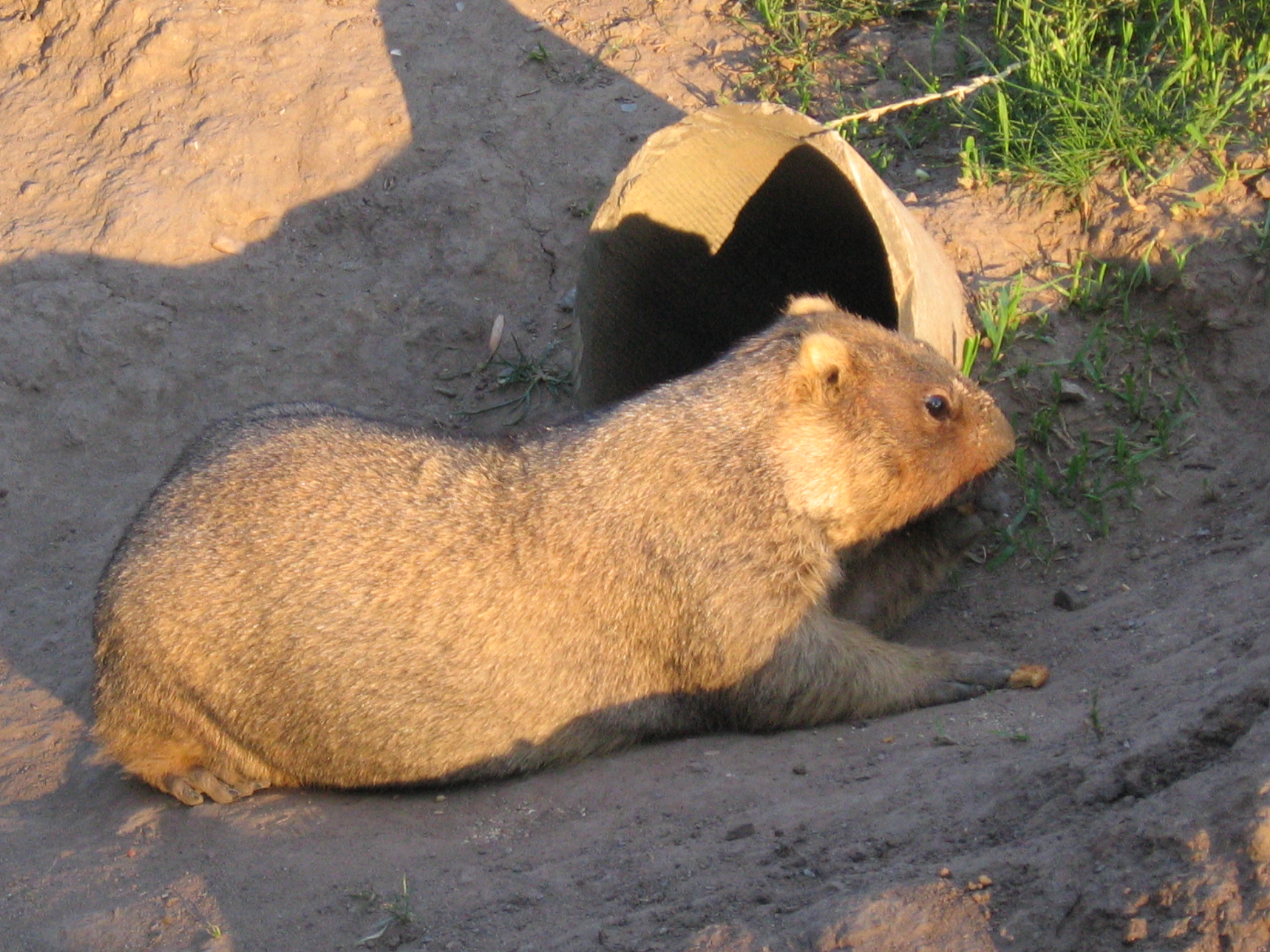
Сурок байбак
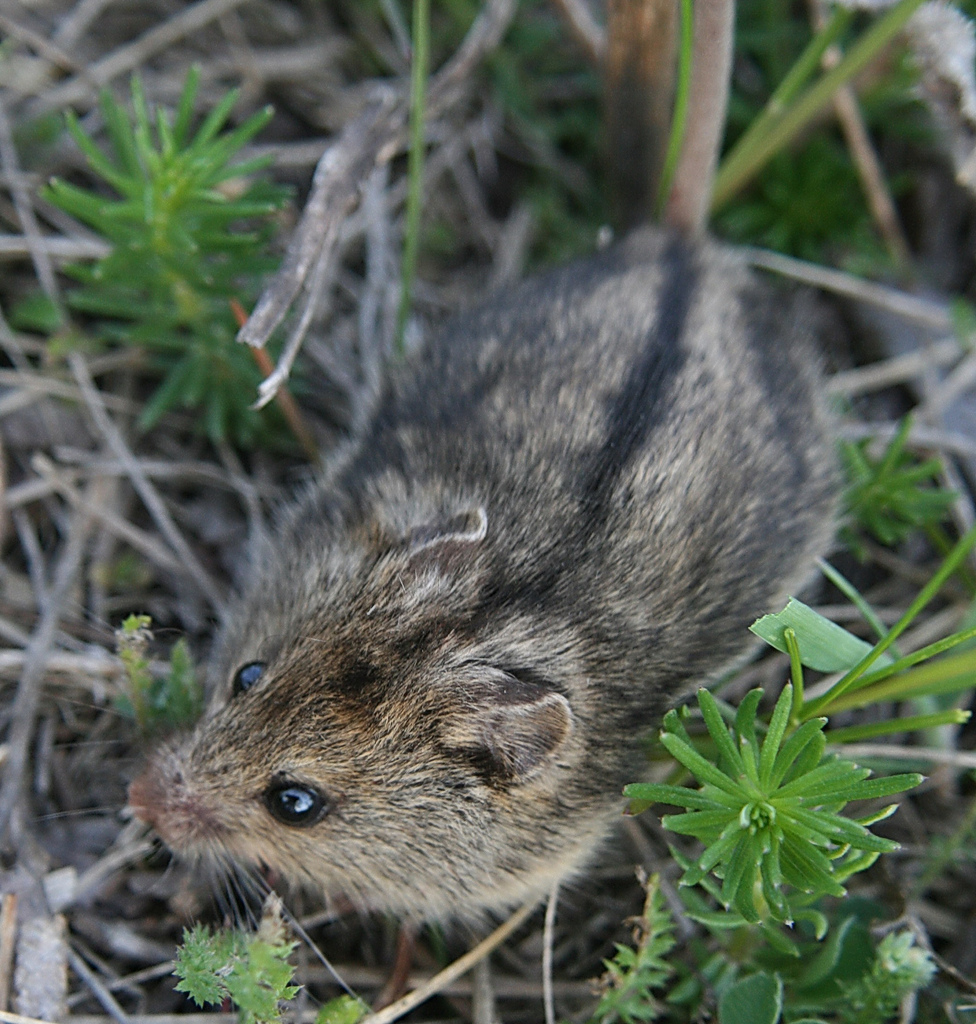
Степная мышовка
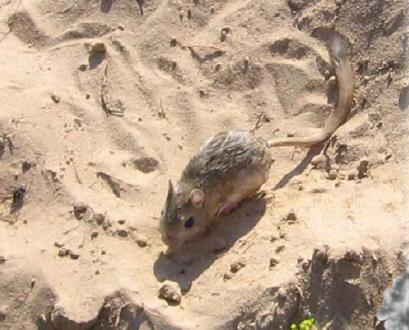
Емуранчик
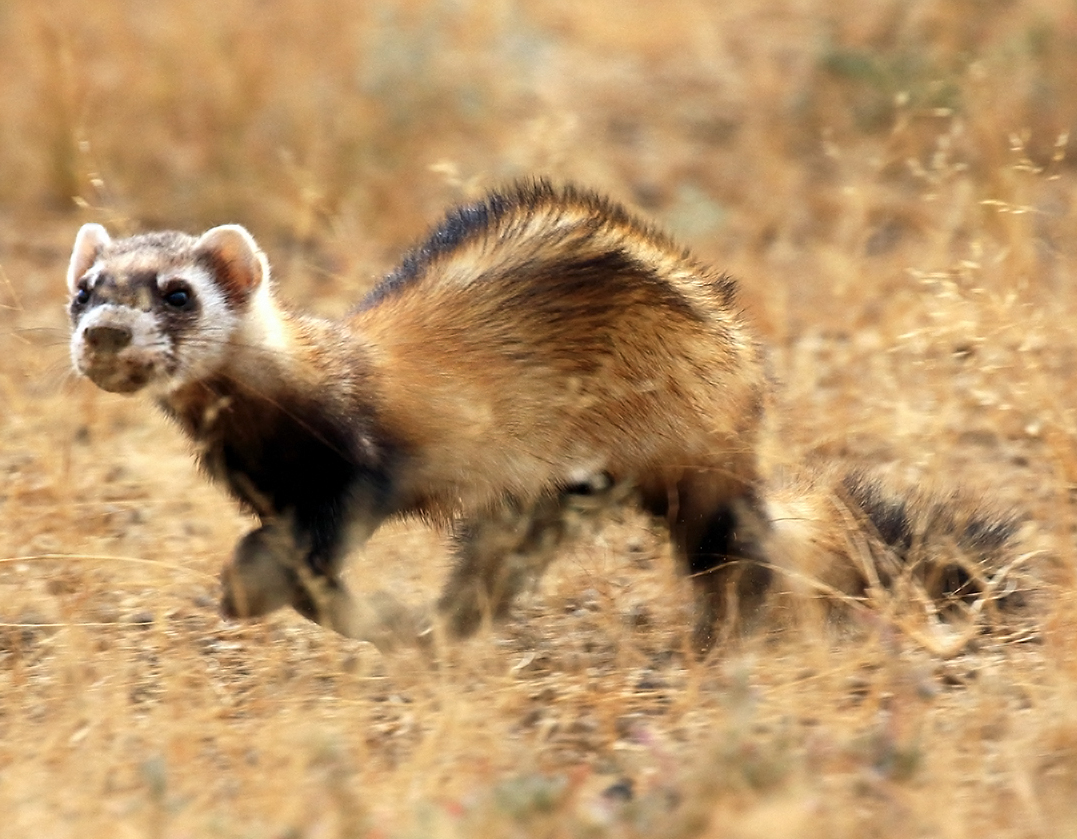
Степной хорёк
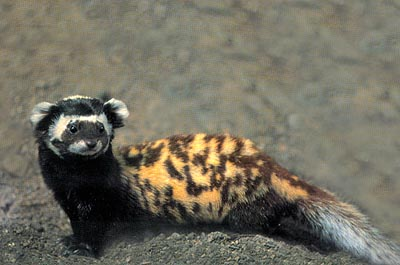
Перевязка
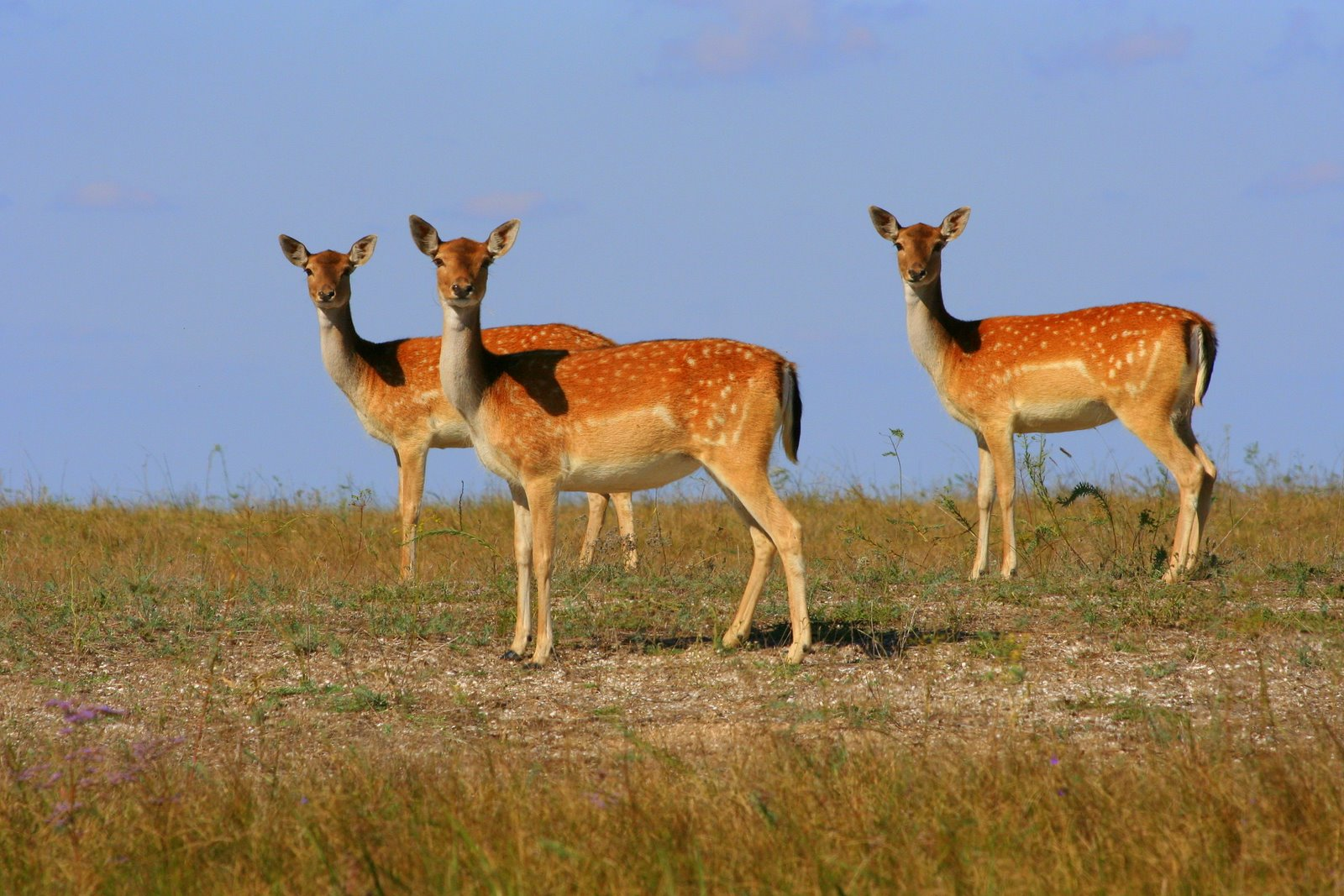
Лани на косе Бирючий Остров

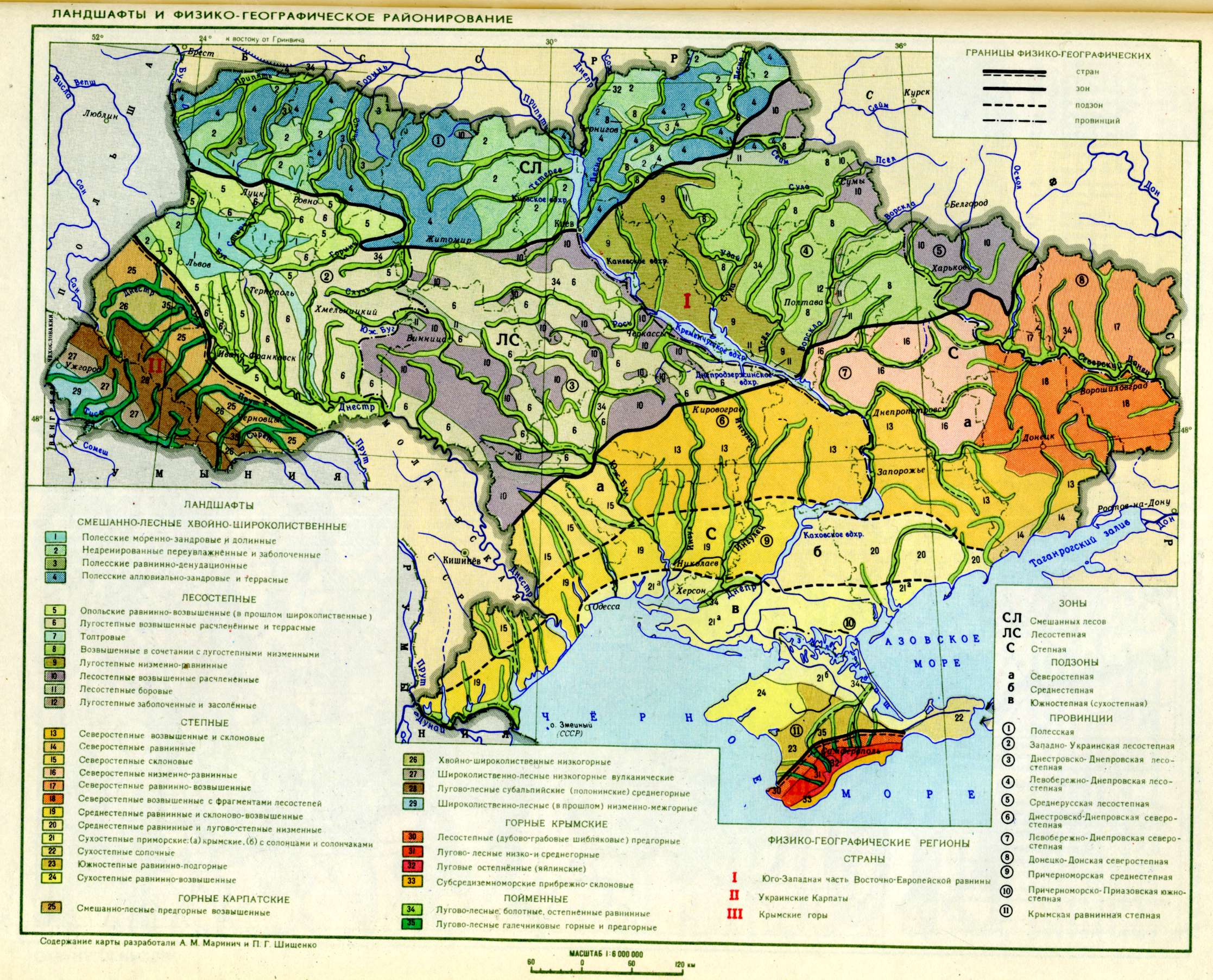
Ландшафты и природные зоны, подзоны и провинции Украины

## Классификация
По тепловому режиму, увлажненности, почвам и условиям природопользования степную зону Украины делят на две подзоны — северную и южную. В пределах северной подзоны выделяют Днестровско-Днепровскую, Левобережно-Днепровскую, Приазовскую, Донецкую, Донецко-Донскую и Молдавскую северостепные провинции. К южной подзоне относятся Дунайско-Днестровская, Причерноморская, Причерноморско-Приазовская и Крымская южно-степные провинции. Некоторые исследователи разделяют зону на три подзоны: северостепную, среднестепную и южностепную. В степной зоне Украины выделяют 21 физико-географическую область.

## Хозяйственное освоение
Степная зона Украины относится к наиболее освоенным — пахотные земли составляют около 75 % её земельного фонда. Степень распаханности территорий степей в Украине достигает 87—96 %, значительные их площади деградированы, а имеющих природную структуру — всего 1—3 %. Общая потеря запасов гумуса варьирует в пределах 4,3—3,5 %, что приводит к истощению их энергетического потенциала. Преобладают зерновые культуры (около 50 % возделываемых земель), главным образом озимая пшеница, кое-где культивируют рис. Из технических культур распространены подсолнечник, сахарная свекла. По всей зоне выращивают бахчевые культуры. На сельско-хозяйственное производство отрицательно влияют недостаточная увлажненность территории, частые засухи, суховеи, пылевые бури, засоленность почв. Основными мелиоративными мерами зонального значения являются искусственное орошение, полезащитное лесонасаждение, мелиорация засоленных почв, предотвращение засола в условиях орошения и т. д.

## Комментарии
1. ↑  Бо́льшая часть Крымского полуострова  является объектом территориальных разногласий между Россией, контролирующей спорную территорию, и Украиной, в пределах признанных большинством государств — членов ООН границ которой спорная территория находится. Согласно федеративному устройству России, на спорной территории Крыма располагаются субъекты Российской Федерации — Республика Крым и город федерального значения Севастополь. Согласно административному делению Украины, на спорной территории Крыма располагаются регионы Украины — Автономная Республика Крым и город со специальным статусом Севастополь.